# Vitré (Ille-et-Vilaine)
Vous lisez un « bon article » labellisé en 2009.
Pour les articles homonymes, voir Vitré.
Vitré /vi.tʁe/ , est une commune française située dans le département d'Ille-et-Vilaine (région Bretagne). Ses habitants sont les Vitréens et les Vitréennes. La ville comptait 18 892 habitants en 2022, ce qui en fait la 13e plus grande ville de la région et la 549e de France en 2022. Elle est au cœur de la communauté d'agglomération de Vitré Communauté.
Sous-préfecture d'Ille-et-Vilaine jusqu'en 1926 et la suppression de l'arrondissement de Vitré, Vitré est rattaché à l'arrondissement de Rennes puis à l'arrondissement de Fougères-Vitré en 2010. Elle occupe la région des Marches en Haute-Bretagne. En 2008, la cité a fêté son premier millénaire d'histoire connue, bien que son passé soit beaucoup plus ancien. Son important patrimoine médiéval et classique lui a valu le label Ville d'art et d'histoire et l'inscription à la liste des Plus beaux détours de France. Vitré est la 37e commune française comptant le plus de monuments historiques et regroupe 14 % des monuments historiques du département. Elle a été promue « Ville fleurie », a obtenu quatre fleurs au palmarès 2018 du concours des villes et villages fleuris et possède deux étoiles au Guide vert Michelin,.

## Géographie

### Situation
Au sens du Schéma de Cohérence Territorial (en français : Schéma de cohérence territoriale), Vitré est la ville-centre du Pays de Vitré. Ce bassin de vie compte 62 communes et 108 403 habitants (2019) et s'étend sur la Communauté d'agglomération de Vitré et la Communauté de Communes de la Roche aux Fées.
Vitré est un pôle urbain avec 14 698 emplois en 2019. L'unité urbaine n'est composée que de Vitré, sans agglomération avec les communes limitrophes éloignées de plus de 200 mètres. Au sens de l'INSEE, Vitré est donc une ville isolée, dont le développement est marqué, depuis plusieurs années, par un important étalement urbain.

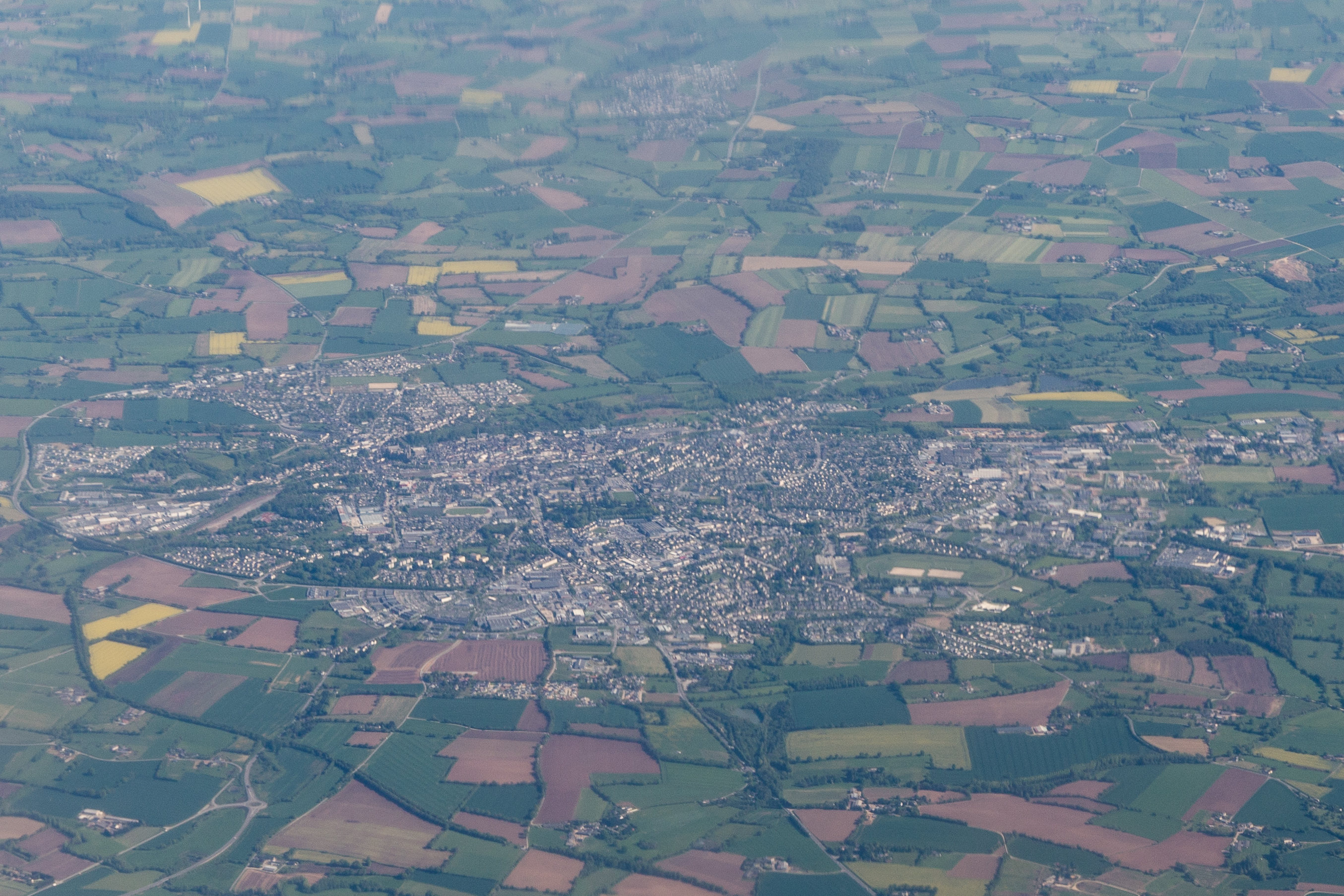
Vue aérienne de Vitré, vue du Sud-Ouest

L'aire d'attraction de Vitré, constituée de 30 communes périphériques (dont Bourgon en Mayenne), compte 53 754 habitants en 2019, dont plus d'un tiers résident dans la ville-centre. Depuis 2002 Vitré occupe le centre d'une communauté d'agglomération de 81 689 habitants (2019), Vitré Communauté. Par ailleurs, depuis le 1er octobre 2010, l'ancien arrondissement de Vitré n'est plus rattaché à celui de Rennes mais à celui de Fougères, cette dernière étant sous-préfecture du département d'Ille-et-Vilaine.
Dans l'histoire bretonne, Vitré fait partie du Pays rennais (Bro-Roazhon en breton) et du pays traditionnel culturel du Vendelais (Gwennel en breton).
En distance orthodromique, Vitré est située à :
- 275 km de Paris
- 244 km de Brest
- 132 km de Caen
- 105 km du Mans
- 104 km de Nantes
- 87 km d'Angers
- 61 km du Mont-Saint-Michel
- 33 km de Laval
- 35 km de Rennes

### Hydrographie
Pour un article plus général, voir Réseau hydrographique d'Ille-et-Vilaine.
La commune est située dans le bassin Loire-Bretagne. Elle est drainée par la Vilaine, la Valière, le ruisseau de la Rousselière, le ruisseau du Gazon, le ruisseau du Herveleux et le ruisseau le Gontier,,.
La Vilaine, d'une longueur de 218 km, prend sa source dans la commune de Juvigné et se jette  dans l'Océan Atlantique à Camoël, après avoir traversé 56 communes. Les caractéristiques hydrologiques de la Vilaine sont données par la station hydrologique située dans la commune. Le débit moyen mensuel est de 1,25 m3/s. Le débit moyen journalier maximum est de 29,2 m3/s, atteint lors de la crue du 16 novembre 1974. Le débit instantané maximal est quant à lui de 35,8 m3/s, atteint le même jour.
La Valière, d'une longueur de 28 km, prend sa source dans la commune de Saint-Pierre-la-Cour et se jette  dans la Vilaine à Saint-Aubin-des-Landes, après avoir traversé six communes. Les caractéristiques hydrologiques de la Valière sont données par la station hydrologique située dans la commune. Le débit moyen mensuel est de 0,387 m3/s. Le débit moyen journalier maximum est de 13,4 m3/s, atteint lors de la crue du 12 juin 2018. Le débit instantané maximal est quant à lui de 16,3 m3/s, atteint le même jour.
Le Vernouzet est un ruisseau intégralement canalisé par un collecteur d'eaux pluviales et serpentant uniquement dans la zone urbanisée, de la Rue de la Fontaine dans le quartier du Pré-Clos au quartier des Augustins dans le centre-ville. La commune a été marquée, en 2020, par une pollution aux cyanobactéries à l'étang de la Valière.

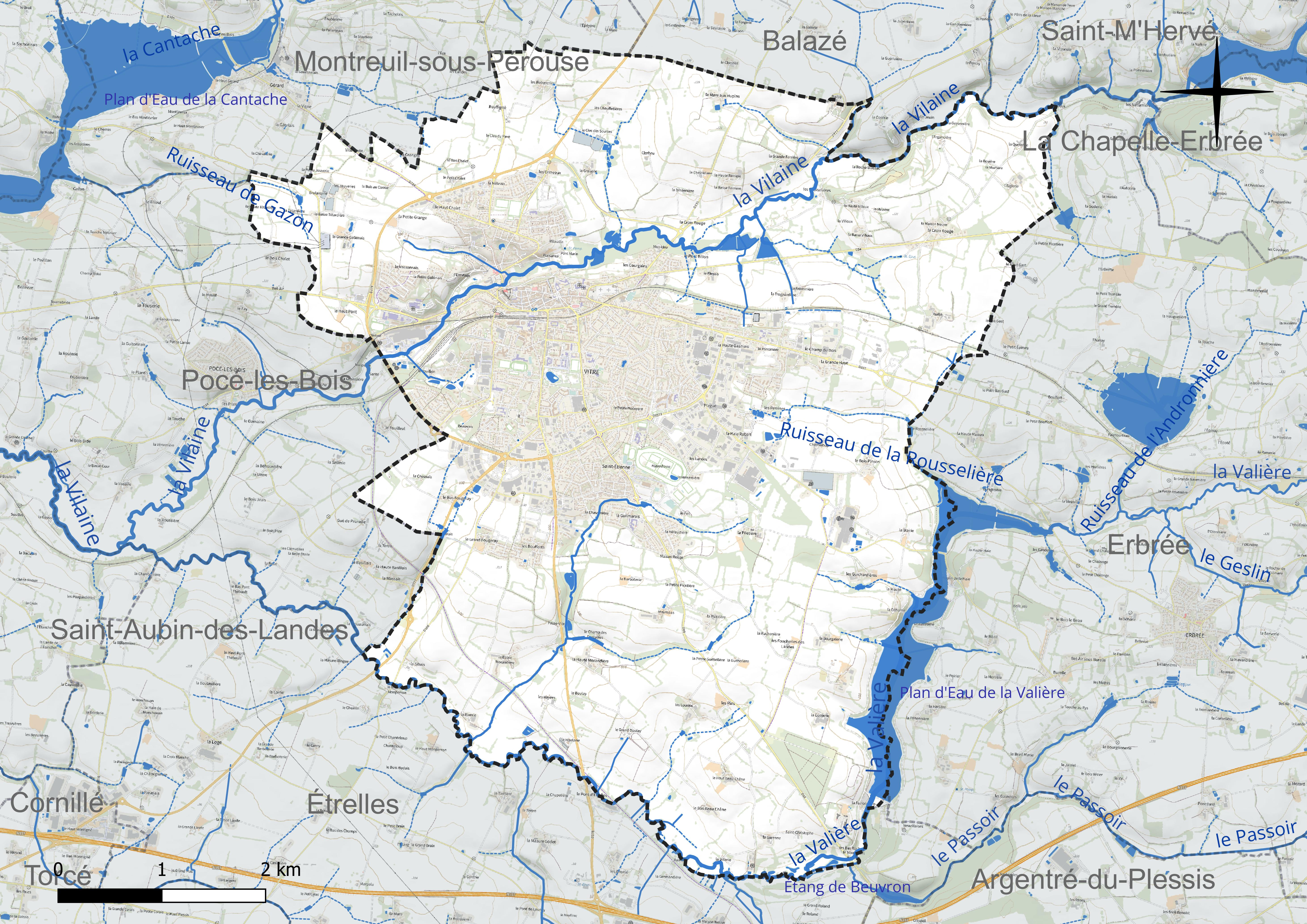
Réseau hydrographique de Vitré.

Un plan d'eau complète le réseau hydrographique : le plan d'eau de la Valière, d'une superficie totale de 95,9 ha (38,76 ha sur la commune),.

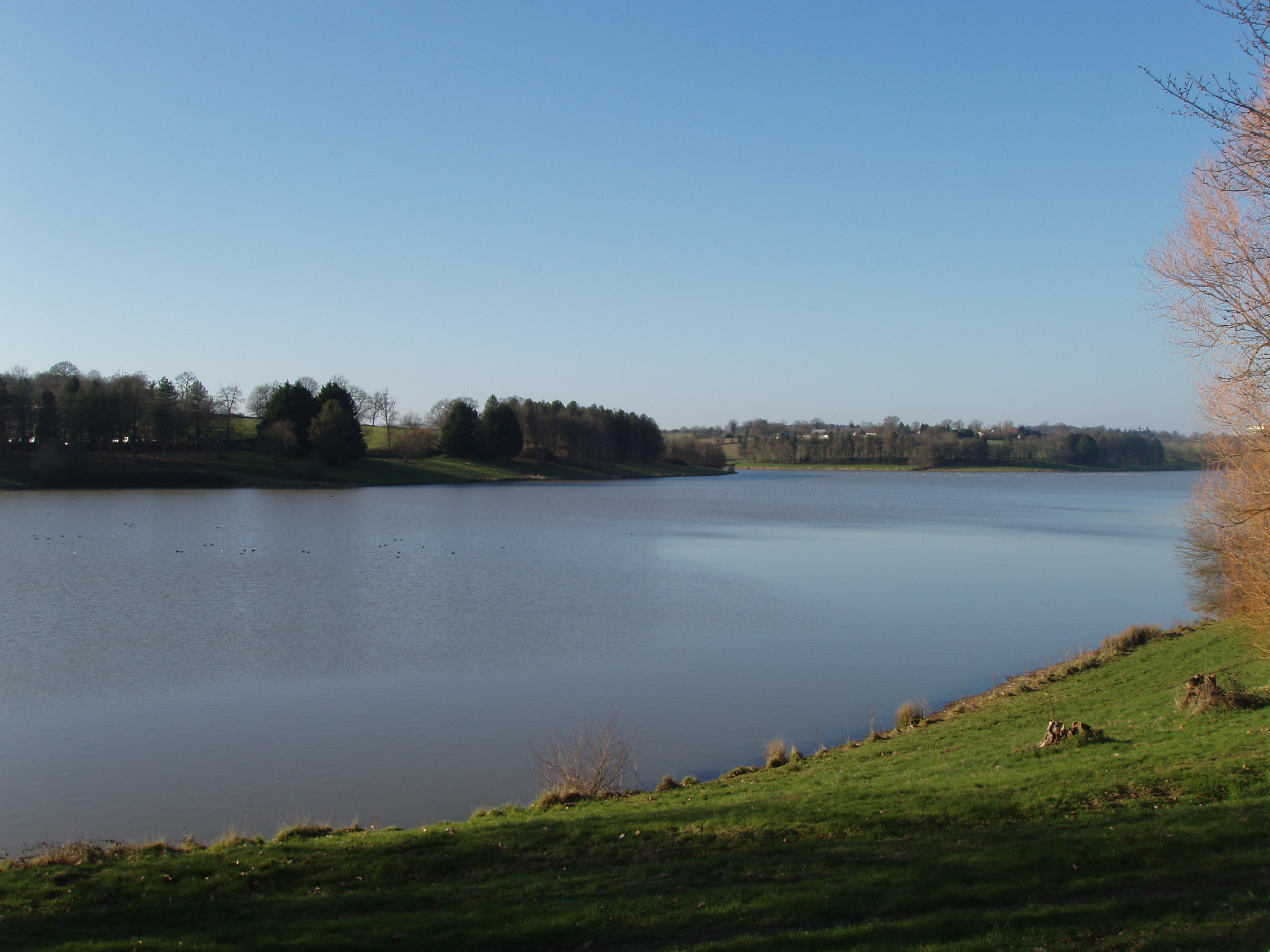
Plan d'eau de la Valière.

### Climat
Pour des articles plus généraux, voir Climat de la Bretagne et Climat d'Ille-et-Vilaine.
En 2010, le climat de la commune est à l'interface entre le type climat océanique franc sur les coteaux et le type climat océanique altéré à partir du Sud de la Vilaine, selon une étude du CNRS s'appuyant sur une série de données couvrant la période 1971-2000. En 2020, Météo-France publie une typologie des climats de la France métropolitaine dans laquelle la commune est exposée à un climat océanique et est dans la région climatique Bretagne orientale et méridionale, Pays nantais, Vendée, caractérisée par une faible pluviométrie en été et une bonne insolation. Parallèlement l'observatoire de l'environnement en Bretagne publie en 2020 un zonage climatique de la région Bretagne, s'appuyant sur des données de Météo-France de 2009. La commune est, selon ce zonage, dans la zone « Sud Est », avec des étés relativement chauds et ensoleillés.
Pour la période 1971-2000, la température annuelle moyenne est de 11,2 °C, avec une amplitude thermique annuelle de 13,3 °C. Le cumul annuel moyen de précipitations est de 818 mm, avec 13,2 jours de précipitations en janvier et 7,4 jours en juillet. Pour la période 1991-2020, la température moyenne annuelle observée sur la station météorologique la plus proche, située sur la commune de Launay-Villiers à 14 km à vol d'oiseau, est de 11,6 °C et le cumul annuel moyen de précipitations est de 862,6 mm,. Pour l'avenir, les paramètres climatiques de la commune estimés pour 2050 selon différents scénarios d'émission de gaz à effet de serre sont consultables sur un site dédié publié par Météo-France en novembre 2022.
| Mois                                  | jan.           | fév.           | mars          | avril         | mai           | juin          | jui.          | août         | sep.          | oct.          | nov.          | déc.          | année      |
| ------------------------------------- | -------------- | -------------- | ------------- | ------------- | ------------- | ------------- | ------------- | ------------ | ------------- | ------------- | ------------- | ------------- | ---------- |
| Température minimale moyenne (°C)     | 1,7            | 1,7            | 3,3           | 5,1           | 8,5           | 11,3          | 12,9          | 12,7         | 10            | 8,2           | 4,7           | 1,2           | 6,8        |
| Température moyenne (°C)              | 4,5            | 5,4            | 7,6           | 10,3          | 13,5          | 17,1          | 18,4          | 18,2         | 15,6          | 12,5          | 8             | 4,2           | 11,3       |
| Température maximale moyenne (°C)     | 8,5            | 9              | 11,9          | 15,5          | 18,6          | 22,9          | 24            | 23,6         | 21,2          | 16,7          | 11,3          | 7,2           | 15,9       |
| Record de froid (°C) date du record   | −10,2 07.01.09 | −13,1 12.02.12 | −9,1 01.03.05 | −4,7 11.04.06 | −1,6 01.05.16 | 1,5 01.06.06  | 4,9 30.07.15  | 4,9 21.08.14 | 0,5 26.09.10  | −2 29.10.03   | −6,3 30.11.10 | −9,1 16.12.09 | −13,1 2012 |
| Record de chaleur (°C) date du record | 15,1 24.01.16  | 19,6 27.02.19  | 22,4 20.03.05 | 27,2 30.04.05 | 30,3 24.05.10 | 35,9 29.06.19 | 38,1 23.07.19 | 39 10.08.03  | 33,3 14.09.20 | 27,7 02.10.11 | 21,5 07.11.15 | 15,8 19.12.15 | 39 2003    |
| Précipitations (mm)                   | 89,1           | 64,7           | 68,1          | 61,8          | 75,7          | 55,2          | 64,5          | 46,4         | 65,7          | 90,7          | 83,5          | 93,1          | 858,5      |

#### Les stations météorologiques
Vitré bénéficie des données d'une station météorologique pédagogique en partenariat avec Météo France mais ne faisant pas partie du réseau national et secondaire. Elle est située dans l'enceinte du lycée Bertrand d'Argentré, dans le centre-ville à 106 m d'altitude par rapport au niveau de la mer. Les archives sont ouvertes depuis le 1er janvier 2014.
À 7 km au Nord-Ouest de Vitré près du Château du Bois-Cornillé à Val d'Izé, une autre station météorologique est localisée au lieu-dit « La Mesrie » à 106 m d'altitude et mise en service le 1er mai 1972. Elle fait partie du réseau secondaire de Météo France (numéro de matricule 35347001). Cette station automatique est de type 2 pour l'acquisition des données pluviométriques et de températures en temps réel, avec un délai d'expertise à J+1. Les données horaires et quotidiennes sont disponibles à partir du lendemain à 8 h.
La station météorologique automatique d'Arbrissel, près de La Guerche-de-Bretagne, est de type 1 pour le Réseau d'Acquisition de Données et d'Observations Météorologiques Etendu (RADOME).

#### Catastrophes naturelles

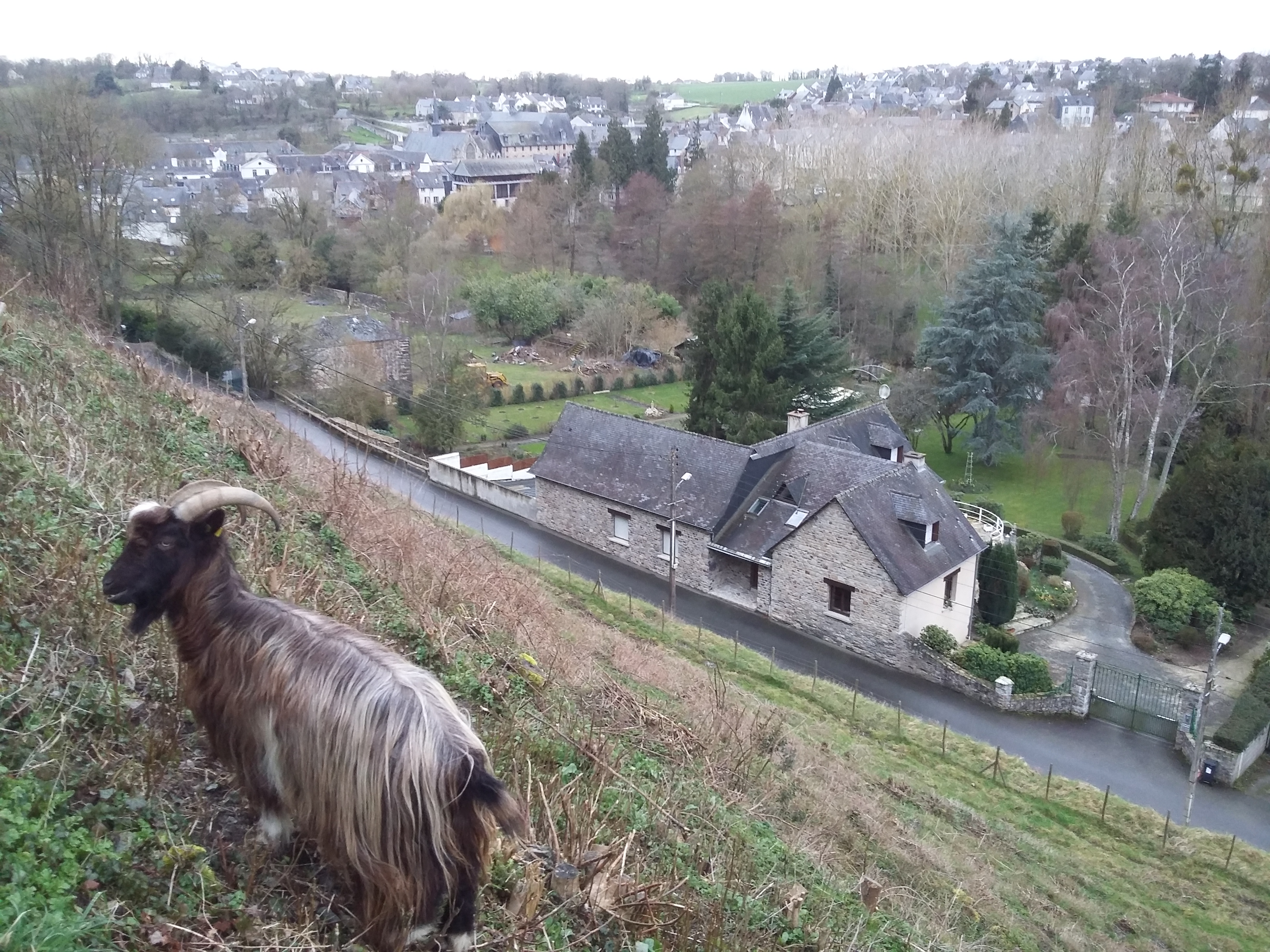
Entretien caprin du coteau sud de la vallée de la Vilaine. Vue sur le quartier nord au pied des remparts.

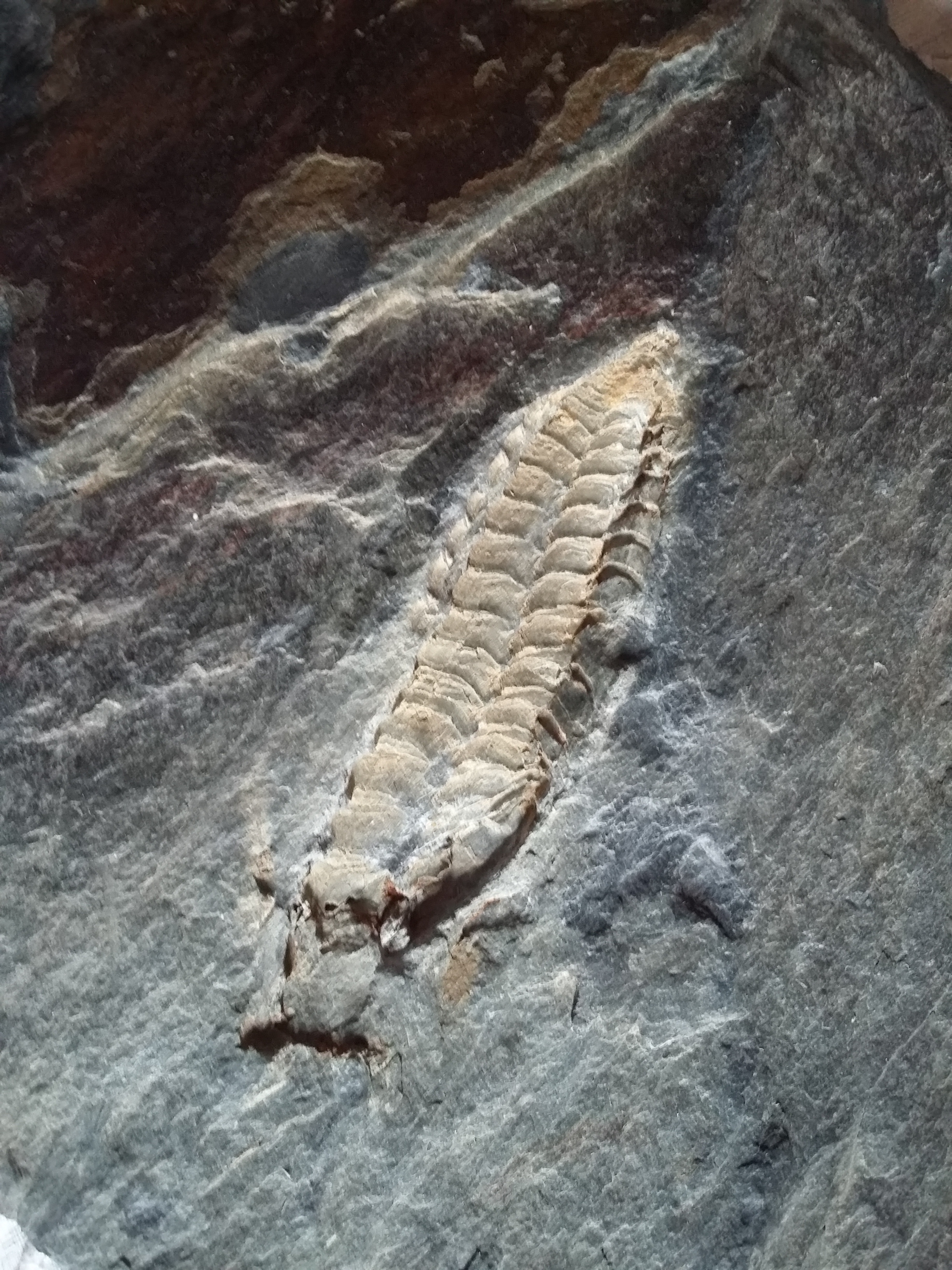
Ver marin fossilisé du Paléozoïque Ordovicien sur siltites noires micacées. Découvert dans le centre-ville de Vitré. Collection particulière.

Vitré a dû faire face à différentes catastrophes naturelles :
- des sécheresses : dans les mémoires figurent notamment la sécheresse de 1976, où les employés de l'usine de chaussures Noël commençaient leur journée à 5 h du matin pour la terminer à 13 h 30[32], ainsi que la canicule de 2003, où pour la première fois des températures de 40 °C furent observées[33], ce qui n'avait jamais été mesuré en Bretagne.
- des orages estivaux violents : comme ceux du 22 août 2011[34] et du 16 juillet 2003 où 76 mm d'eau par mètre carré ont été relevés, ce qui a provoqué des inondations et des dégâts notables dus aux grêlons et aux rafales de vent[35] et enfin celui du 27 juillet 2012, avec l'inondation d'une grande surface et la chute de température de 10 degrés en une heure[36].
- des tempêtes : comme la tempête du 15 octobre 1987 ou la tempête Lothar le 26 décembre 1999, qui a mis à terre une partie des arbres du Jardin du parc[37].
- des inondations : comme la crue du 25 octobre 1966, où la Vilaine est montée à  une cote maximale de 2,7 m[38]. Avec la création en 1982 du barrage de Haute-Vilaine, en amont sur la Vilaine, la ville ne connait presque plus de phénomènes d'inondations, mais est toutefois concernée par un Plan de prévention des risques d'inondations.

### Géologie

Carte géologique du Massif armoricain.

Vitré est localisé dans le domaine centre armoricain, dans la partie orientale du Massif armoricain. Le territoire s'étend sur deux ensembles géologiques bien différenciés : au nord de Vitré, le synclinorium médian armoricain forme un ensemble complexe de granites et de roches métamorphiques schistogréseuses, organisés en bandes d'orientation générale ouest-est ; au sud, le bassin de Rennes constitué de  schistes briovériens.
Le territoire est à l'interface de zones de grès armoricain (gris-beige), et de schiste bleu-noir (argilites, siltites noires micacées, localement à oolites ferrugineuses). Aussi, trouve-t-on beaucoup de constructions qui font appel à ces deux matériaux dans la construction et en premier lieu le château.

### Relief et paysage

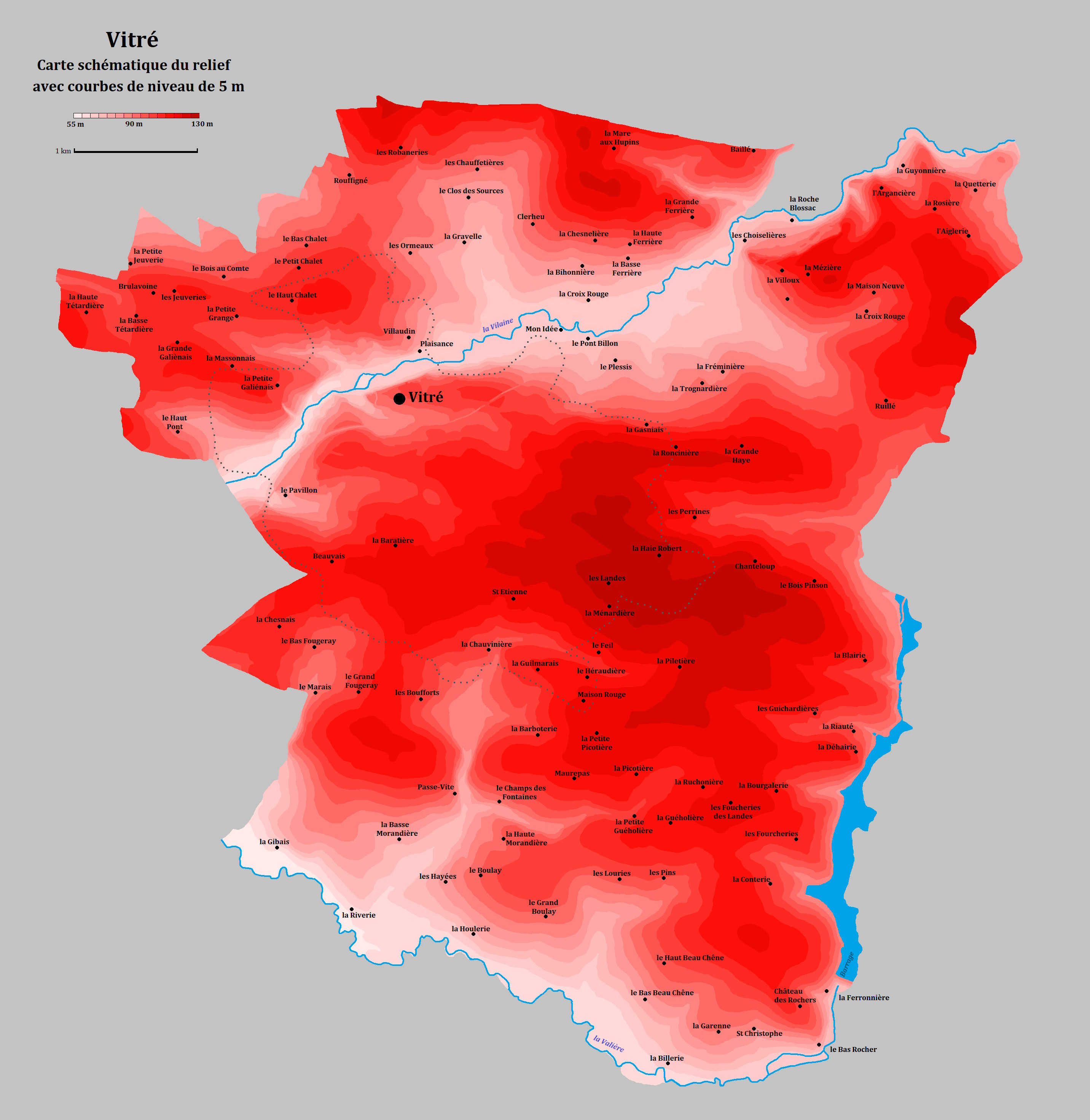
Relief et lieux-dits de Vitré

La ville est située sur les pentes encaissées de la Vilaine et est coupée en trois parties : les quartiers Nord, le centre-ville historique et les quartiers sud. L'altitude moyenne de Vitré est d'environ 89 mètres (place de la gare). Le point culminant, 127 mètres, se situe dans la zone d'activités « Les Ménardières », rue Pierre et Marie Curie. Le point le plus bas, 57 mètres, se trouve au sud de la commune, sur la rive droite de la Valière, à la limite avec les communes d'Etrelles et de Pocé-les-Bois.
L'espace rural autour de Vitré est caractérisé par des plateaux composés de paysages ouverts avec un bocage résiduel. Les arbres sont traités en ragosses, typique de la Haute-Bretagne. C'est ce travail d'émondage des haies qui a donné cette forme particulière de bocage. Les nombreux champs en prairies enherbées, typique de ce pays d'élevage, évoluent avec les pratiques agricoles, laissant la place à un paysage de néo-openfield.

## Urbanisme

### Typologie
Au 1er janvier 2024, Vitré est catégorisée centre urbain intermédiaire, selon la nouvelle grille communale de densité à sept niveaux définie par l'Insee en 2022.
Elle appartient à l'unité urbaine de Vitré, une unité urbaine monocommunale constituant une ville isolée,. Par ailleurs la commune fait partie de l'aire d'attraction de Vitré, dont elle est la commune-centre,. Cette aire, qui regroupe 30 communes, est catégorisée dans les aires de 50 000 à moins de 200 000 habitants,.

### Occupation des sols
L'occupation des sols de la commune, telle qu'elle ressort de la base de données européenne d'occupation biophysique des sols Corine Land Cover (CLC), est marquée par l'importance des territoires agricoles (72,9 % en 2018), en diminution par rapport à 1990 (80,9 %). La répartition détaillée en 2018 est la suivante : 
terres arables (44 %), prairies (14,5 %), zones agricoles hétérogènes (14,4 %), zones industrielles ou commerciales et réseaux de communication (13,2 %), zones urbanisées (8,6 %), espaces verts artificialisés, non agricoles (3,6 %), eaux continentales (1 %), forêts (0,8 %). L'évolution de l'occupation des sols de la commune et de ses infrastructures peut être observée sur les différentes représentations cartographiques du territoire : la carte de Cassini (XVIIIe siècle), la carte d'état-major (1820-1866) et les cartes ou photos aériennes de l'IGN pour la période actuelle (1950 à aujourd'hui).

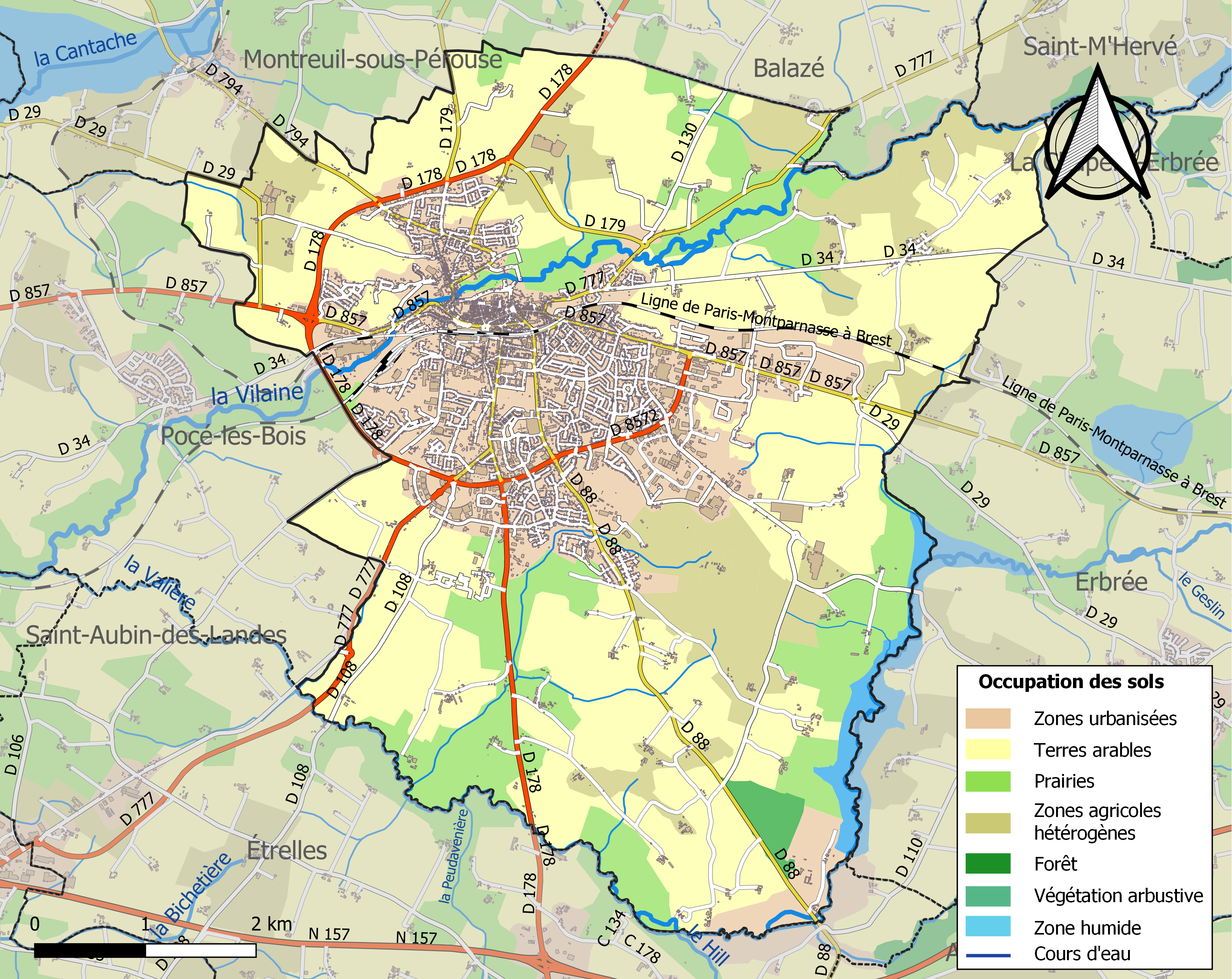
Carte des infrastructures et de l'occupation des sols de la commune en 2018 (CLC).

## Population et société

### Démographie

#### Évolution démographique
La présence humaine sur le site de Vitré est attestée dès le Néolithique. Puis, quelques fermes gauloises et gallo-romaines ont ponctué la campagne. Dès le haut Moyen Âge, plusieurs villages se sont formés sur les collines et regroupaient quelques centaines d'habitants. La ville s'est agrandie peu à peu lors de la construction de bâtiments militaires pour protéger la Bretagne.
| 1400         | 1500          | 1600            | 1700             | 1762   | 1789   |
| ------------ | ------------- | --------------- | ---------------- | ------ | ------ |
| 5 000 au XVe | 7 800 au XVIe | 10 000 au XVIIe | 13 000 au XVIIIe | 14 000 | 10 850 |

Vitré pourrait tirer sa racine étymologique du gallo-romain "Victrix" ou du latin "vicus"; en effet, une petite agglomération gallo-romaine existait à Vitré, avec, si l'on en croit des documents locaux datés du XIe siècle la présence d'un aqueduc. De plus des poteries romaines du IIe siècle furent trouvées lors de fouilles sur la place du château (ainsi que des sépultures, plus tardives, mérovingiennes et carolingiennes); des pièces de monnaie du IIIe siècle et des traces de quelques domus ont également été révélées lors du terrassement de la voie de chemin de fer en 1857.
Durant le Moyen Âge et l'époque moderne, Vitré devient un important foyer de peuplement et une grande ville pour l'époque.
À la fin du XIVe siècle, la ville aurait eu entre 4 000 et 5 000 habitants, quand Rennes et Nantes en avaient autour de 13 000 à 14 000. Durant la Renaissance, sa population est estimée par Arthur de La Borderie à 7 800 habitants en 1560 soit autant que les villes de Vannes et Quimper.
À l'époque de la naissance de Madame de Sévigné vers 1620, la ville aurait compté 10 000 habitants. Elle était alors au 33e rang des plus grandes villes de France juste après Nancy et 110 e en Europe.
En 1762, trois fois moins étendue que la ville actuelle, Vitré comptait quasiment autant d'habitants qu'aujourd'hui. Selon le subdélégué, la cité comptait environ 14 000 habitants concentrés dans la ville intra-muros et les faubourgs, pour la plupart des artisans de la toile et du tricot. Elle aurait alors été l'une des 100 plus grandes villes d'Europe et 3e de Bretagne, derrière Rennes et Nantes, comptant respectivement environ 30 et 20 000 habitants,. De même, durant la 2e moitié du XVIIIe siècle, la cité médiévale se trouvait au 5e rang des villes les plus peuplées de Bretagne après Nantes, Rennes, Brest et Lorient[réf. nécessaire]. La ville ne retrouve sa population d'Ancien Régime qu'à partir de la fin des années 1980.

L'évolution du nombre d'habitants est connue à travers les recensements de la population effectués dans la commune depuis 1793. Pour les communes de plus de 10 000 habitants les recensements ont lieu chaque année à la suite d'une enquête par sondage auprès d'un échantillon d'adresses représentant 8 % de leurs logements, contrairement aux autres communes qui ont un recensement réel tous les cinq ans,.

En 2022, la commune comptait 18 892 habitants, en évolution de +5,64 % par rapport à 2016 (Ille-et-Vilaine : +5,46 %, France hors Mayotte : +2,11 %).
| 1793   | 1800  | 1806  | 1821  | 1831  | 1836  | 1841  | 1846  | 1851  |
| ------ | ----- | ----- | ----- | ----- | ----- | ----- | ----- | ----- |
| 10 790 | 8 809 | 8 381 | 8 844 | 8 856 | 8 901 | 8 610 | 8 621 | 8 800 |

| 1856  | 1861  | 1866  | 1872  | 1876  | 1881   | 1886   | 1891   | 1896   |
| ----- | ----- | ----- | ----- | ----- | ------ | ------ | ------ | ------ |
| 8 854 | 8 904 | 8 937 | 8 937 | 9 870 | 10 314 | 10 447 | 10 607 | 10 584 |

| 1901   | 1906   | 1911   | 1921  | 1926  | 1931  | 1936  | 1946  | 1954  |
| ------ | ------ | ------ | ----- | ----- | ----- | ----- | ----- | ----- |
| 10 775 | 10 092 | 10 613 | 8 154 | 8 363 | 8 212 | 8 506 | 9 367 | 9 611 |

| 1962   | 1968   | 1975   | 1982   | 1990   | 1999   | 2006   | 2011   | 2016   |
| ------ | ------ | ------ | ------ | ------ | ------ | ------ | ------ | ------ |
| 10 380 | 11 343 | 12 318 | 13 042 | 14 486 | 15 313 | 16 156 | 17 106 | 17 884 |

| 2022   | - | - | - | - | - | - | - | - |
| ------ | - | - | - | - | - | - | - | - |
| 18 892 | - | - | - | - | - | - | - | - |

En 1789, à la veille de la Révolution, la population atteignait 10 850 habitants quand Rennes en avait 35 000 soit un rapport de 1 à 3. La période post-révolutionnaire entraine une baisse démographique sensible, et sous le Second Empire, en 1861, on dénombre 8 904 Vitréens. Jusqu'à la Grande guerre, une progression modérée mais constante porte le nombre à 10 613 en 1911 avec l'arrivée de la caserne militaire du 70e régiment d'infanterie dans le quartier de la Trémoïlle. Les militaires et leur famille représentent alors jusqu'à 2 000 personnes.
Les conséquences de la guerre, le départ de la caserne militaire et la crise économique font régresser la population à 8 506 habitants (recensement de 1936). Après la Seconde guerre mondiale, l'essor économique reprend, accentué d'un exode rural, et on recense 13 491 habitants en 1982, 14 490 habitants en 1990 et 15 313 habitants en 1999. Par conséquent, elle devient la 5e ville du département après Rennes, Saint-Malo, Fougères, Bruz et la 14e de Bretagne. Depuis le début des recensements de la population, la courbe d'évolution démographique de la commune de Vitré est quasi identique à celle du département.

#### Pyramide des âges
La population de la commune est relativement jeune.
En 2018, le taux de personnes d'un âge inférieur à 30 ans s'élève à 34,2 %, soit en dessous de la moyenne départementale (38,2 %). À l'inverse, le taux de personnes d'âge supérieur à 60 ans est de 26,7 % la même année, alors qu'il est de 23,3 % au niveau départemental.
En 2018, la commune comptait 8 769 hommes pour 9 498 femmes, soit un taux de 52 % de femmes, légèrement supérieur au taux départemental (51,18 %).
Les pyramides des âges de la commune et du département s'établissent comme suit.
| Hommes | Classe d’âge | Femmes |
| ------ | ------------ | ------ |
| 0,7    | 90 ou +      | 2,5    |
| 7,9    | 75-89 ans    | 11,1   |
| 15,0   | 60-74 ans    | 16,1   |
| 22,1   | 45-59 ans    | 20,0   |
| 18,6   | 30-44 ans    | 17,5   |
| 17,8   | 15-29 ans    | 16,0   |
| 17,9   | 0-14 ans     | 16,9   |

| Hommes | Classe d’âge | Femmes |
| ------ | ------------ | ------ |
| 0,7    | 90 ou +      | 1,8    |
| 6,3    | 75-89 ans    | 8,7    |
| 14,5   | 60-74 ans    | 15,6   |
| 19,6   | 45-59 ans    | 18,8   |
| 19,5   | 30-44 ans    | 18,7   |
| 20,2   | 15-29 ans    | 19     |
| 19,1   | 0-14 ans     | 17,4   |

Depuis des décennies, l'évolution démographique est en croissance régulière et est comparable aux communes périurbaines. Néanmoins, Bruz située dans la périphérie de Rennes devient la 4e commune la plus peuplée du département et passe devant Vitré en raison de sa croissance démographique exponentielle. Au rythme actuel, Vitré devrait atteindre les 20 000 habitants pour l'an 2025. Cela est dû à sa position géographique privilégiée, à son accessibilité et au dynamisme de son tissu économique. La population est plutôt jeune avec près de 35 % de moins de 30 ans et 17,5 % de moins de 14 ans avec une augmentation de cette dernière tranche depuis 2009. Vitré concentre un certain nombre d'établissements accueillant les personnes âgées, ce qui explique la population plus âgée que dans les communes périphériques où l'on trouve les communes les plus jeunes de Bretagne avec un tiers d'habitants de moins de vingt ans. Entre 1999 et 2005, l'INSEE a observé un rajeunissement du Pays de Vitré avec une croissance de la proportion des moins de 20 ans par rapport aux plus de 60 ans.
L'espérance de vie est égale voire supérieure à la moyenne nationale et encore davantage comparé au niveau régional. L'état de santé de la population du Pays de Vitré montre des indicateurs très favorables. D'ailleurs, entre 1995 et 1999, le Pays de Vitré était le secteur où l'on trouvait le moins de cas de cancer de tout le Nord de la France, au-dessus du 45° de latitude nord.
Le canton de Vitré créé en 2015 compte 38 833 habitants répartis sur 22 communes. Il remplace les deux anciens cantons (Vitré-Ouest, Vitré-Est). En 2014, la communauté d'agglomération Vitré Communauté comptait 79 374 habitants.

## Toponymie

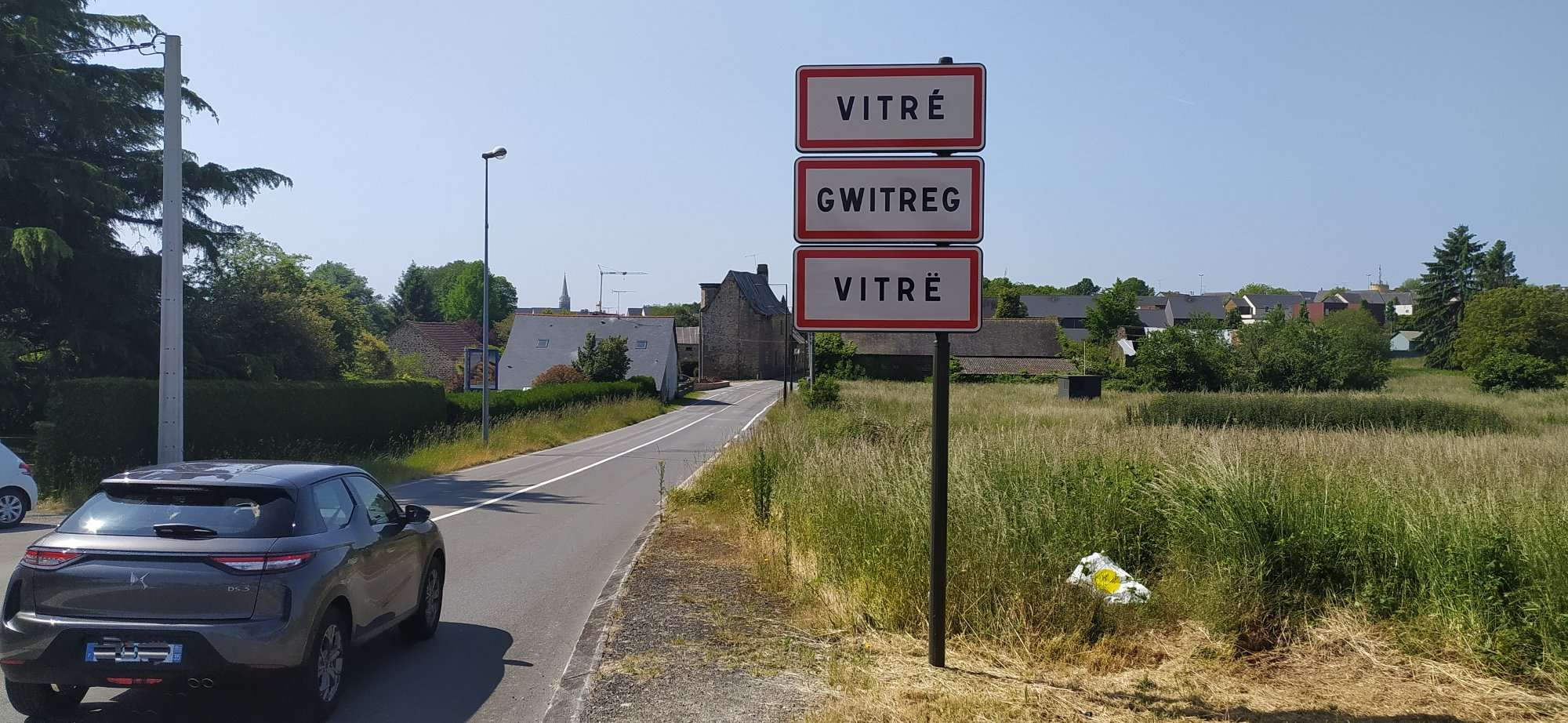
Panneaux d'entrée de ville trilingue français, breton et gallo.

Le nom de Vitré est attesté sous différentes formes Vitriacum en 1037, Vitrei en 1050, [Ecclesia] Vitriac[ensis] en 1070.
D'origine gallo-romane, ce toponyme est issu de l'anthroponyme latin Victorius (porté par un Gaulois), suivi du suffixe de localisation -acum, gaulois -acon (du celtique commun *-āko(n)).
Homonymie avec Vitré, ancienne commune du département des Deux-Sèvres. Dans cette région -acum donne la terminaison -é ; dans d'autres régions -y (Vitry) ou -ac (Vitrac).
Le sens primitif est donc « le domaine de Victorius ». Cela veut dire qu'une ferme gallo-romaine se situait sur le territoire communal.
Vitré se nomme Vitrë [vitʁœ] en gallo[réf. nécessaire], la langue romane vernaculaire de cette partie de la Bretagne et Gwitreg en breton, forme proposée par l'Office public de la langue bretonne.

## Histoire

### Les origines

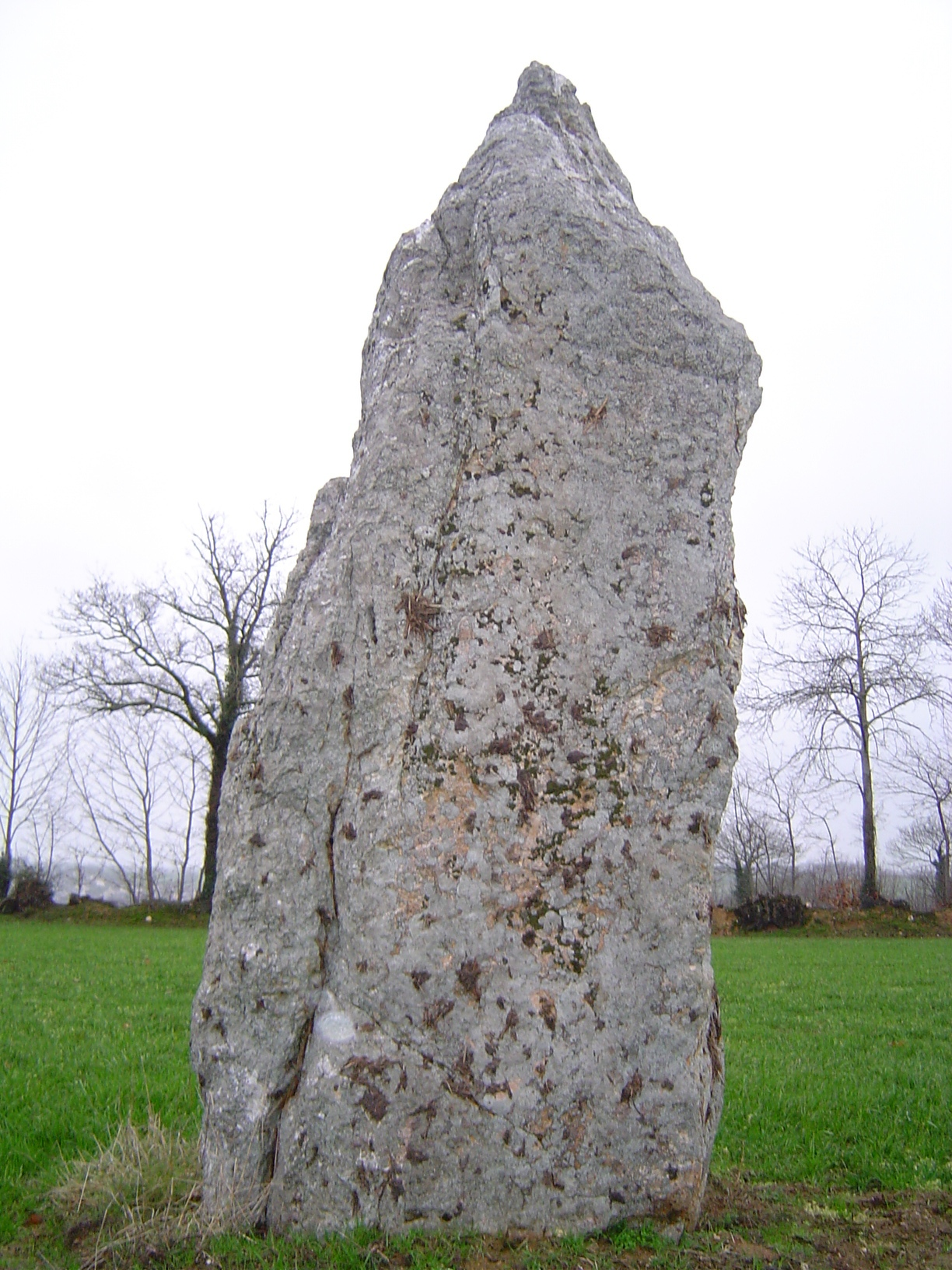
Menhir de la Pierre Blanche.

Le site de Vitré a été occupé dès le Néolithique. À moins d'un kilomètre de l'agglomération, sur la commune de Pocé-les-Bois, se dresse le menhir de la Pierre Blanche.
À 2 km à l'est de la ville, l'INRAP a fouillé en 2007 et 2008 un site d'habitat daté du second âge du fer. Occupé de la fin du Ve siècle au Ier siècle av. J.-C., il se compose entre autres de deux enclos aménagés successivement, le premier couvrant un espace de 3 000 m2, le second, formé lui-même de deux enceintes concentriques s'étendant sur 1,8 ha. Les traces de bâtiments en bois et torchis, associées à de nombreux restes de céramiques témoignant de la vie quotidienne des occupants des lieux ont été retrouvées à l'intérieur des enclos. La conformation du site, ainsi que quelques indices perçus parmi les objets archéologiques découverts suggèrent un statut social remarquable pour le propriétaire de cette exploitation agricole.

### La ville antique (gallo-romaine)
Une agglomération gallo-romaine a existé et était déjà le chef-lieu d'un pagus minor, c'est-à-dire une partie du territoire des Riedones. En effet, une voie romaine rejoignait Rennes (Condate) au Mans et passait par Vitré[réf. nécessaire]. Arthur de La Borderie, historien vitréen du XIXe siècle, refuse d'admettre que sa ville natale soit d'origine franque mais la veut celtique. Lors des destructions de très anciens quartiers au sud de la cité fortifiée, liées au percement de la voie ferrée Paris-Brest au milieu du XIXe siècle, cet historien affirme arbitrairement qu'il n'a pas été découvert un seul objet de l'époque gallo-romaine. Or, il y a été découvert par ses contemporains des poteries du IIe siècle, des pièces de monnaie de l'époque de l'empereur romain Constance II, ainsi que d'autres du IIIe siècle et du haut Moyen Âge. De plus, différents actes commerciaux de la paroisse Sainte-Croix de la seconde moitié du XIe siècle font référence à la présence d'étangs et d'un aqueduc, repérés dans une ville déjà très ancienne à l'époque. L'urbanisation de la ville était peu dense avec une alternance de maisons et de champs ou prairies[réf. nécessaire].

### Haut Moyen Âge
Des fouilles entreprises en 1863, sur la place du château, ont mis au jour une centaine de tombes mérovingiennes et carolingiennes, en terre, en coffres maçonnés et en sarcophages, ainsi qu'une collégiale romane se trouvant à la place de l'Église Notre-Dame. Il s'agissait d'un important centre de peuplement, occupé de manière ininterrompue depuis la préhistoire jusqu'à la construction du premier château. Avant qu'une véritable agglomération se crée au début du XIe siècle, le site comprenait plusieurs petits villages (Le Vieil-Bourg, Sainte-Croix, Le Rachapt et Saint-Martin).
Le prieuré Notre-Dame de Vitré, qui dépendait de l'abbaye Saint-Melaine de Rennes, est attesté dès le XIIe siècle.

### Moyen Âge

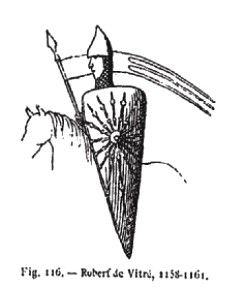
Robert III de Vitré, baron de Vitré entre 1154 et 1173.

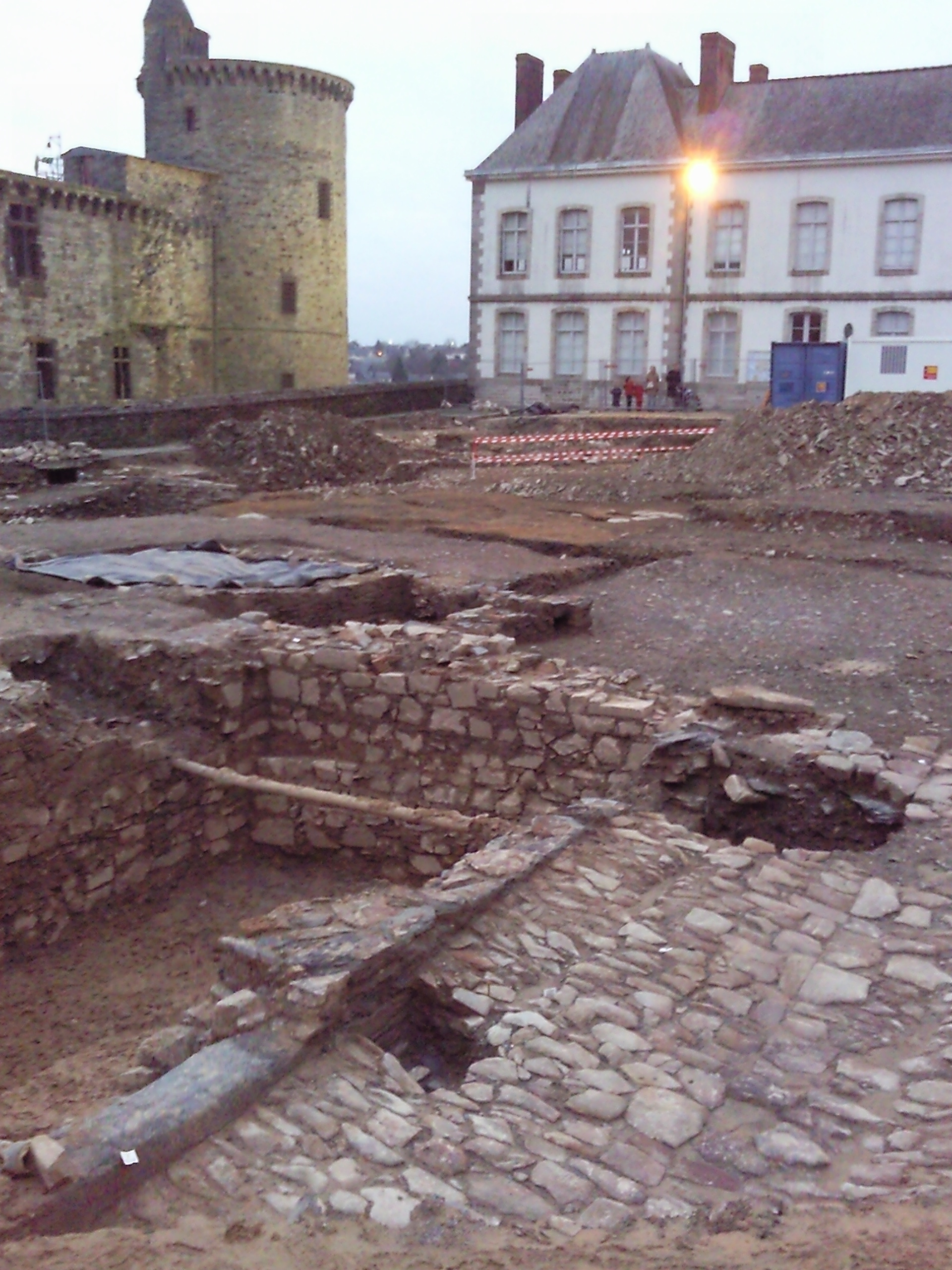
Fouilles archéologiques place du Château.

Vitré est au Moyen Âge le siège d'une baronnie, de 1008 (Riwallon de Vitré fut le premier baron de Vitré entre 1008 et 1040 environ) jusqu'en 1254, date à laquelle la seigneurie passa aux mains de la deuxième maison de Laval jusqu'en 1547, puis des Montfort-Laval jusqu'en 1605 et enfin des La Trémoille-Laval jusqu'à la Révolution française.

Le début du XIe siècle marque la naissance d'une véritable agglomération de Vitré par la fusion avec les villages environnants. Vers 1060-1070, la construction du château entraîne une réorganisation de la population autour du pouvoir. Un petit château en bois sur une motte féodale est construit sur la colline Sainte-Croix. Il a pu servir de péage sur la route de Rennes, Laval, Le Mans. Le château est construit par Robert Ier qui devient très vite seigneur, bénéficiaire d'un pouvoir banal, autorité princière majeure. Il est proche du duc de Bretagne. Le château est référencé en 1047 dans le cartulaire de Redon où on apprend que Robert est le gardien de Vitré et non pas le propriétaire. Il n'en est pas le seigneur. La motte féodale est incendiée à plusieurs reprises à cause de son mauvais emplacement, puis un prieuré de l'abbaye de Marmoutier fondée par saint Martin de Tours a été construit (l'actuelle église Sainte-Croix desservait ce prieuré). Un autre château en pierre est construit en 1047 par Robert Ier. Le château est construit sur son emplacement actuel, sur un éperon rocheux dominant la Vilaine. En 1144, les troupes de Conan III, duc de Bretagne, furent battues au pont de Visseiche par celles de Robert II, baron de Vitré. Toutefois le duc tenait la place forte de Vitré dont Robert ne parvint pas à s'emparer. 

« La ville était bien palissadée, bien fossoyée, le château bien remparé et, dans les places de l'époque, la force de la défense l'emportait tellement sur celle de l'attaque, que le siège de Vitré aurait probablement abouti à un échec désastreux. »

Puis, au XIIIe siècle, le château est agrandi et le « Vieil Bourg » avec l'église Notre-Dame se sont développés sur le plateau est. La place du Château qui était considérée comme une avant-cour, était urbanisée en réalité. Des fouilles archéologiques entreprises en 2009 et 2010 ont montré une densification importante du bâti. La ville s'est vue encerclée par des remparts et des fossés extérieurs. C'est donc à cette époque que la ville close prend sa forme actuelle. En même temps, des « bourgs privilégiés », c'est-à-dire des faubourgs nés à la demande du baron, se sont développés autour de la ville close. Dès le XIIIe siècle, Vitré réunit tous les éléments de la ville.

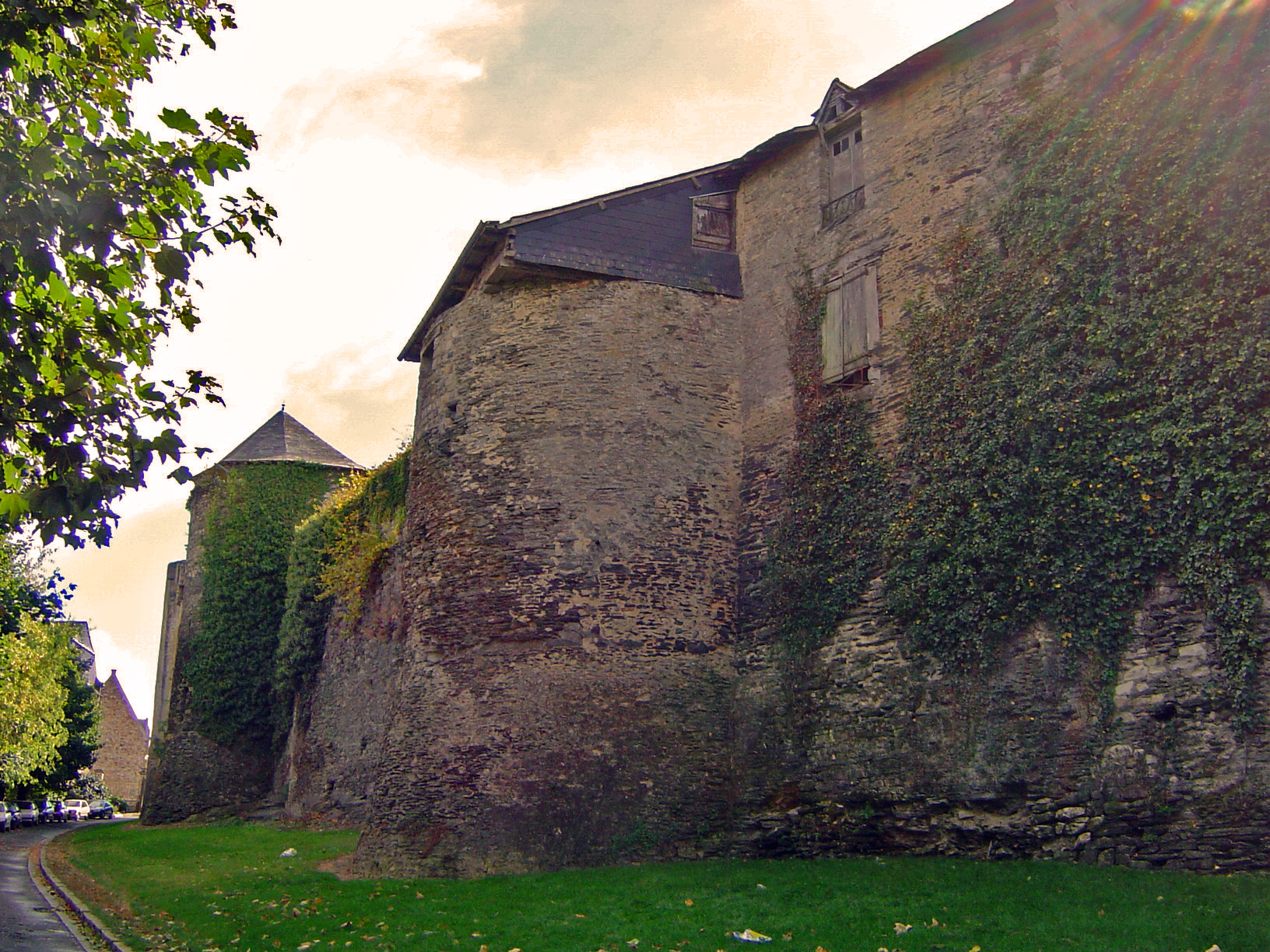
Les remparts du XIIIe siècle.

Au XVe siècle, le château se transforme avec les progrès de l'artillerie comme les canonnières. Dans le même temps, la ville se développe et édifie des maisons à pans de bois et des hôtels particuliers à l'intérieur de l'enceinte de la ville. Vitré, ville prospère depuis le XVe siècle, fonda en 1472 une confrérie, la Confrérie des Marchands d'Outre-Mer, dédiée à l'Annonciation et alors constituée de 39 marchands « fréquentant pays estrangers tant par mer que par terre », qui faisaient le commerce international des toiles, fabriquées de manière éparse dans les campagnes avoisinantes, en particulier avec les Flandres. Ces marchands avaient participé, avec Pierre Landais, à la construction d'une chapelle dans l'église Notre-Dame de Vitré. La ville, à son apogée, rentra dans l'aisance de la Renaissance.
Les habitants de Vitré et de la baronnie ne ressentirent aucun attrait pour la domination française et le prouvèrent en pillant à plusieurs reprises les terres du Craonnais qui appartenaient au généralissime (Louis II de la Trémoille) de Charles VIII qui menaça, en représailles, de brûler les faubourgs de la ville. Du 30 juin au 2 juillet 1488, l'armée française campe au Pont d'Étrelles, quelques jours avant la bataille de Saint-Aubin-du-Cormier qui provoqua la fin de l'indépendance bretonne.
Pierre Le Baud a rédigé sa Chronique de Vitré et de Laval lorsqu'il était encore au service de Guy XV de Laval, et elle est dédiée à Jeanne de Laval. Cette Chronique finit en l'année 1436.

### DuXVeà la Révolution française: de l'âge d'or au déclin de la cité

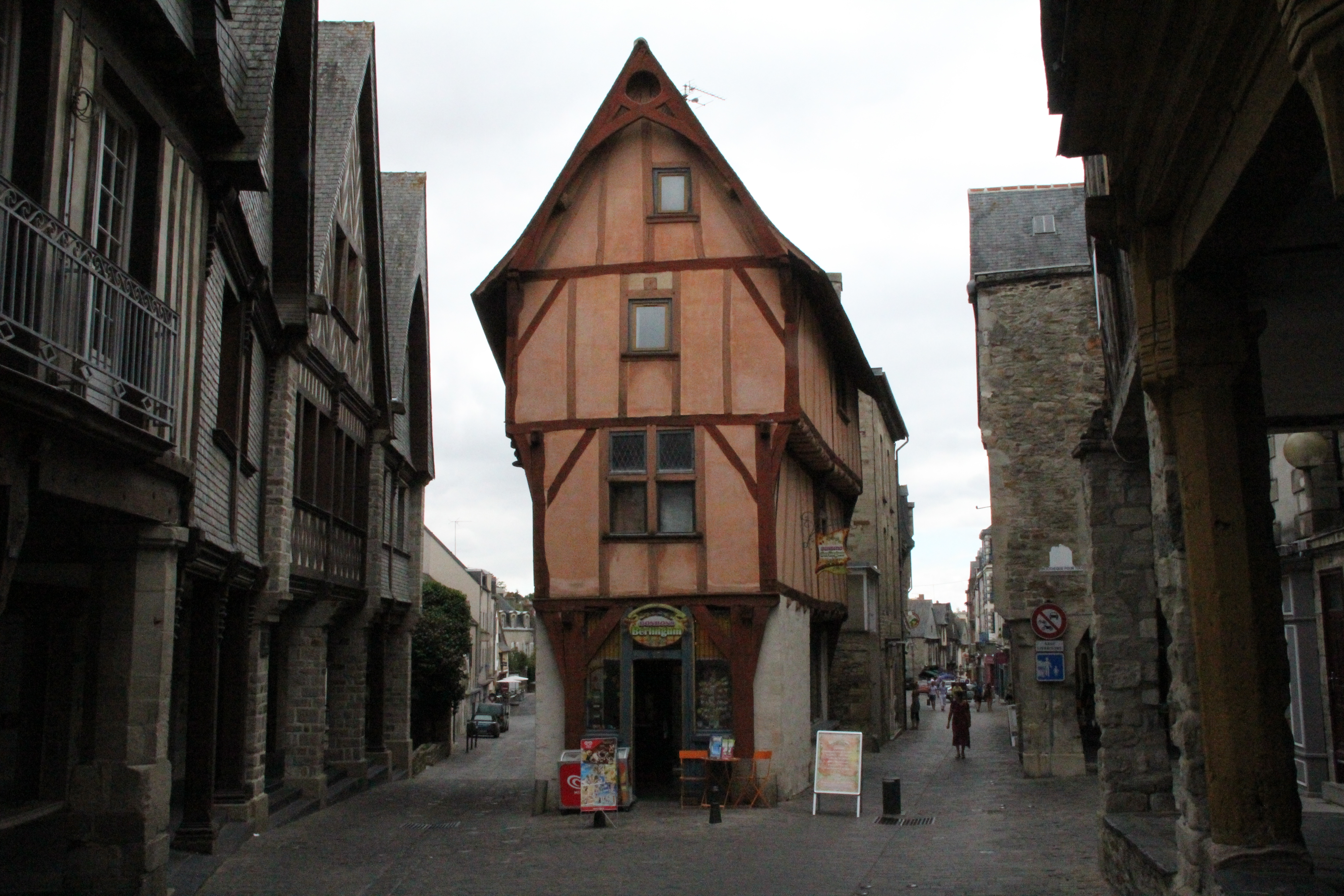
Rue de la Poterie.

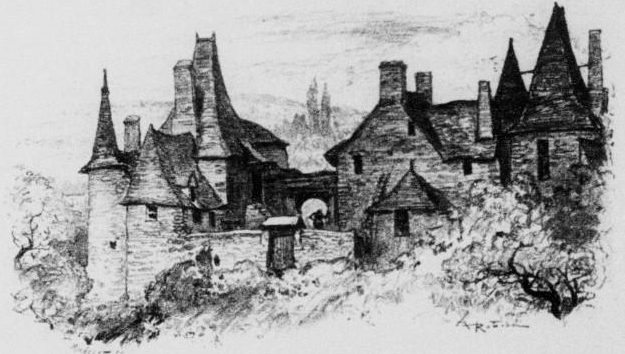
Le manoir de la Greurie à Vitré où vécut Pierre Landais (lithographie d'Albert Robida, publiée dans La Vieille France, Bretagne, 1890).

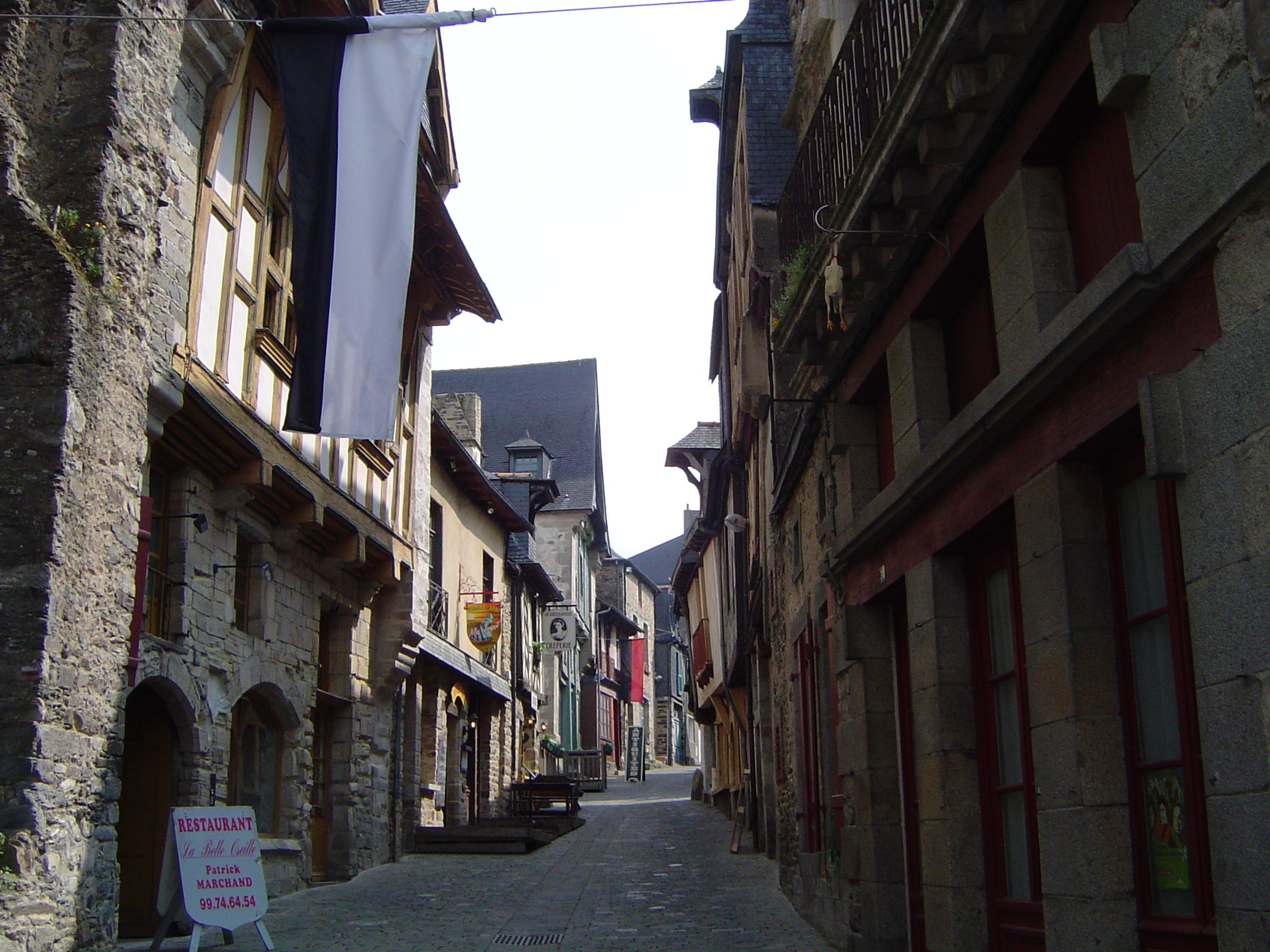
Rue d'Embas.

Pierre Landais, fils d'une famille de drapiers vitréens, fut le principal conseiller du duc de Bretagne François II et s'efforça, surtout entre 1481 et 1485 de préserver l'indépendance du duché de Bretagne face aux manœuvres du roi de France Charles VIII avant d'être pendu le 19 juillet 1485 à Nantes, accusé de concussion et de la mort de Guillaume Chauvin.
Vitré était une ville avec une économie parmi les plus florissantes du duché de Bretagne. Dom Morice écrit que « Vitré était une ville marchande et bien peuplée ». Elle a continué son extension dans la ville close et dans ses faubourgs. « La prospérité vitréenne (...) se développait sous la protection de traités avantageux, conclus avec les nations étrangères. Les Tirel, les Hardy, de Gennes, Le Moyne, Ravenel et autres familles contemporaines de Landays [Pierre Landais] se vouaient au commerce maritime » a écrit Édouard Frain de la Gaulayrie. Son apogée se situe au XVIe siècle lorsque la Confrérie des Marchands d'Outre-Mer, ou Confrérie de l'Annonciation, vendait ses toiles de chanvre dont le canevas de Vitré, dans toute l'Europe.
Pierre-Olivier Malherbe est le plus connu des marchands vitréens qui s'installe à San Lucar en Andalousie, mais d'autres aussi sont connus comme Estienne Frain ou encore François Martin, marchand apothicaire originaire de Vitré, fait entre 1601 et 1603 un voyage aux Indes orientales qu'il a décrit dans un ouvrage Description du premier voyage faict aux Indes Orientales par les François en l'an 1603....
Par exemple, en 1639, le vitréen Hévin annonce qu'il charge à San Lucar 2071 livres de tabac qu'il a troqué contre des toiles dénommées "Morlaix".

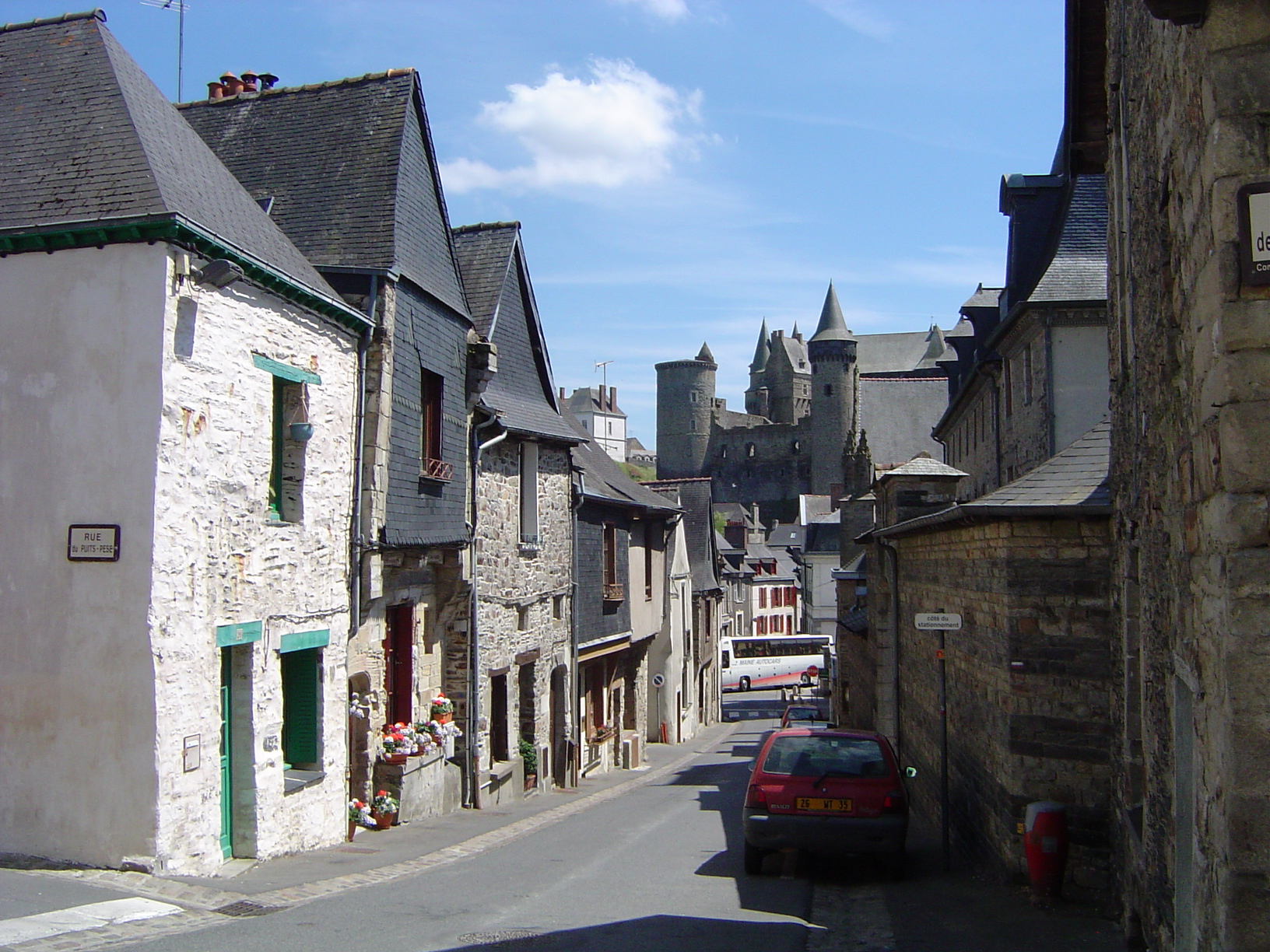
Faubourg du Rachapt et château de Vitré au fond.

Guyonne de Laval, baronne de Vitré et vicomtesse de Rennes, favorisa l'implantation du protestantisme à Vitré ; la religion réformée y trouva un terreau favorable dans la bourgeoisie cultivée et en relation avec les Flandres. Durant les guerres de Religion à la fin du XVIe siècle, la ville protestante fut assiégée durant 5 mois entre le 22 mars 1589 et le 14 août 1589 par les troupes de la Ligue sous le commandement du duc de Mercœur, gouverneur de Bretagne, aidées par des habitants de 53 paroisses de la baronnie de Vitré. Un lieutenant de Guy Éder de La Fontenelle, célèbre brigand, mais aussi ligueur, dénommé Pierre de Bonnemez, pilla en 1589 les maisons nobles de la région de Vitré. La même année, en août 1589, Henri de Bourbon, prince de Dombes et commandant des forces royales en Bretagne installe son campement à Vitré pour combattre les Ligueurs. « En août 1589, René de Montbourcher brûle les faubourgs de Vitré. Les soldats violent femmes et filles, pillent l'église Saint-Martin, emprisonnent les prêtres ».
Vitré est alors une place forte des Huguenots. En 1583, le 12e synode des Églises réformées de France se tient à Vitré, de même que le 22e synode en 1617. Les pasteurs vitréens assurent aussi le culte protestant au château de Terchant entre 1583 et au moins jusqu'au milieu du XVIIe siècle.
Les réunions des États de Bretagne eurent lieu à Vitré en 1655, 1671, 1697 et 1705 lorsque Rennes était ravagé par la peste ou insurgé. Madame de Sévigné avait à cette époque, une résidence dans les environs de Vitré, le château des Rochers où elle séjourna au moins à quatre reprises entre 1671 et 1690, ces quatre voyages représentant en tout six ans environ de résidence et elle y écrivit près de trois cents de ses Lettres. Elle assista à ces États de Bretagne et y fit de nombreuses références dans ces fameuses Lettres.
C'est au cours du XVIIe siècle que les barons désertent la cité pour préférer la cour de Versailles. La ville perd sa notoriété et devient un peu endormie dans ses remparts au centre d'une campagne active. Elle coupa les liens avec la campagne environnante qui lui fournissait le chanvre et le lin. Cela engendra le début du déclin de Vitré aussi bien sur le plan économique qu'urbanistique. Cette situation s'accentua surtout au XVIIIe siècle, mais dura tout le XVIIIe siècle.
Au XVIIIe siècle, la ville perdit, lors de la construction de la route royale, sa porte ouest et une grande partie du front sud de ses anciens remparts, mais le front nord, au-dessus de la vallée de la Vilaine, est resté quasi-intact. La vieille ville a aussi été éventrée lors de l'arrivée du chemin de fer au milieu du XIXe siècle pour donner un accès vers la gare.

### Révolution française

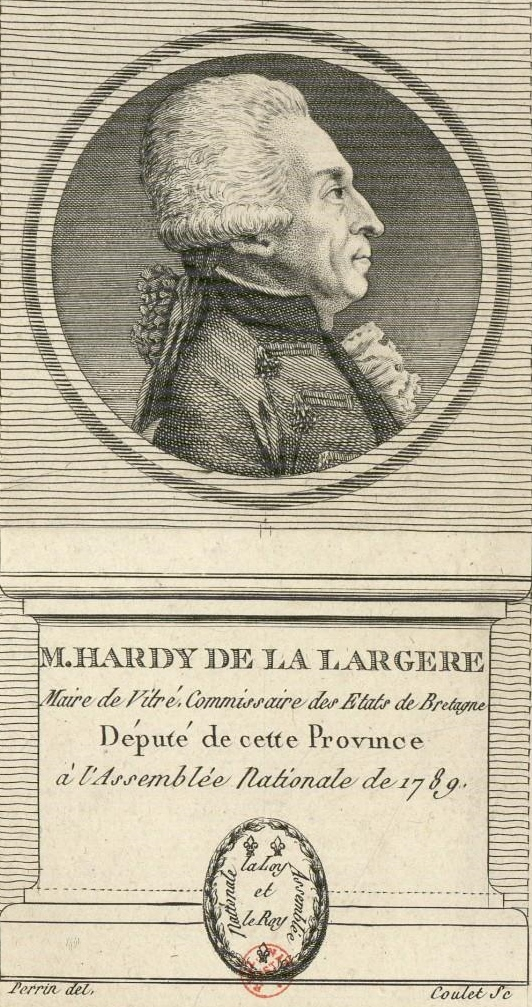
Mathurin Hardy de La Largère, maire de Vitré, commissaire aux États de Bretagne, député aux États généraux de 1789.

Le 27 novembre 1788, les membres de la Communauté de ville de Vitré délibèrent et émettent leurs revendications dans le cadre de la préparation des cahiers de doléances.
La Révolution française marque la fin de la seigneurie de Vitré et le début d'un statut nouveau et important pour la ville : celui de chef-lieu de district, puis de sous-préfecture. L'organisation des fêtes révolutionnaires témoigne également de ce sentiment favorable à la République :
- les victoires des armées républicaines sont fêtées, notamment la reprise de Toulon aux Anglo-royalistes[88] ;
- l'anniversaire de l'exécution de Louis XVI, accompagnée d'un serment de haine à la royauté et à l'anarchie, est fêté (à partir de 1795)[89] ;
- les autres fêtes républicaines sont suivies, comme l'anniversaire de la République jusqu'à l'an VIII (22 septembre, 1er vendémiaire[90]), la fête de la Jeunesse (le 10 germinal, soit le 30 mars[91]), la fête de la Reconnaissance, pourtant peu suivie dans le département (le 10 prairial[92]) ou celle de l'Agriculture, le 10 messidor[92].

Tout autour de Vitré, la chouannerie se développe dans les campagnes, en particulier la division de Vitré, membre de l'Armée catholique et royale de Rennes et de Fougères, dirigée par Alexis Louis Gordien du Bouays de Couësbouc) d'une part, et les Chevaliers catholiques, dirigés par Joseph de Puisaye et René Augustin de Chalus, d'autre part, et mènent la guérilla contre la République. « Les districts de Vitré, Fougères et La Guerche restent en grande partie gangrenés, (...) la chouannerie est la maladie (...) du pays, et quoiqu'il n'y ait pas de grands rassemblements, (...) là où il y a un homme, il y a un Chouan de fait ou d'intention. Les patriotes y sont dans une excessive minorité » écrivent les représentants en mission Dubois-Crancé, Alquier et René François-Primaudière.
Le dimanche 12 mars 1793, Vitré est assiégé par une bande de paysans armés. Le 15 mars 1793, le district de Vitré informe Rennes que des rassemblements suspects se produisent dans la région, notamment dans les communes de Bourgon, Saint-Ouën-des-Toits, Saint-Pierre-la-Cour et La Brûlatte. Le 6 novembre 1793, Vitré est pris par des insurgés locaux, agissant de concert avec « des brigands mayennais et hauts-bretons de la troupe des Chouans » ; les locaux administratifs sont saccagés, l'arbre de la Liberté est abattu et le drapeau blanc hissé. Les Chouans ne restèrent que deux jours dans la ville, réoccupée par les patriotes dès le 9 novembre. Dans le district de Vitré on signale 17 assassinats de patriotes entre novembre 1793 et mai 1794.
Le général Vachot écrit le 3 juin 1794 au Comité de salut public de Segré : « J'ai exterminé et presque entièrement détruit les Chouans qui ravageaient les districts de Broons, Saint-Méen, Montfort, Châteaubourg, Vitré, La Guerche, etc. ».

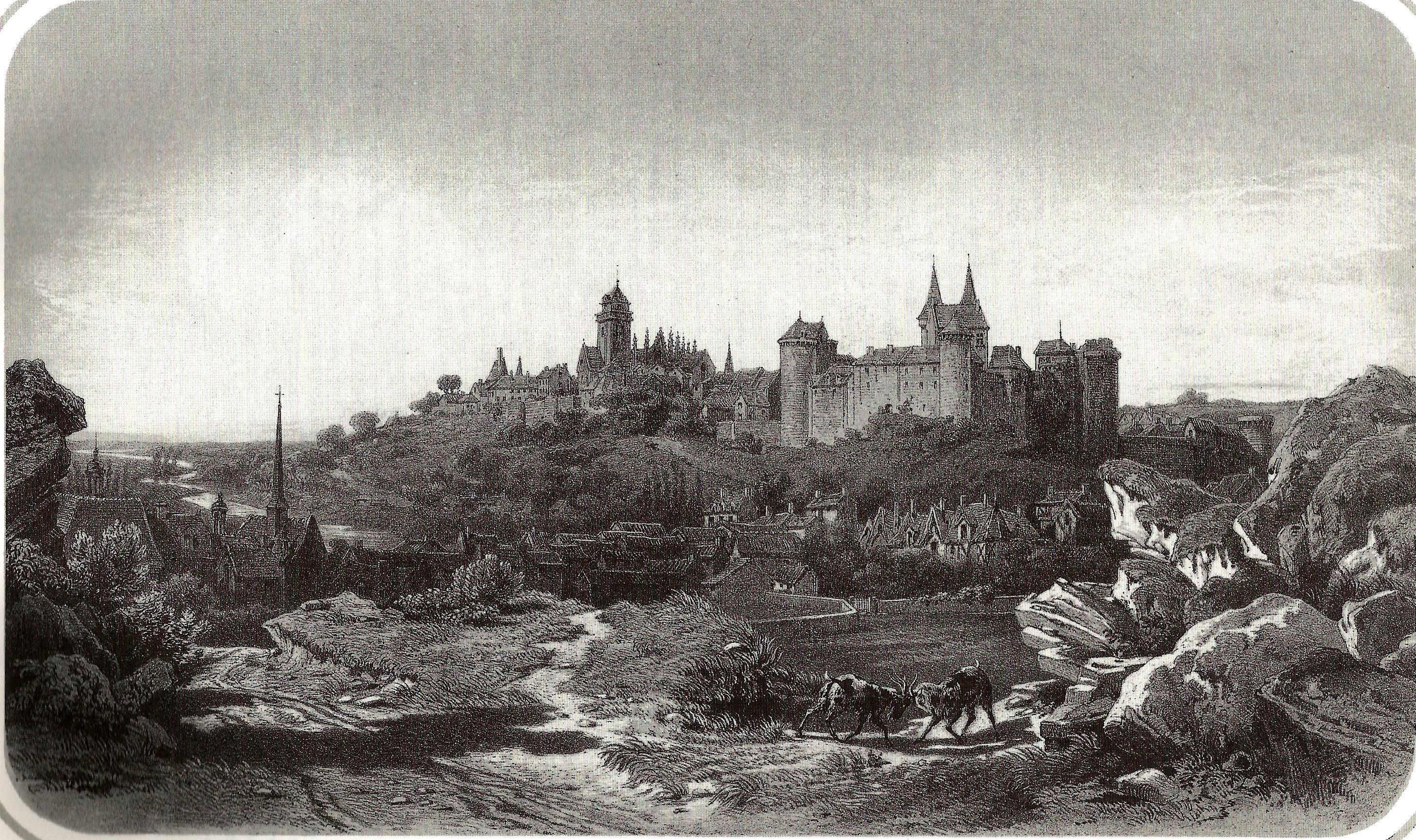
Vue de Vitré, gravure de Thomas Drake réalisée pour l'Album vendéen, entre 1856 et 1860.

À la limite des communes de Pocé-les-Bois, Saint-Jean-sur-Vilaine et Champeaux), sur la route de Châteaubourg à Vitré, le 28 juin 1795, se déroula le combat du Pont de Cantache. Plusieurs autres combats ont lieu dans la campagne environnante, comme le combat de Saint-M'Hervé (1795), le combat de Saint-M'Hervé (1796), le combat de Bais, le combat de Cornillé, la bataille d'Argentré (1795), la bataille de Piré, le combat de Saint-Jean-sur-Vilaine, le combat de la lande d'Izé, le combat de Dourdain, le Combat de Toucheneau, etc.
À la fin d'octobre 1795, une armée chouanne commandée par le marquis de Pontbriand fit mettre bas les armes un corps d'infanterie escortant un approvisionnement destiné à l'armée républicaine qui campait sur une hauteur dominant le pont sur la Cantache. Le général Chalbos, alors commandant en chef par intérim de l'Armée de l'Ouest, s'installe à l'hôtel de l'Angle à Vitré et marche sur Rennes le 23 brumaire an II (13 novembre 1793). Son successeur, le général Rossignol, s'installe aussi un temps à Vitré et le général Kléber s'y trouve entre le 13 et le 19 germinal an II (3 avril 1794 et 8 avril 1794) et à nouveau le 1er floréal an II (20 avril 1794). Dans le « Projet de destruction des chouans » en date du 5 germinal an II (25 mars 1794) présenté par les commissaires nommés à cet effet par les Sociétés populaires de Rennes et de Vitré en présence du représentant en mission Dubois-Crancé, il est prévu d'affecter 2 000 hommes de troupe qui s'ajouteront aux forces déjà en place dans le district de Vitré et d'y transporter deux à trois cents fusils de chasse afin de lutter contre les « brigands » [chouans].
En 1799 se produisit, toujours dans la campagne avoisinant Vitré, la bataille d'Argentré (1799).

### XIXesiècle
Autour de Vitré, les paysans se vêtirent pendant longtemps d'un sayon, une peau de chèvre servant de tunique évoquée par Gérard de Nerval dans Le marquis de Fayolles (en 1860, l'instituteur de La Guerche écrit qu'à l'école l'on sent « des exhalaisons très gênantes (...), les enfants de la campagne sont presque tous habillés de peaux de chèvres pendant une grande partie de l'année »). Le costume féminin était composé d'une longue jupe froncée et bouffant, d'un corselet lacé vers l'avant, d'une chemise de lin, d'un fichu à franges aux pointes croisées, d'un tablier.
En 1822, le collège de Vitré est transformé en petit séminaire ; il redevint un simple collège en 1833.

#### L'insurrection légitimiste de 1832
Une insurrection légitimiste, hostile donc au nouveau régime de la monarchie de Juillet, éclata en 1832 dans le pays de Vitré, marquée notamment par le combat de Toucheneau.

#### L'arrivée de la gare et du70eRI réveille la ville endormie

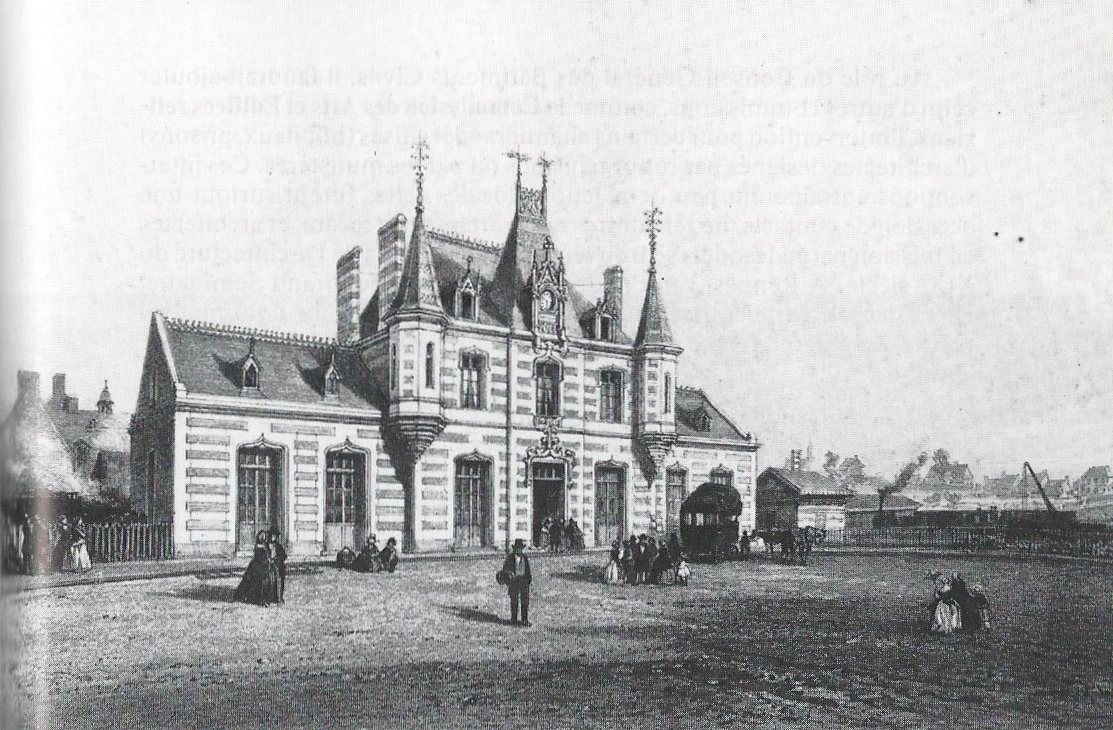
La gare de Vitré dans la seconde moitié du XIXe siècle (lithographie de Jean Jacottet).

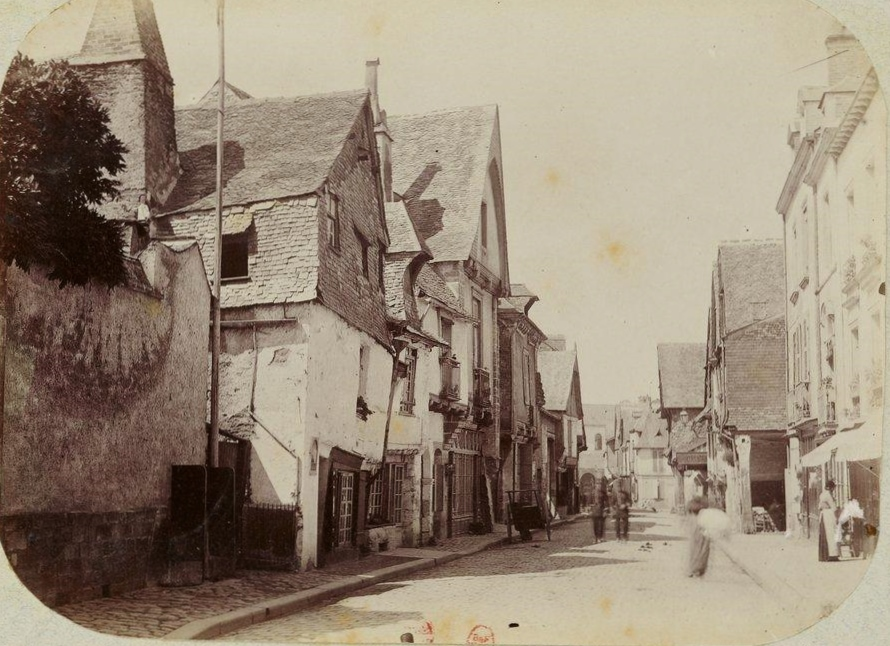
Une rue de Vitré photographiée en 1877.

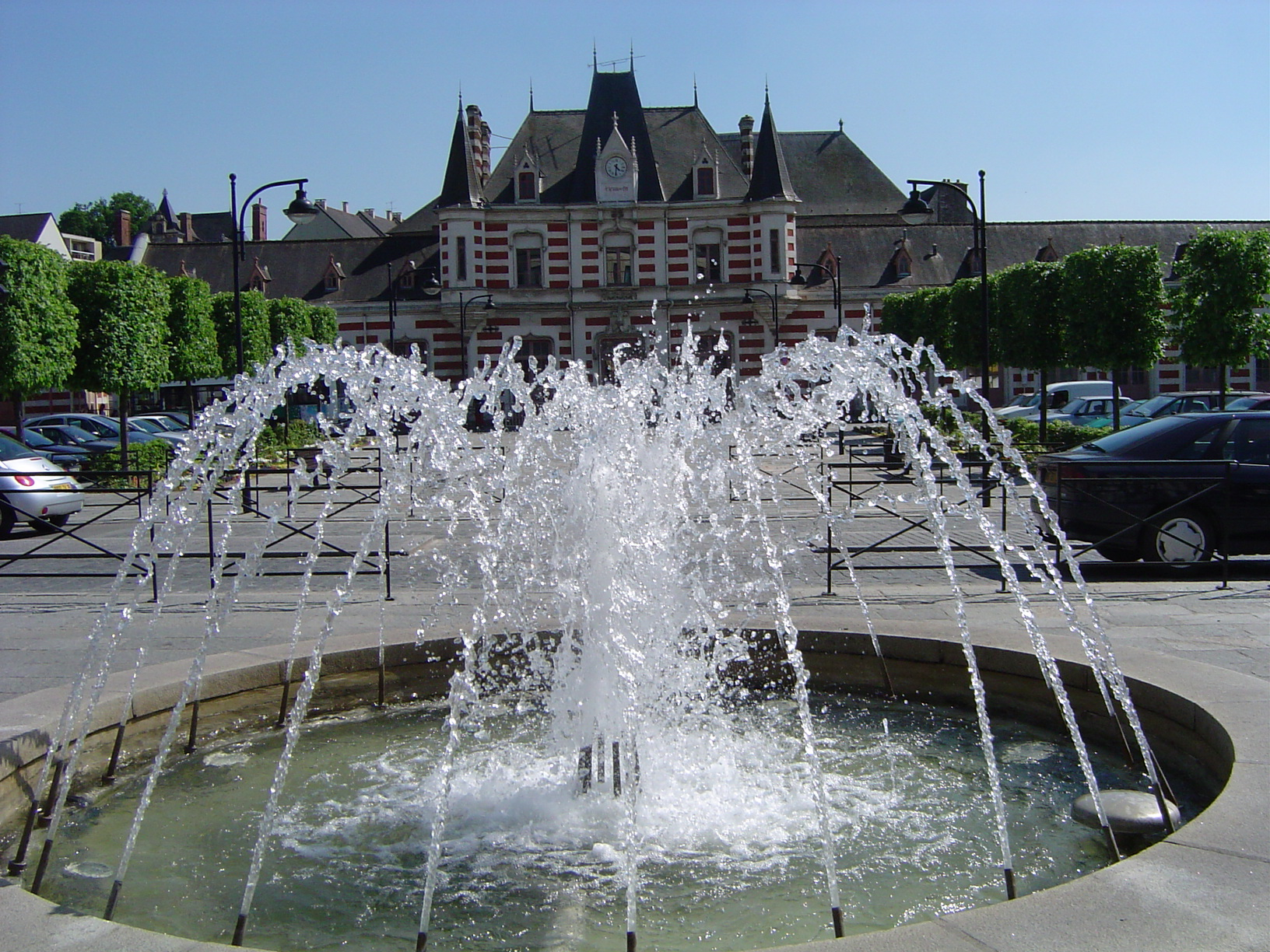
La gare de Vitré (1855).

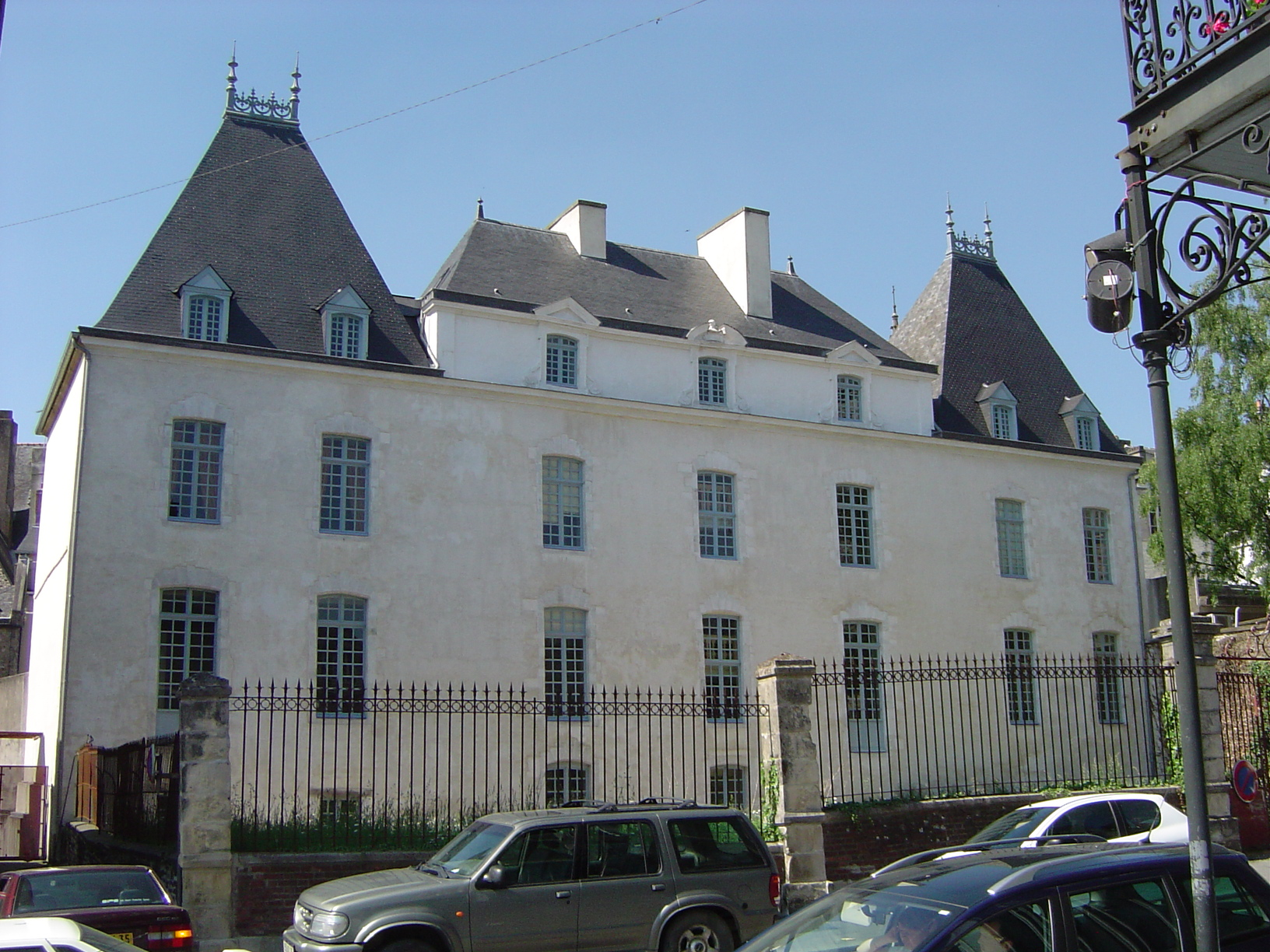
Hôtel Sévigné.

La ville décida de détruire les fortifications sud afin de désenclaver la cité intra-muros et améliorer la visibilité. La Porte d'En Haut (1835), Gâtesel (1839) et d'Embas furent détruites. Vitré a connu aussi son haussmannisation avec le percement de voies dans son centre médiéval (Rue Garangeot, Bertrand d'Argentré, Borderie et Boulevard Saint-Martin).
Vitré était aussi un nœud ferroviaire puisqu'une première voie fût ouverte le 15 avril 1857 sur la ligne Paris-Brest. Puis, une seconde voie en direction de Fougères  ouvrit au public en 1867, construite par la « Compagnie du chemin de fer de Vitré à Fougères », un viaduc enjambant la vallée de la Vilaine fut construit à l'ouest de la ville, et enfin en 1874, une troisième ligne vers La Guerche-de-Bretagne. La construction de la gare s'est effectuée en 1855 sous forme d'un petit castel néogothique en brique et tuffeau, en plein centre-ville, juste au sud de la ville close.
Cet équipement capital pour le désenclavement de la ville a permis l'arrivée, le 14 juillet 1867, d'une garnison. Elle sera logée dix ans plus tard, dans une caserne. Il s'agissait du 70e régiment d'infanterie. C'est à partir de cette période que l'urbanisation se fit au sud de la voie ferrée.
Lors de son voyage en Bretagne en 1858, Napoléon III et l'impératrice s'arrêtèrent quelques instants à Vitré, dernière ville bretonne visitée avant leur retour vers Paris via Laval.
La ville conserve toutefois en bonne partie son aspect médiéval, qu'Alexandre Nicolaï décrit ainsi en 1893 :

« Tout ici s'enchevêtre, tant on est  à l'étroit ; les escaliers de bois font saillie ; abrités sous un auvent, ils tournent dans une cage à jour, envoyant à chaque étage un pont d'allée pour sa desserte ; les pignons, penchés, comme prêts à se laisser choir en avant, tendent à se rejoindre de chaque côté de rue ; d'une fenêtre à l'autre on pourrait se donner la main (...). La population ouvrière ou misérable de Vitré grouille dans les logis de ces vieux quartiers qu'elle transforme en une Cour des miracles débordante de friperies. (...) Les plâtras tombent, les boiseries sont à nu et pourrissent, les murs s'écaillent et s'effritent, les ardoises se détachent et le lamentable reste de la demeure qu'un bourgeois cossu du XVe siècle éleva, attend patiemment l'éventrement définitif »

#### L'abbé Crublet et leJournal de Vitré
Fondé en 1837, le Journal de Vitré était un hebdomadaire dirigé par des notables conservateurs n'était qu'une feuille d'annonces s'engageant peu politiquement, sauf lors des périodes électorales ; à partir de 1895, l'abbé Augustin Crublet (1865-1955), vicaire à Notre-Dame de Vitré, qui avait déjà créé une coopérative ouvrière de chaussonniers [ouvriers en chaussure], prêtre influencé par le Sillonisme, en prend le contrôle, avec le concours de l'abbé Trochu. Ils combattent en particulier le comte Le Gonidec de Traissan, député, châtelain paternaliste, royaliste et autoritaire et dénoncent la grande misère des ouvriers. Ils sont rapidement sanctionnés par le cardinal Labouré qui mute l'abbé Trochu à Rennes et l'abbé Crublet à Dol, mais les deux prêtres continuent leur action, fondant d'autres hebdomadaires locaux, comme le Dolois et, à Rennes, l' Écho du travail, rapidement renommé Écho de l'Ouest et précurseur du journal Ouest-Éclair, fondé en 1899, et dont les deux prêtres confient la direction à un jeune avocat brestois, Emmanuel Desgrées du Lou.

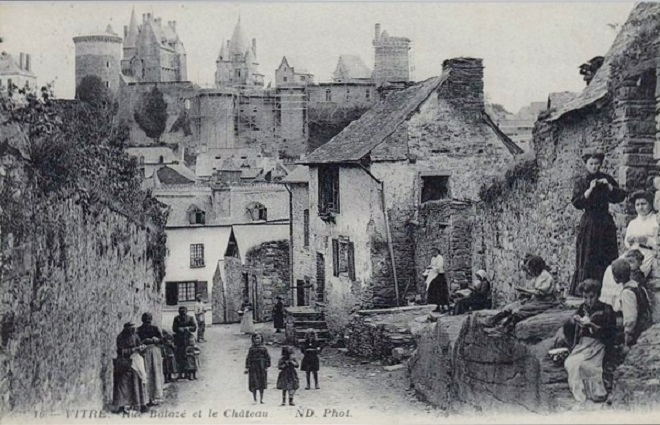
Vitré : la rue de Balazé et le château vers 1900.

### XXesiècle: l'essor de Vitré

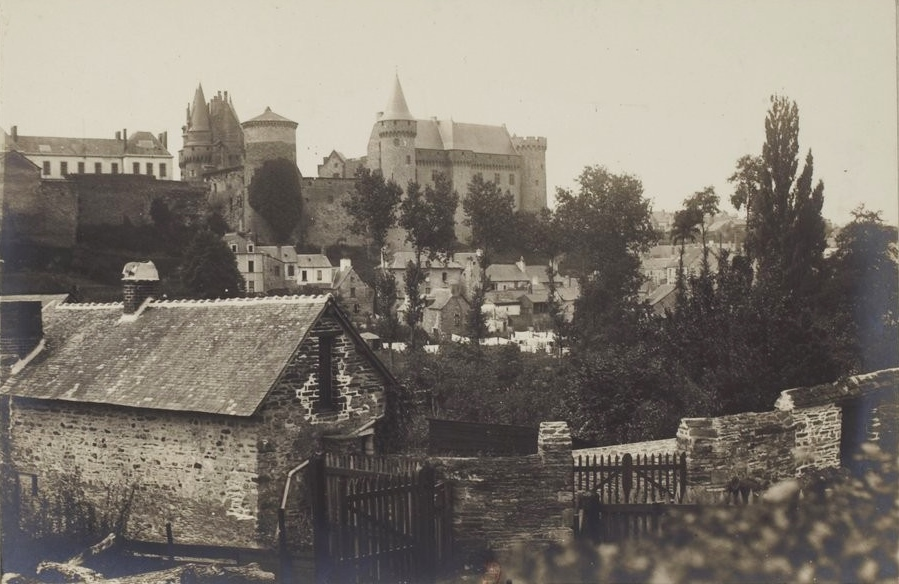
Vitré vu des Tertres Noirs (photographie datant des environs de 1900)

#### La Belle Époque
Albert Robida décrit ainsi Vitré vers 1900 :

« (...) Vitré est encore, quoi que lamentablement éventrée, mutilée et découpée du côté que des escarpements naturels ne défendaient pas contre les démolisseurs et chirurgiens municipaux, une des plus curieuses villes de France (...), une Pompéi du Moyen-Âge, une petite Nuremberg bretonne restée debout à travers les siècles, parvenue au seuil de notre siècle presque intacte (...). Vitré est dans un pays très verdoyant, couronne un mamelon assez peu élevé au-dessus de la Vilaine qui baigne le flanc nord du coteau. C'est par le côté opposé, le sud, que le XIXe siècle est entré dans Vitré et il faut voir quelles brèches il a faites, tandis que la face tournée vers la petite rivière gardait sa physionomie. Ce côté sud c'est la ville moderne, le flanc ouvert pour laisser passer le chemin de fer. Les remparts ont disparu, des quartiers ont surgi, les pentes se sont aplanies et la ville descendant de sa colline a glissé dans le bas avec un flot de constructions toutes neuves. »

Albert Robida a aussi dessiné plusieurs lithographies représentant Vitré vers 1900 :

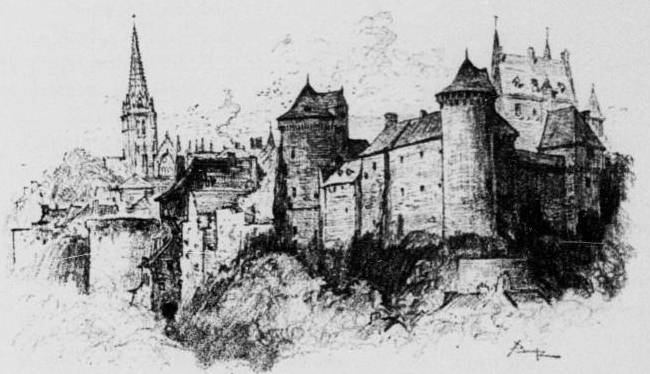
Les murailles.
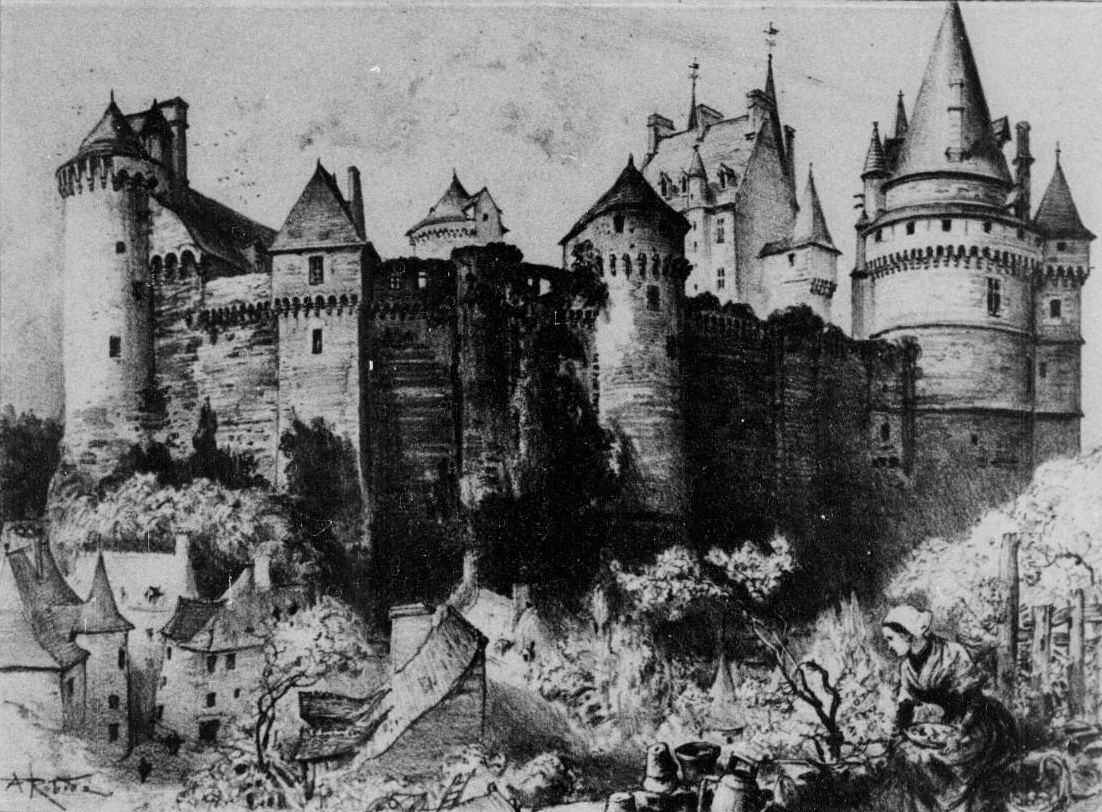
Le château.
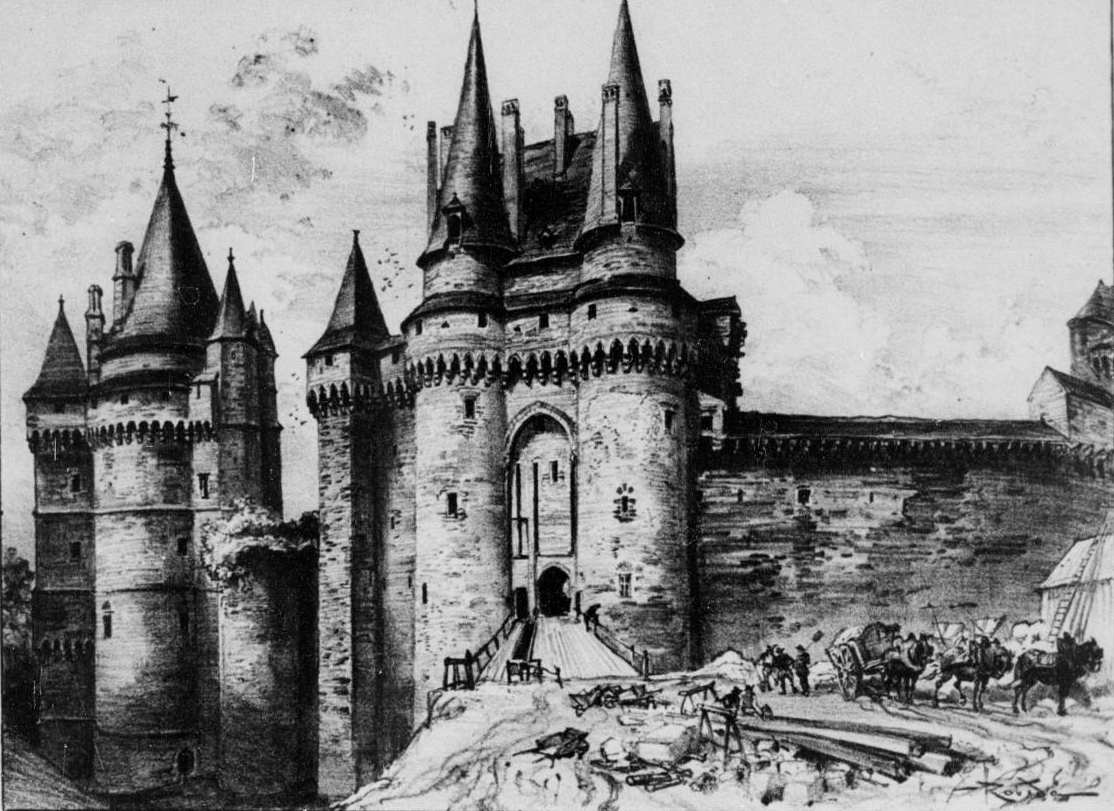
Le châtelet vu de l'extérieur.
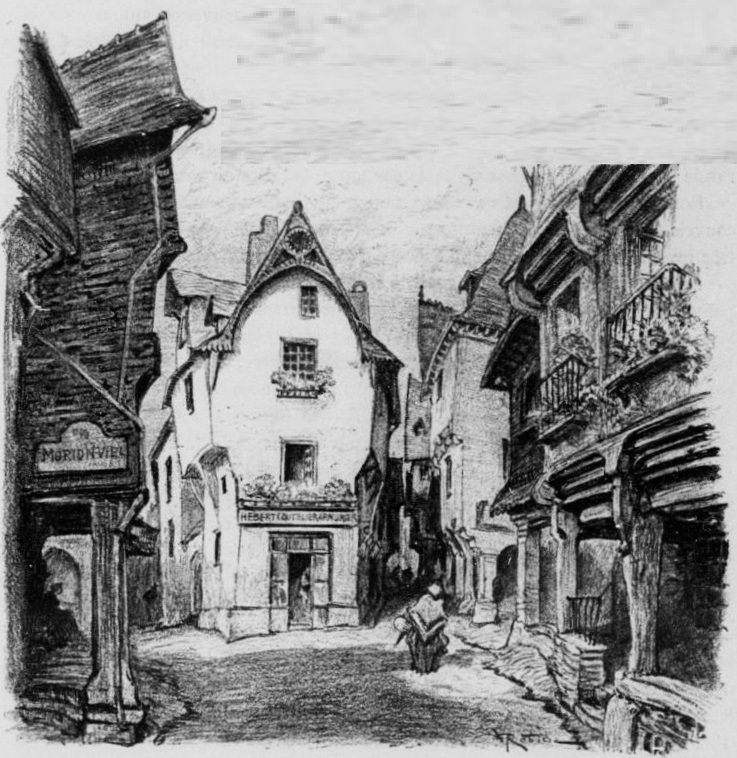
La rue Poterie.
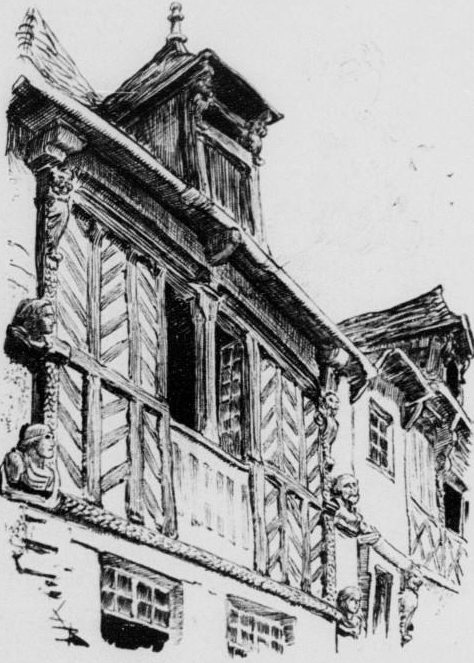
La maison des Bustes, rue Baudrairie.
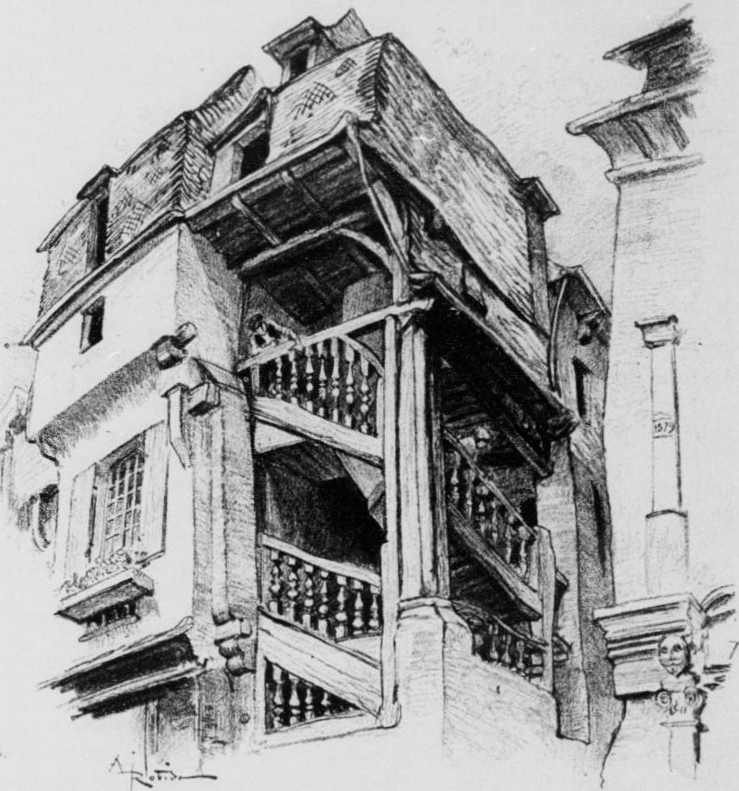
Escalier extérieur rue Badrairie.
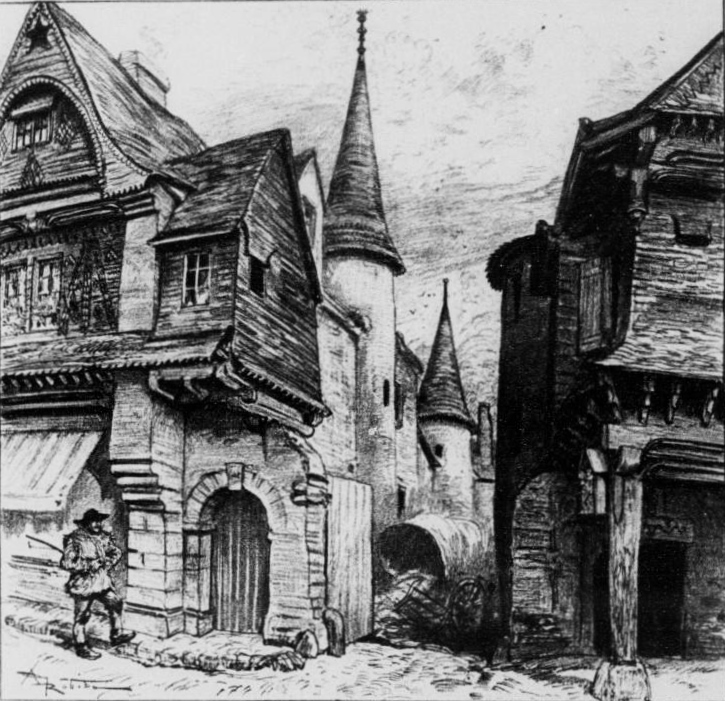
Maisons faubourg Saint-Martin.
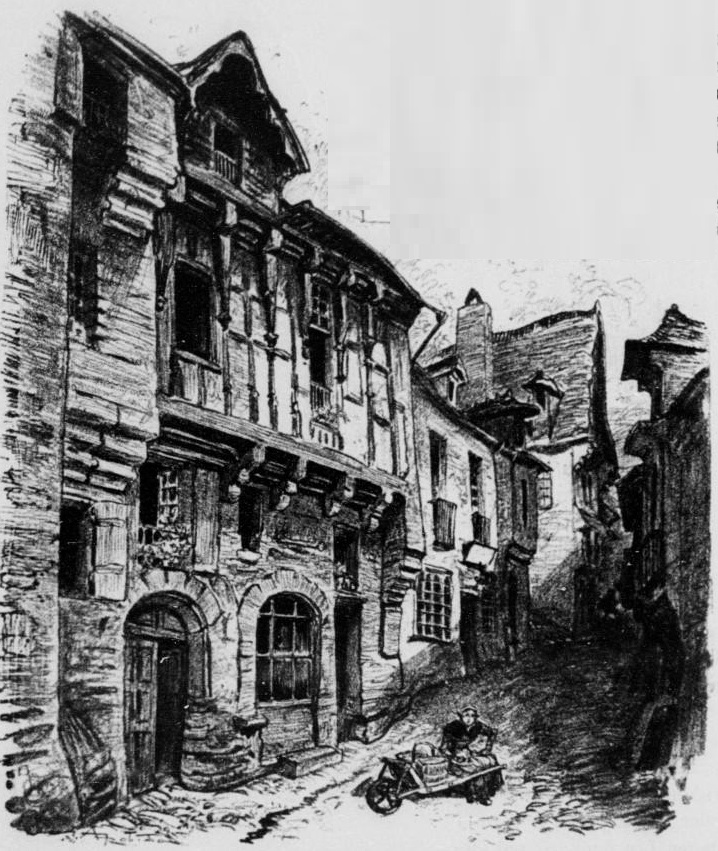
Près de l'ancienne Porte d'En-Bas.
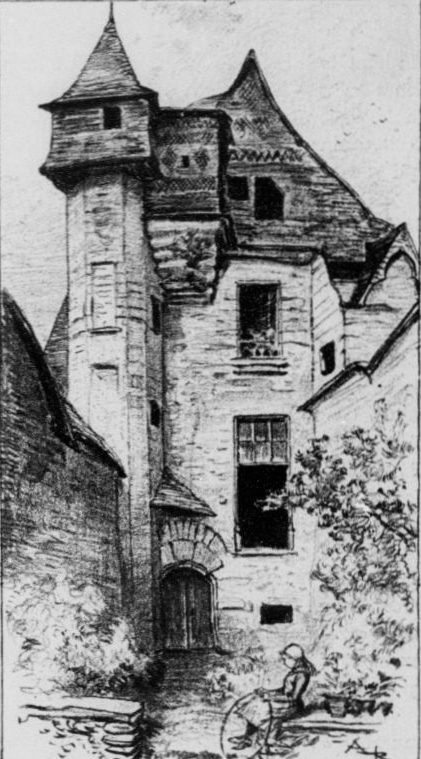
Maison rue d'En-Bas.
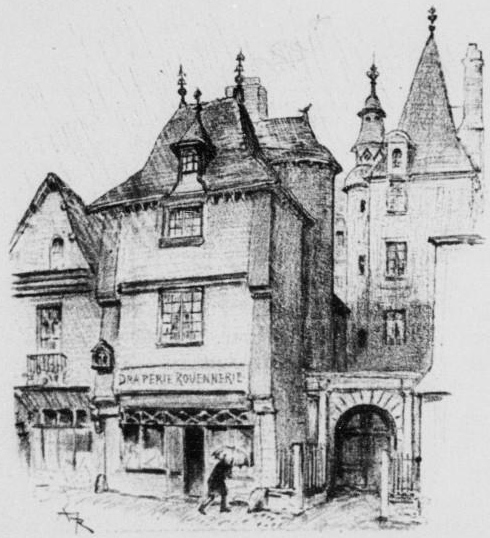
La place du Marchix.

Jean Choleau fut un économiste, un militant régionaliste et culturel, qui joua un rôle important à Vitré à cette époque.

#### La Première Guerre mondiale
Le monument aux morts de Vitré porte les noms de 315 soldats morts pour la France pendant la Première Guerre mondiale. Plusieurs ont été décorés comme Amand Drouelle, Maurice d'Arras et Édouard Rubin. Trente-trois d'entre eux sont décédés sur le sol belge, la plupart pendant la Course à la mer ; cinq (Auguste Cognard, François Gaigne, Victor Gérard, Léon Tesson et Pierre Thomassain) dans les Balkans car ils étaient membres de l'Armée française d'Orient ; trois (François Donval, Jean Hautbois et Louis Genouel) sont décédés alors qu'ils étaient prisonniers en Allemagne ; la plupart des autres sont décédés sur le sol français.

#### L'entre-deux-guerres

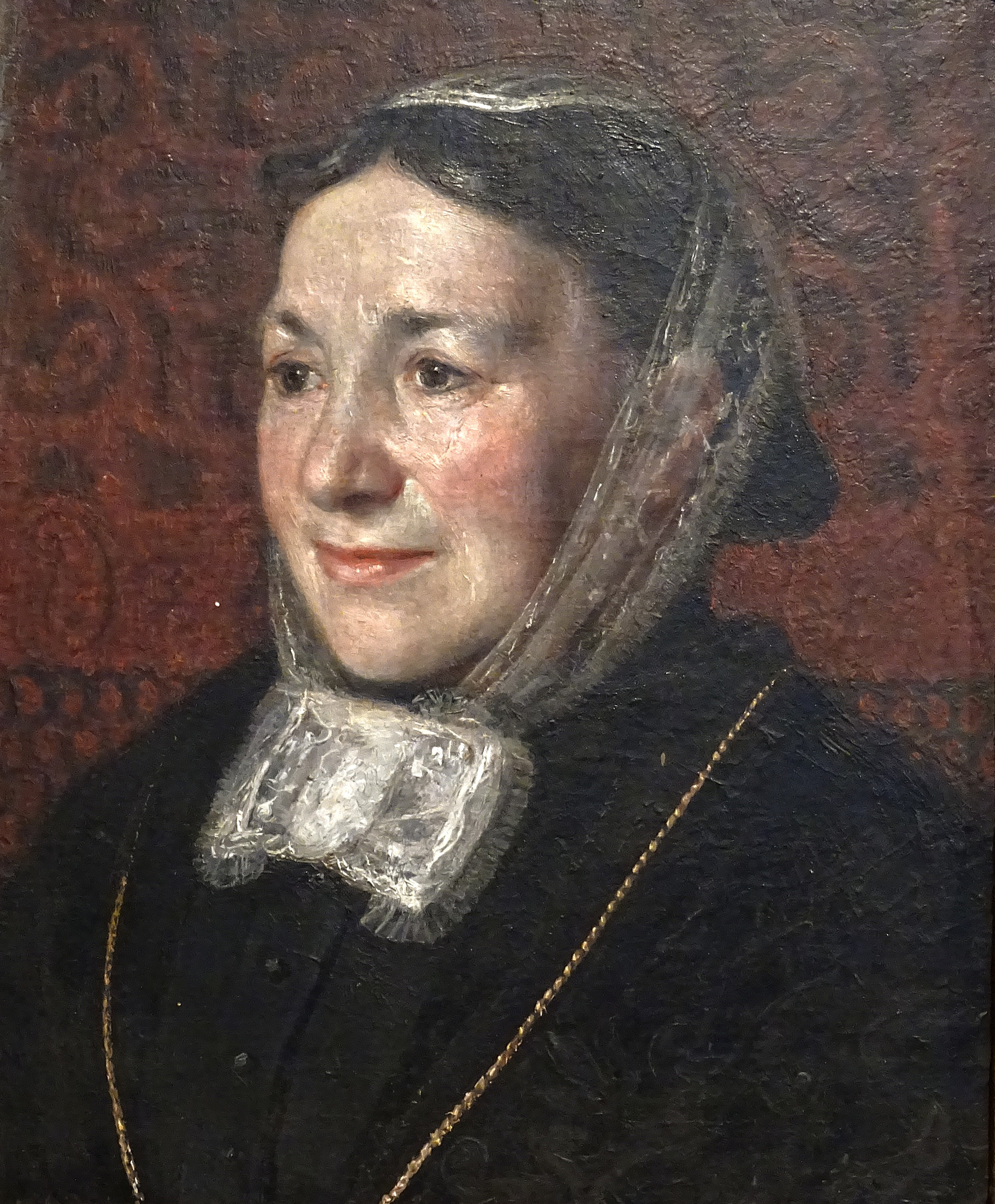
Raoul David : Paysanne de Vitré (huile sur toile, 1929, Musée de Vitré).

La ville se développe peu et reste une petite ville de marché au sein d'une région agricole ; elle perd son statut de sous-préfecture en 1926. Cette situation perdure jusqu'à la fin de la Seconde Guerre mondiale. Une fois la guerre finie, Vitré ne sera pas exempte de la période de prospérité économique qu'a connu la France et l'ensemble des pays capitalistes.

#### La foire Saint-Georges
La foire Saint-Georges se tient le lundi le plus proche du 23 avril. C'était le lieu et l'occasion de faire se rencontrer les patrons et les ouvriers des fermes : un véritable marché du travail à l'ancienne. Ceux qui cherchaient une embauche portaient un signe montrant qu'ils étaient disponibles, par exemple un épi de blé à la boutonnière. La Saint-Georges était aussi la date d'échéance des contrats du personnel employé dans les fermes de la région, qui était embauché à l'année. La foire Saint-Georges était aussi un lieu d'amusement et de rencontres.

#### La Seconde Guerre mondiale
Marcel Rupied, élu au conseil municipal de Vitré en 1935, devient le premier magistrat en 1939. Il fut arrêté et incarcéré à Rennes par les Allemands, après avoir refusé de désigner des otages. Destitué de sa fonction à la Libération en 1944, comme les maires restés en fonction pendant le Gouvernement de Vichy, il sera élu maire de Vitré le 19 mai 1945.
Le monument aux morts de Vitré porte les noms de 47 personnes mortes pour la France pendant la Seconde Guerre mondiale.
Le 270e régiment d'infanterie fut constitué le 12 septembre 1939 à la caserne de la Trémoille avec environ 2500 hommes appelés sous les drapeaux.
Sept membres de familles juives (Albert et Philippe Garzuel, Sarah Santer (épouse Garsuel), Hélène, Maria, Samuel et Santer Zylbermine) qui habitaient Vitré ont été déportés et sont morts au camp de concentration d'Auschwitz-Birkenau.
Le 29 avril 1944 des résistants FTP, dirigés par Louis Pétri, attaquèrent la prison de Vitré, libérèrent une cinquantaine de prisonniers politiques qui s'y trouvaient détenus (ils ne libérèrent pas les détenus de droit commun) et tuèrent un collaborateur notoire, Messenich, qui s'y trouvait.
Dans le cadre de la libération de la France, Vitré est repris le 4 août 1944, le même jour que Rennes, par le 2e régiment de cavalerie de la 3e armée des États-Unis menée par George Patton. Au cours de l'assaut, meurt un soldat américain, Harry A. Earnshaw, qu'une rue vitréenne nommée en son honneur en 1974 a appelé « Sergent Harris » jusqu'au 28 mars 2022, date depuis laquelle l'erreur est corrigée,.

#### L'après-guerre

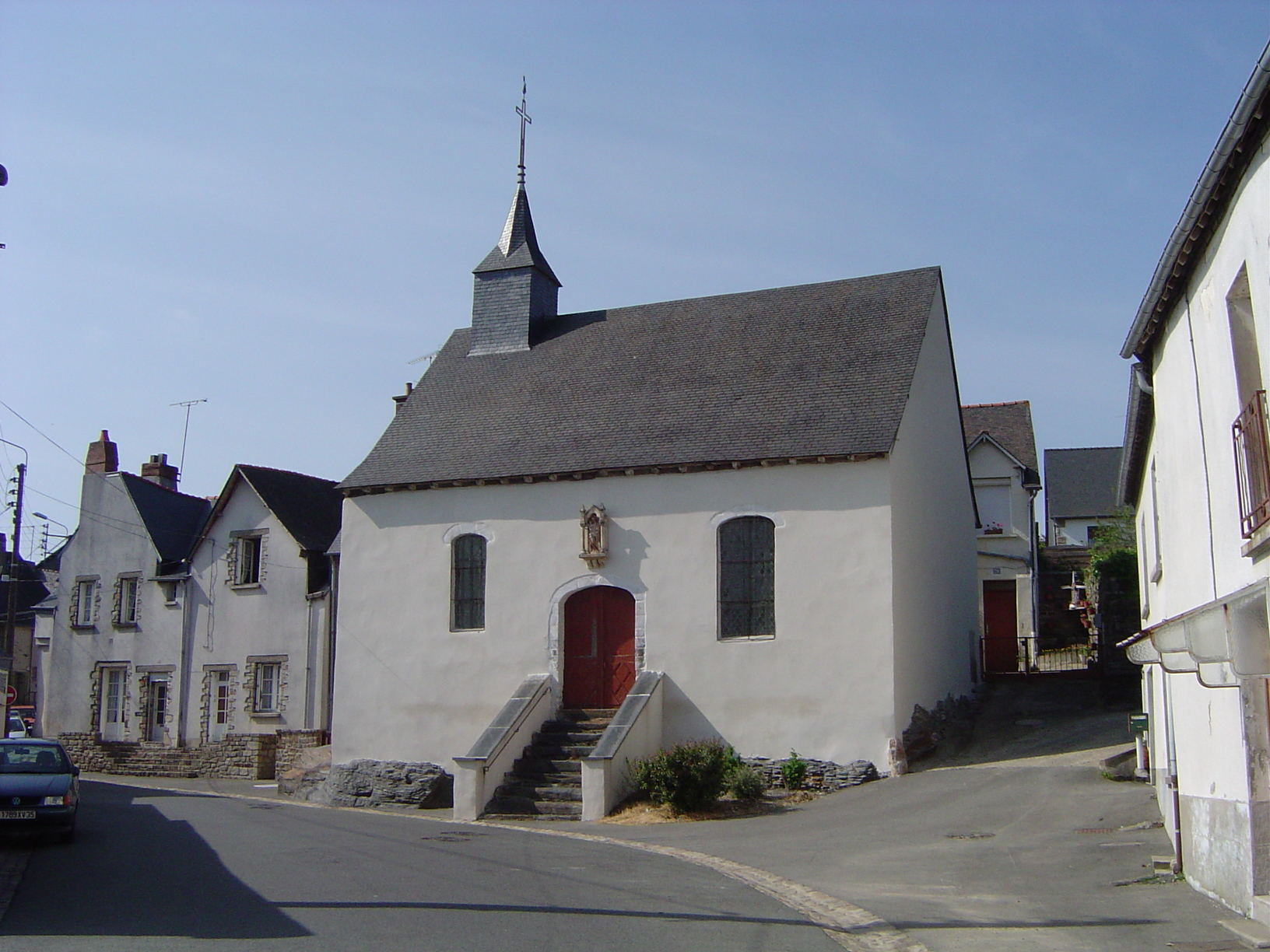
Chapelle des Trois-Marys dans le Rachapt.

Trois soldats (Roger Cognard, B. Gallon, Joseph Monnerie) originaires de Vitré sont décédés pendant la guerre d'Indochine et un (J.P. Neveu) pendant la guerre d'Algérie.
Les 30 et 31 mai 1953, le « Festival national de la Joie », organisé par la JAC, organisé pour la première fois en province, se déroula à Vitré.
C'est surtout à partir des années 1950 que la ville s'est considérablement développée et étendue. Durant « les Trente Glorieuses », Vitré a connu un afflux de population grâce notamment au phénomène d'exode rural massif. De fait, les communes rurales périphériques ont très peu augmenté leur population. Vitré a gagné près de 3 000 habitants en 20 ans, passant de 9 611 habitants en 1954 à 12 322 en 1975, soit une croissance de 28 %. De vastes lotissements se sont donc développés le long des axes structurants dans les quartiers ouest, est, nord et surtout sud de la ville.
Dans les zones périphériques se trouvent de grandes entreprises agro-alimentaire, textile, de chaussures ou encore de la chimie fine de plus de 100 salariés et aussi de grands hypermarchés. À l'heure actuelle, les zones industrielles et commerciales continuent de se développer essentiellement au sud et à l'est, mais aussi dans la campagne.
Dans les années 1970, l'arrivée de la route à 4 voies passant à 7 km au sud a accéléré la prospérité économique de la ville en attirant de nombreuses industries. Le taux de chômage est très faible par rapport à la moyenne régionale et encore plus au niveau national. Cet essor économique cache une grande proportion d'emplois dans l'industrie de l'ordre de 40 % avec de nombreux emplois précaires. D'autant plus que le bassin économique vitréen souffre de plus en plus de la délocalisation d'entreprises à l'étranger.
À l'heure actuelle, la ville s'étend toujours sous forme de quartiers pavillonnaires et de zones d'activités en périphérie. Dans le centre-ville, il y a un certain renouvellement urbain sous forme de petits collectifs qui se fondent très bien dans les quartiers anciens. Entre 1999 et 2014, la population s'est encore accrue de près de 15 % ; ce qui amène le nombre d'habitants à plus de 17 571, reflétant le dynamisme démographique que connaît la ville depuis la fin de la 2e Guerre mondiale.

## Politique et administration

### Rattachements administratifs et électoraux

#### Circonscriptions de rattachement
Vitré appartient à l'arrondissement de Fougères-Vitré – issu de la fusion des arrondissements de Fougères et Vitré en 2010 – et au canton de Vitré depuis le redécoupage cantonal de 2014. Avant cette date, la commune était le chef-lieu de deux cantons : Vitré-Est et Vitré-Ouest.
Pour l'élection des députés, la commune fait partie de la cinquième circonscription d'Ille-et-Vilaine, représentée depuis juin 2017 par Christine Le Nabour (RE). Auparavant, elle a successivement appartenu à la circonscription de Fougères-Vitré (Second Empire), la circonscription de Vitré (IIIe République) et la 3e circonscription (1958-1986).

#### Intercommunalité
Depuis le 1er janvier 2002, date de sa création, la commune appartient à la communauté d'agglomération Vitré Communauté. Elle en accueille le siège et elle en est la commune la plus peuplée. Cette intercommunalité est issue de la fusion des communautés de communes du Bocage Vitréen et du Pays de Châteaubourg.
La commune fait aussi partie du Pays de Vitré.
| Élections                  | Élections                     | Circonscription électorale | Élu de la circonscription       | Élu de la circonscription | Élu de la circonscription | Élu de la circonscription |
| Niveau                     | Type                          | Circonscription électorale | Titre                           | Nom                       | Début de mandat           | Fin de mandat             |
| -------------------------- | ----------------------------- | -------------------------- | ------------------------------- | ------------------------- | ------------------------- | ------------------------- |
| Commune / Intercommunalité | Municipales et communautaires | Vitré                      | Maire                           | Pierre Leonardi           | 2024                      | 2026                      |
| Commune / Intercommunalité | Municipales et communautaires | Vitré Communauté           | Président de l'intercommunalité | Teddy Régnier             | 2024                      | 2026                      |
| Département                | Départementales               | Canton de Vitré            | Conseillère départementale      | Élisabeth Brun            | 2021                      | 2028                      |
| Département                | Départementales               | Canton de Vitré            | Conseiller départemental        | Paul Lapause              | 2021                      | 2028                      |
| Région                     | Régionales                    | Région Bretagne            | Président du conseil régional   | Loïg Chesnais-Girard      | 2021                      | 2028                      |
| Pays                       | Législatives                  | Cinquième circonscription  | Députée                         | Christine Le Nabour       | 2024                      | 2029                      |

#### Institutions judiciaires
Sur le plan des institutions judiciaires, la commune relève du tribunal judiciaire (qui a remplacé le tribunal d'instance et le tribunal de grande instance le 1er janvier 2020), du tribunal pour enfants, du conseil de prud'hommes, du tribunal de commerce, de la cour d'appel et du tribunal administratif de Rennes et de la cour administrative d'appel de Nantes.

### Administration municipale
Le nombre d'habitants au dernier recensement étant compris entre 10 000 et 19 999, le nombre de membres du conseil municipal est de 33.

### Tendances politiques et résultats
La ville de Vitré est traditionnellement de centre droit. Et les résultats aux quatre dernières élections présidentielles sont :
- 2022 : Emmanuel Macron recueille plus de voix que Marine Le Pen 7 291 (75,69%) contre 2 341 (24,31%) pour la candidate du Rassemblement National
- 2017 : Emmanuel Macron recueille nettement plus de voix que Marine Le Pen 7 668 (83,25%) contre 1 543 (16,75%) pour la candidate du Rassemblement National)[131]
- 2012 : Nicolas Sarkozy fait plus de voix que François Hollande au second tour (5 132 contre 4 460)[132]
- 2007 : Nicolas Sarkozy fait plus de voix que Ségolène Royal au second tour (5 273 contre 4 345), avec une candidate socialiste qui était arrivée troisième, derrière le candidat centriste François Bayrou au premier tour[133].

### Liste des maires
| Période        | Période                      | Identité              | Étiquette                 | Qualité |
| -------------- | ---------------------------- | --------------------- | ------------------------- | --- |
| 5 août 1944    | 21 mars 1959                 | Marcel Rupied         | RPF puis CNIP             | Notaire Député d'Ille-et-Vilaine (1945 → 1946) Conseiller de la République (1948 → 1959) Conseiller général de Vitré-Ouest (1922 → 1928, 1934 → 1940 et 1945 → 1961) Président du conseil général (1937 → 1942 puis 1947 → 1961)                                                                              |
| 21 mars 1959   | 5 août 1966 (décès)          | Louis Giroux          | DVD                       | Notaire, président de la chambre des notaires d'Ille-et-Vilaine Président de l'Amicale sportive de Vitré (1956 → 1966) |
| septembre 1966 | 20 mars 1977                 | René Crinon           | UDR puis RPR              | Chirurgien-dentiste, ancien officier de réserve Suppléant du député Henri Lassourd (1968 → 1973) |
| 20 mars 1977   | 25 mai 2020                  | Pierre Méhaignerie    | UDF-CDS puis UMP puis UDI | Ingénieur agronome Ministre (1977 → 1981, 1986 → 1988 et 1993 → 1995) Député d'Ille-et-Vilaine (1973 → 1993 et 1995 → 2012) Conseiller général de Vitré-Est (1976 → 2001) Président du conseil général (1982 → 2001) Président de Vitré Communauté (2002 → 2020)                                              |
| 25 mai 2020    | 3 juillet 2024               | Isabelle Le Callennec | LR                        | Cadre supérieur Députée d'Ille-et-Vilaine (5e circ.) (2012 → 2017) Députée européenne (2024 → ) Conseillère départementale de Vitré (2015 → 2021) Conseillère régionale de Bretagne (2021 → ) Présidente de Vitré Communauté (2020 → 2024) Démissionnaire à la suite de son élection comme députée européenne |
| 3 juillet 2024 | En cours (au 7 juillet 2024) | Pierre Léonardi       | DVD                       | Entrepreneur Adjoint au maire (2020 → 2024) |

### Jumelages
Vitré est jumelée avec huit autres villes :
| Ville | Ville              | Pays | Pays        | Période                     |
| ----- | ------------------ | ---- | ----------- | --------------------------- |
|       | Djenné             |      | Mali        | depuis le 27 avril 1987     |
|       | Greece             |      | États-Unis  | depuis le 2 juillet 1990    |
|       | Helmstedt          |      | Allemagne   | depuis le 7 avril 1979      |
|       | La Vila Joiosa     |      | Espagne     | depuis le 23 septembre 1989 |
|       | Lymington          |      | Royaume-Uni | depuis le 20 septembre 1981 |
|       | Terrebonne         |      | Canada      | depuis le 4 juin 1983       |
|       | Tălmaciu           |      | Roumanie    | depuis le 9 juillet 1999    |
|       | Środa Wielkopolska |      | Pologne     | depuis le 24 septembre 1994 |

- Vitré a un homonyme :
  - Vitré 1 et 2 (Côte d'Ivoire), villages de la banlieue de Grand-Bassam, au sud-est du pays.
  - Vitré (Deux-Sèvres) était également un homonyme mais la commune a fusionné avec sa voisine de Beaussais pour former la commune nouvelle de Beaussais-Vitré.

### Police et sécurité
Vitré accueille :
- une gendarmerie ;
- une police municipale ;
- une caserne de pompiers.

Un programme de vidéosurveillance a été mis en place sous le maire Pierre Méhaignerie en décembre 2010. Il y a 21 caméras pour 16 834 habitants (1 caméra pour 800 habitants), soit un ratio élevé pour une ville française.

## Aménagement du territoire

### Urbanisme et logements

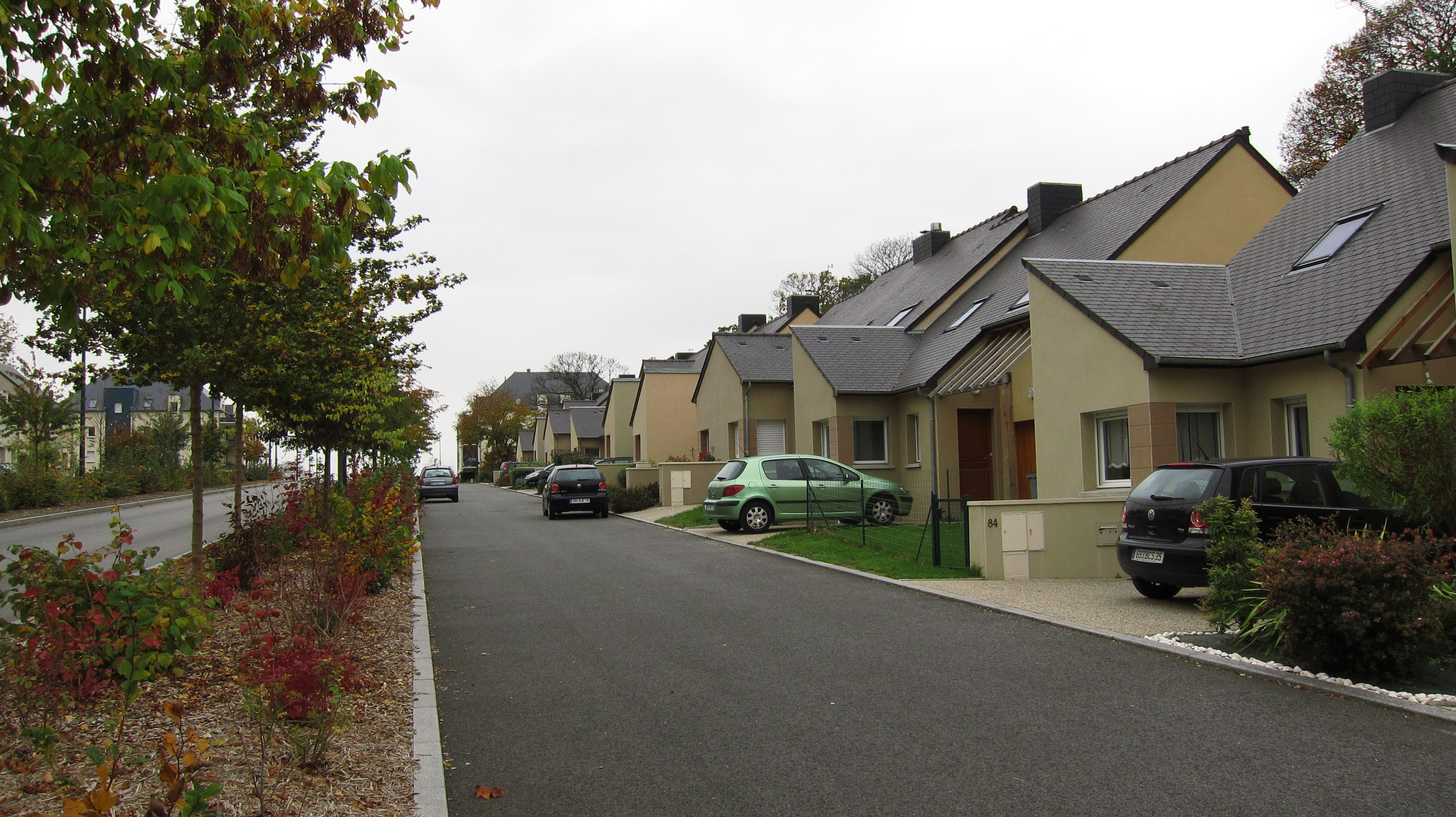
Rue de Beauvais.

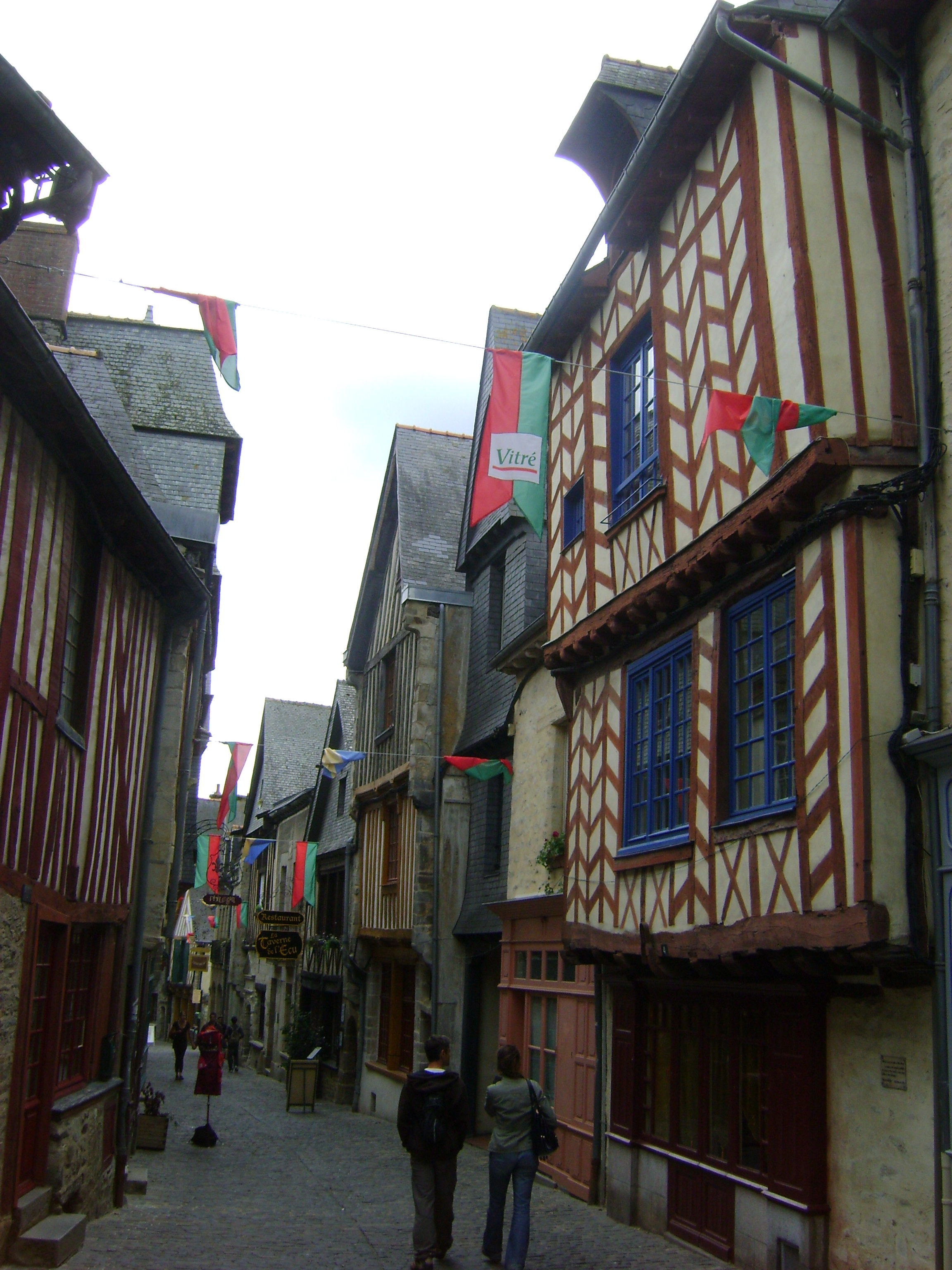
Rue Baudrairie.

La forte évolution démographique à Vitré a conduit à la construction de logements pavillonnaires, sur des terres agricoles. Cet étalement urbain a fait l'objet d'un reportage au journal de France 2 en mars 2020.
Vitré est concerné par le SCOT du Pays de Vitré, et a mis en place un Plan local d'urbanisme (PLU), avec une enquête publique à la fin 2005. Ce dernier préconisait :
- Démographie - habitat : atteindre 20 000 habitants d'ici à 2015, en produisant 170 logements par an sur 85 ha de nouvelle urbanisation
- Paysage - environnement : préservation des espaces naturels sensibles
- Économie : création 50 ha de zones d'activités et d'améliorer leur desserte et la diversité des secteurs d'activités
- Mobilité : création d'un réseau de voies piétonnes entre quartiers et prolongation du réseau bus dans les nouveaux quartiers. Le projet de création d'un nouveau contournement, prévu au PLU de 2005, n'est pas commencé en 2021.
- Infrastructure : restructuration de la gare routière, renforcement du pôle gare et création de la Maison de l'emploi

Afin de répondre à la très forte demande en logements, de nombreux secteurs sont urbanisés, au nord comme au sud de la ville (quartiers des Ormeaux, La Massonnais, Les Serres, Rue des Artisans, ZAC du Parc, etc.), grâce à une politique de réserve foncière poussée. Cette urbanisation soutenue, notamment sous forme pavillonnaire, conduit à un étalement urbain (pourtant non préconisé par la loi S.R.U.) et qui a conduit à des interpellations par des syndicats agricoles ou des associations écologistes.

### Eau
Vitré est concerné par l'application du Schéma d'aménagement et de gestion des eaux (SAGE) du bassin de la Vilaine. Après un premier inventaire des zones humides lors de l'élaboration de son PLU en 2005, la mairie a dû refaire un nouvel inventaire en 2012, pour finalement protéger 260 ha de zones humides au Plan local d'urbanisme.
L'alimentation en eau potable du Pays de Vitré se fait à partir des sources suivantes :
- L'étang de la Valière
- Le captage de Pont-Billon sur la Vilaine
- Le drain de la Forêt du Pertre

Le projet de ligne THT Normandie-Maine a conduit à la construction d'un pylône sur ce dernier drain de captage et à des actions juridiques entre la ville de Vitré et RTE.
La construction du pylône a conduit à une pollution des eaux, qui sont devenues impropres à la consommation.
L'assainissement des eaux usées de fait avec la station d'épuration, située en aval sur la Vilaine, face à l'usine SVA. Et a été rénovée en 2016.
Le lundi 7 décembre 2020 un accident chimique dans l'usine de traitement d'eau potable gérée par l'entreprise Veolia provoque un nuage toxique sur le site industriel causant l'intoxication grave de deux salariés et le confinement de plusieurs dizaines de personnes le temps de l'intervention des pompiers.

### Transports

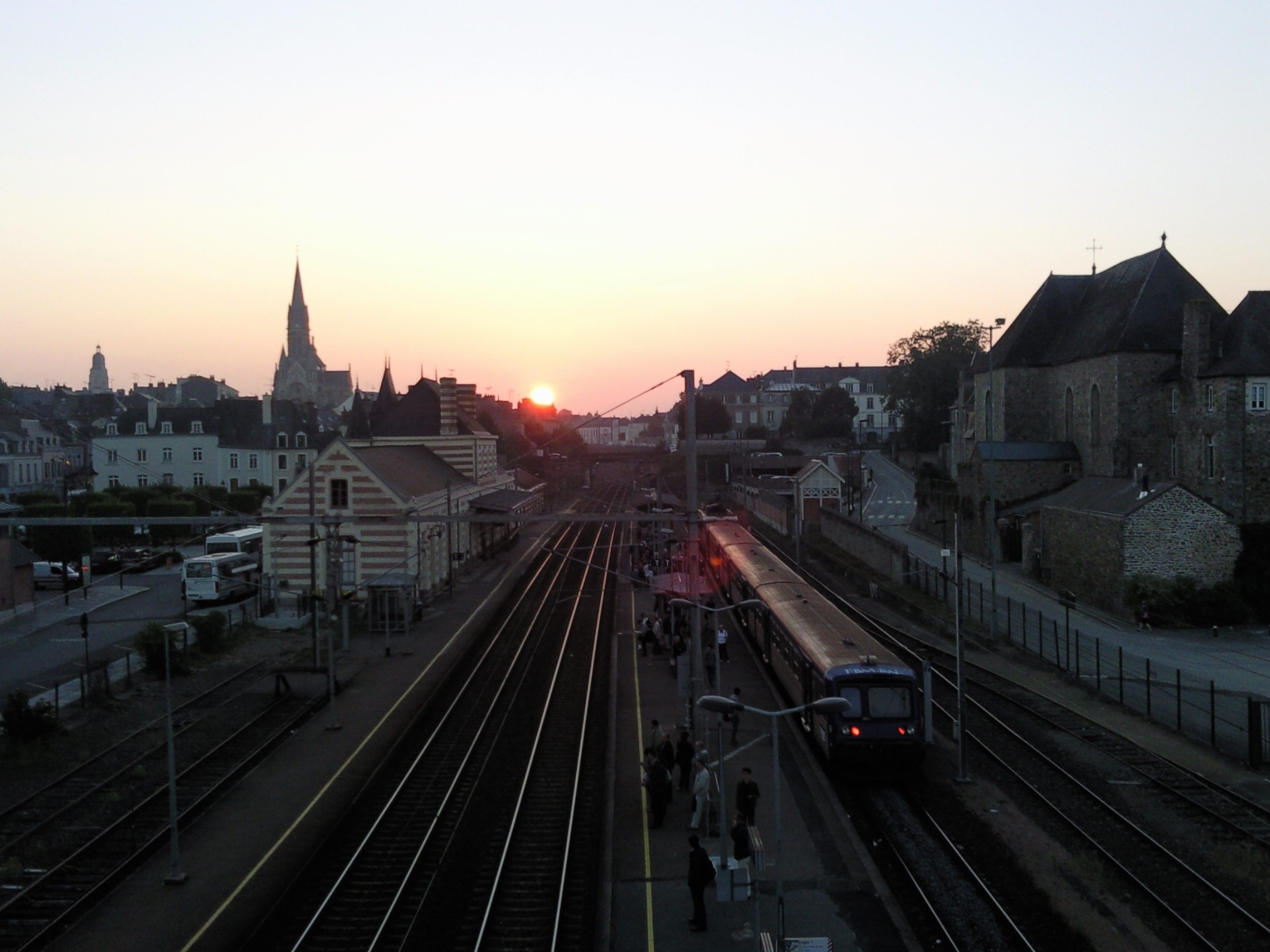
La gare de Vitré, au petit matin, vue depuis la passerelle (à gauche quai A, quais B et C au centre).

#### Train
La gare, située sur l'axe ferroviaire majeur Paris-Brest, bénéficie de 15 arrêts de train « TER - correspondances Bretagne » ou « TER - correspondances Pays de la Loire » dans le sens Rennes-Vitré-Laval (dont 2 arrêts TGV) et de 19 arrêts dans l'autre sens (dont 3 arrêts TGV). Les trains mettent entre 20 et 30 minutes pour arriver à Rennes ou Laval, selon que le trajet est direct ou non.
Un nœud de transport multimodal conjugue le bus et le train juste en face de la gare, sur la place du Général-de-Gaulle. Des équipements sont à disposition pour faciliter les mobilités comme un parking silo de 607 places gratuites durant 24 heures (accès par le centre culturel ou la rue Pierre Lemaître) ainsi qu'un parc vélos fermé. Ce parking voitures est relié directement à la passerelle au-dessus des voies pour accéder aux quai A (direction Laval, Le Mans, Paris) par l'escalier du parking Gare Nord, et les quais B (direction Rennes) et C (départ/terminus) par l'escalier central. Face au quai C, sur une emprise de la SNCF a été construit l'immeuble de bureaux « B-3000 » (3 000 m2 sur 3 niveaux) où siégera la fonction support « Agromousquetaires » du groupe Intermarché en France.

#### Rocade
.
La ville de Vitré dispose d'une rocade, incomplète du fait de la présence de la vallée (inondable) de la Vilaine et de la présence de la voie ferrée vers Paris. Un projet de contournement supplémentaire est à l'étude avec :
- Concertation de novembre-décembre 2018 : 143 contributions, à 73% favorables au principe d'un contournement[153]
- Concertation de mai-juin 2019 : 395 contributions, à 55% favorables au contournement par l'Est[154]

Ce projet suscite des contestations d'associations environnementales locales. Faisant figurer ce projet routier dans la liste des projets inutiles en France.

#### Réseau de bus Vit'o Bus

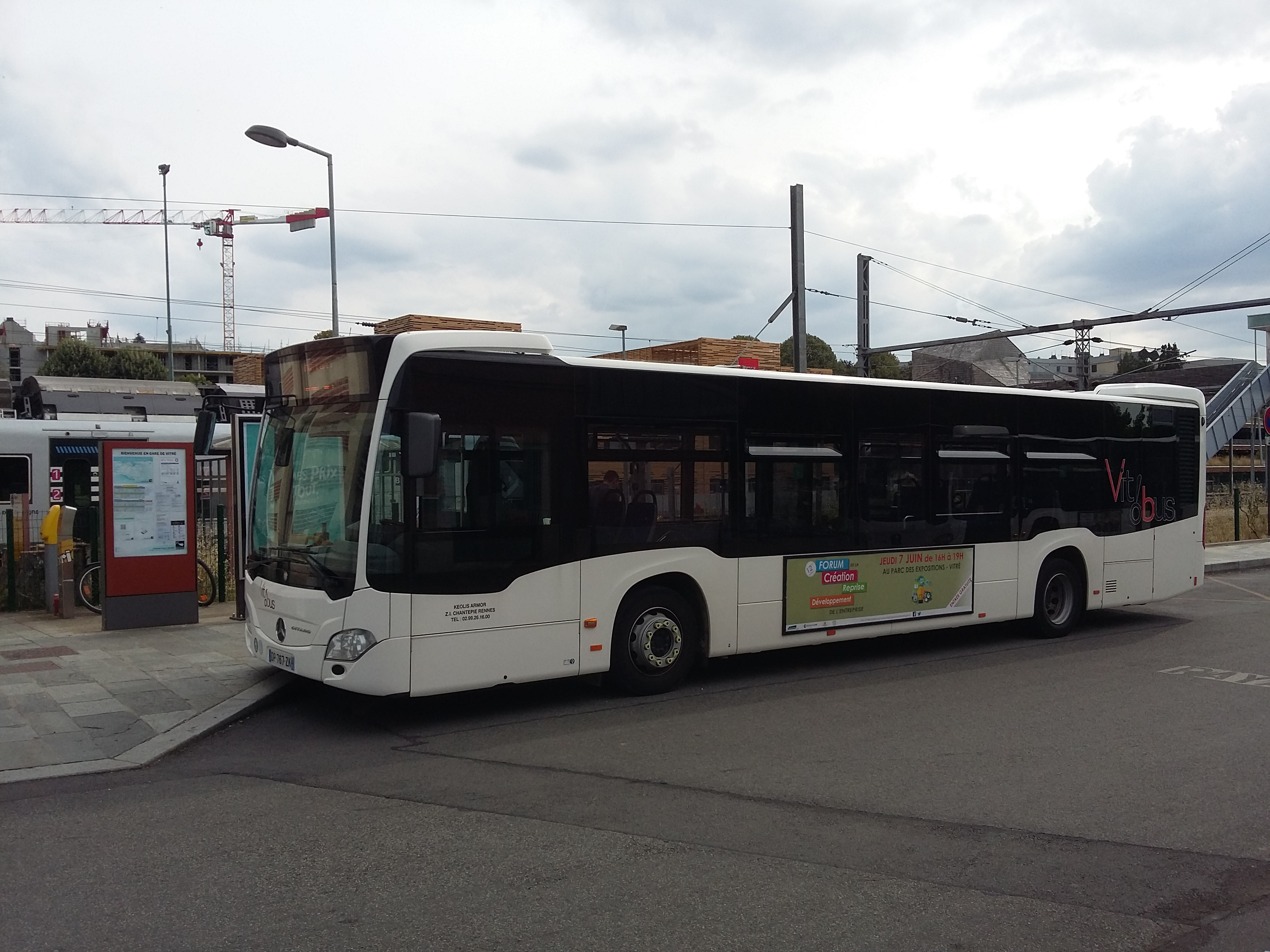
Bus "Vitóbus" en stationnement sur le quai du pôle d'échanges multimodal (accès train quai A).

Le transport public urbain et rural à Vitré et les communes périphériques est de la compétence de la communauté d'agglomération de Vitré Communauté.
La ville de Vitré dispose d'un réseau de transport public depuis 1978 avec deux lignes de bus. Le 1er juillet 1989, le réseau s'étend à 9 lignes de bus mais est peu utilisé par la population. C'est le 1er mai 2001 que le réseau devient entièrement gratuit. Par suite, le nombre d'usagers augmente fortement et la croissance se poursuit avec l'augmentation de l'offre sur l'ensemble de la communauté d'agglomération de Vitré Communauté. Vitré est une des premières villes en France et dans le monde à proposer un transport urbain gratuit sur l'ensemble de ses lignes.
En 2017, le réseau prend le nom de Vit'o bus (Vit!bus). « Vit » pour reprendre Vitré, l'apostrophe qui rappelle le point d'exclamation du « i » inversé dans le logo de Vitré communauté, le point du signe de l'exclamation qui représente une roue et « bus » pour le moyen de transport.
En 2018, le réseau comprend :
- Deux réseaux de transport urbains (Vitré et Châteaubourg)
- Onze lignes de transport rural où quatre lignes circulent le lundi et jeudi une fois par jour, cinq lignes circulent le mardi et vendredi une fois par jour, deux lignes circulent du lundi au samedi.
- Ligne Vitré - La Guerche-de-Bretagne (via Argentré-du-Plessis, Étrelles et Domalain). Depuis le 7 juillet 2014, la ligne 20 du réseau Illenoo a été transférée à Vitré Communauté et donc gratuit comme les bus urbain. Cette ligne est effectuée par les Autocars Hervé (les bus ne circulent pas les dimanches et les jours fériés).
- Transport à la demande « Taxi.com » : Vitré Communauté met à disposition des usagers un service de transport à la demande par taxis qui fonctionne sur réservation pour des personnes de plus de 65 ans ou bénéficiaires de certaines allocations. La collectivité propose également un service de transport vers les structures d'accueil de jour dans Vitré Communauté. Ce service permet à ces personnes de bénéficier d'un transport au départ de leur domicile.
- Location de vélos à assistance électrique pour un, trois ou six mois. À l'issue de la location de courte ou moyenne durée, Vitré Communauté offre une aide de 200 € maximum pour l'achat d'un vélos à assistance électrique neuf.

#### Transport BreizhGo
La ville est également desservie par le service de transports organisé par le conseil régional de Bretagne, baptisé BreizhGo.
En 2025, le réseau ne dessert que la ligne 513 Vitré - Fougères.

#### Routes
Situé à l'entrée est de la Bretagne, le pays de Vitré est traversé par la voie express Paris-Brest (N157 - E50), qui prolonge l'autoroute A11. Comme dans l'ensemble du département d'Ille-et-Vilaine, les communes du pays de Vitré sont accessibles grâce à des routes gratuites à quatre voies. Vitré est une ville étape du pèlerinage de Saint-Jacques-de-Compostelle sur la Voie des Plantagenêts rejoignant Le Mont-Saint-Michel à Saint-Jean-d'Angély.
Le sentier de grande randonnée 34 (GR 34) est un sentier littoral qui part de Vitré (Ille-et-Vilaine) pour se terminer à Saint-Nazaire (Loire-Atlantique).
Afin de faciliter les déplacements doux, les derniers quartiers pavillonnaires et tout le centre ville est passé en zone 30 depuis juin 2012. Un inventaire des liaisons piétons-vélos a été réalisé en 2008 par l'association locale Vitré-Tuvalu et intégré en 2012 à OpenStreetMap.

#### Aménagements cyclables
L'ancienne voie ferrée qui menait à La Guerche-de-Bretagne est transformée en voie verte. Le parcours de 20 km, utilisé par randonneurs, cyclistes et chevaux, part de Vitré et se termine à Moutiers. Elle est incluse dans la véloroute La Régalante (Nantes-Le Mont-Saint-Michel), inaugurée en 2024 pour soutenir le développement touristique des marches de Bretagne.
La commune dispose d'aménagements cyclables. À l'enquête 2019 du Baromètre des villes cyclables, les usagers faisaient état d'une cyclabilité "plutôt défavorable".

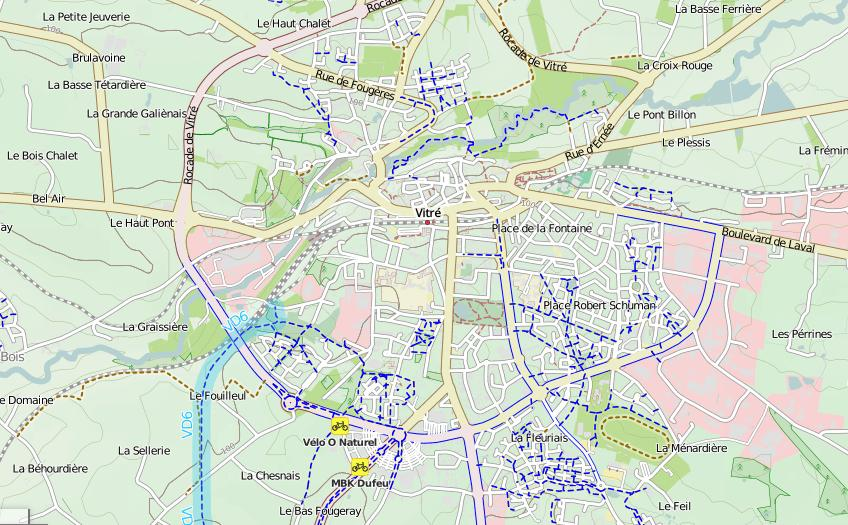
Carte écomobilité de Vitré
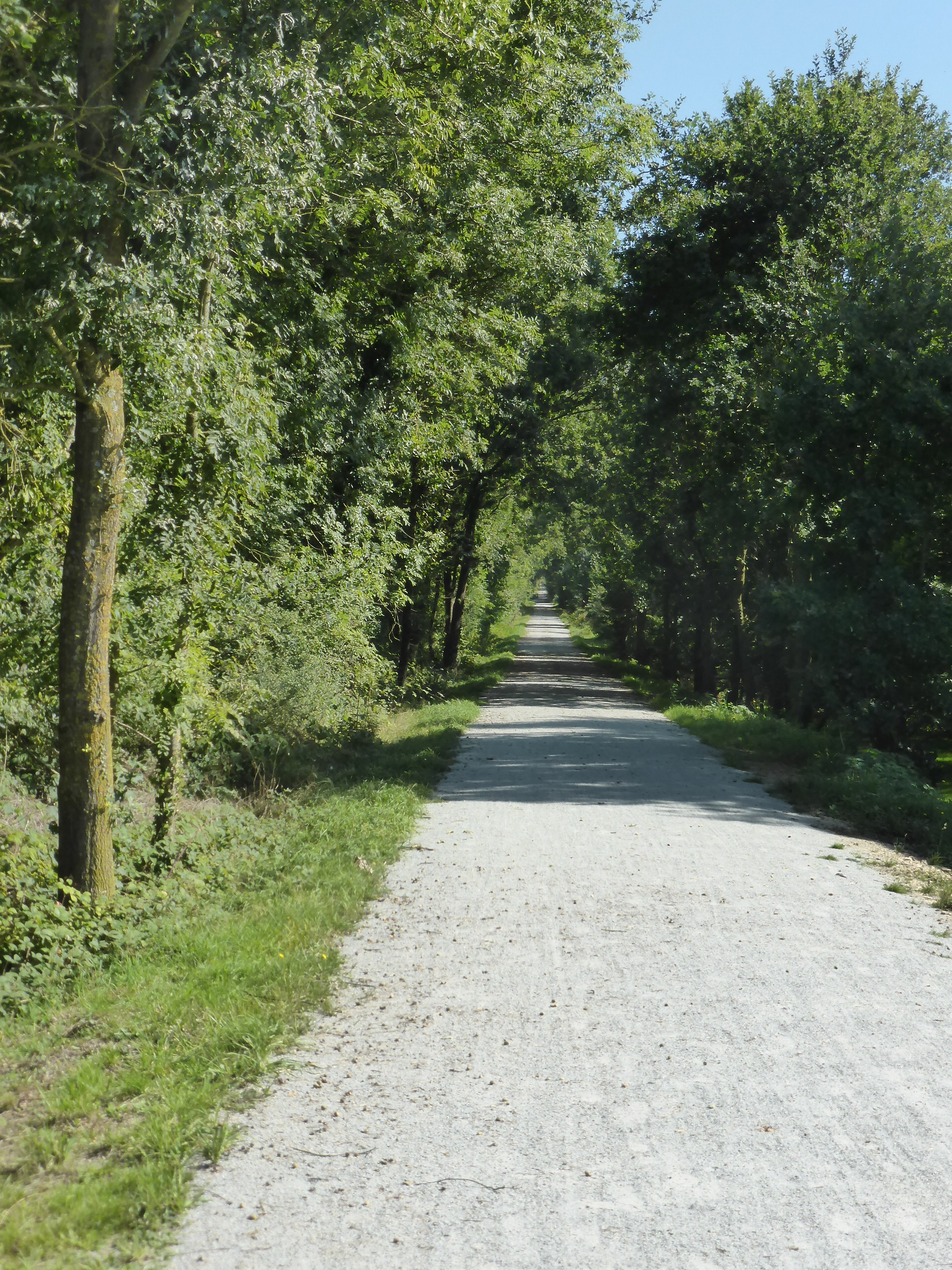
Voie verte

#### Aménagements piétons
À l'enquête 2021 du Baromètre des villes marchables, les usagers indiquaient que la marche était "moyennement favorable", avec une note de 9,89/20.

### Énergie
La région vitréenne ne produit pas d'énergie, hormis le bois, et dépend du réseau de gaz et pour son alimentation électrique, notamment des installations les plus proches :
- de l'usine marémotrice de la Rance,
- de la centrale nucléaire de Flamanville,
- de la centrale thermique de Cordemais et
- du parc éolien implanté sur la commune voisine de Balazé depuis 2010.

À noter, le réseau de chaleur qui permet de chauffer l'eau de la piscine du Bocage à Vitré, par une valorisation énergétique des déchets.
Un Espace info énergie existe à Vitré depuis juillet 2008, afin d'aider les habitants à réduire leur consommation énergétique.
En compensation à la création de la ligne THT Normandie-Maine, la ligne à haute tension entre Vitré et Bréal-sous-Vitré sera enterrée.

### Déchets
Vitré accueille deux installations liées à la gestion des déchets :
- un centre pour le tri sélectif, qui emploie (en 2013) 35 salariés et un taux d'erreur de tri de 11 % (pour 25 % de moyenne nationale)[168]
- un incinérateur de déchets, qui a permis d'éliminer 25 000 tonnes de déchets en 2011[169].

Le SMICTOM Sud Est d'Ille-et-Vilaine s'est engagé en 2009 dans un Programme local de prévention des déchets qui vise à réduire de 7 % les déchets ménagers d'ici fin 2014. Le territoire est déjà exemplaire, avec :
- 182 kg/hab d'ordures ménagères par an, contre 374 au niveau national
- 51 kg/hab de journaux et emballages
- 40 kg/hab de verre
- 225 kg/hab en déchèterie[171]

### Espaces verts et naturels

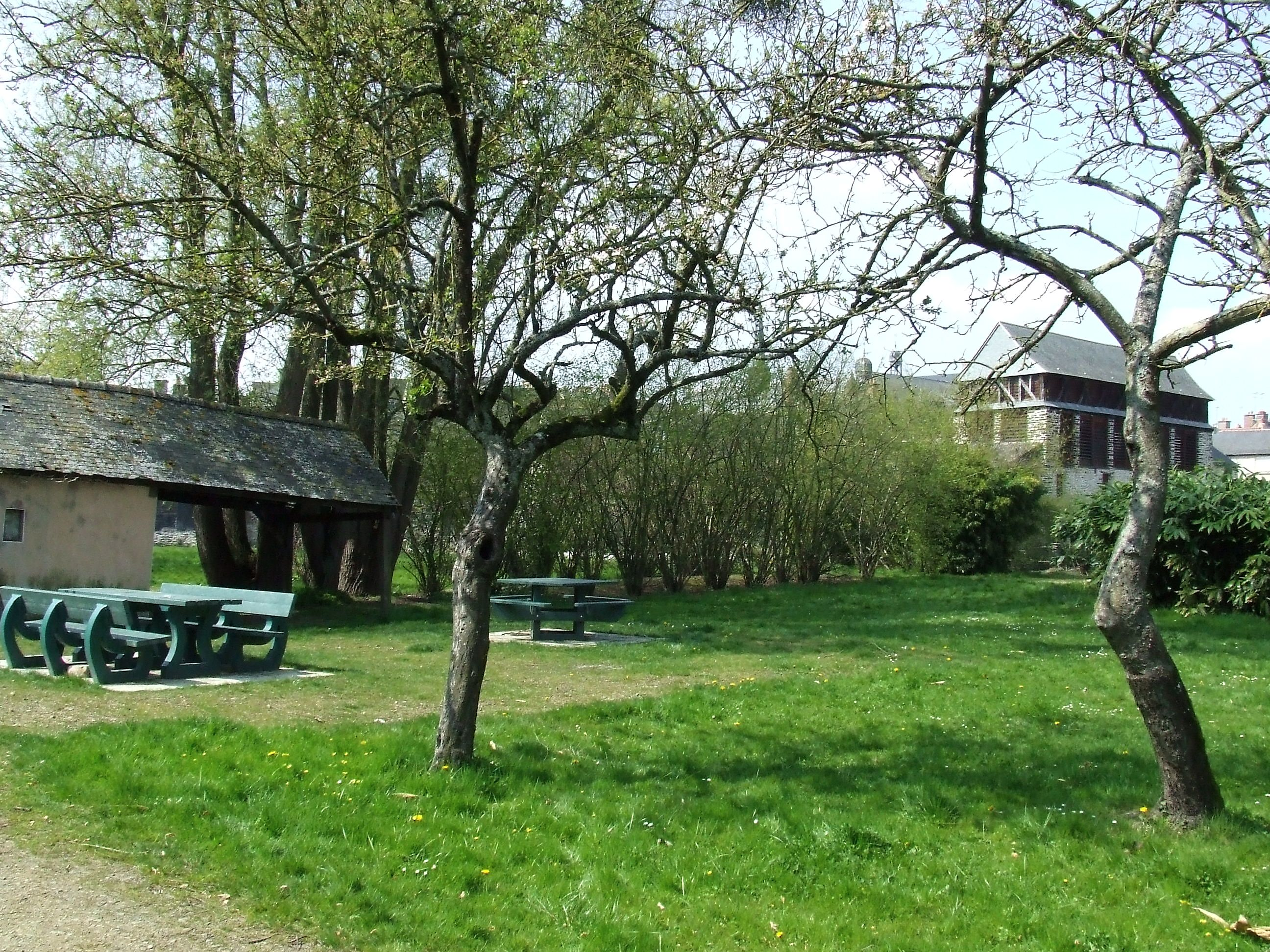
Pré des Lavandières de Vitré.

- Le Jardin du parc : acheté en 1867, puis aménagé par l'architecte paysagiste Georges Aumont, ce parc de 7 ha au cœur de Vitré est très fréquenté[172]. Ce parc a été un des premiers jardins de France à décrocher le label Eco-Jardin, labellisant les espaces verts écologiques[173]
- Le Jardin des Rochers : bien que propriété privée, ce jardin est ouvert au public et entretenu par la municipalité de Vitré. Ce parc de 30 ha jouxte le château des Rochers-Sévigné, où vécut Madame de Sévigné[174]
- Le Pré des Lavandières : Conçu en 1986 par le paysagiste Erwan Tymen, avec un ancien verger et un cheminement qui remonte le cours de la Vilaine[175]

Les espaces naturels de Vitré sont :
- le Val de Vilaine, qui abrite des zones humides et qui a fait l'objet d'une publication par une association locale[176]
- l'étang de la Valière, qui abrite notamment des oiseaux migrateurs hivernants

Un inventaire du patrimoine naturel sur la commune vient de commencer en 2013, dans le cadre d'un Atlas de la biodiversité sur la commune (ABC). Parmi les originalités, on peut notamment signaler, le campagnol amphibie (Arvicola sapidus), le triton marbré (Triturus marmoratus), le corbeau freux (Corvus frugilegus), l'oedipoda caerulescens (Oedipoda caerulescens), l'Erythromma lindenii (Erythromma lindenii), l'aromie musquée (Aromia mosquata).

## Société

### Santé
Vitré dispose d'une maison de santé (la Gautrays) et un Établissement d'hébergement pour personnes âgées dépendantes (les Jardins du Val), ainsi qu'un centre hospitalier public, de 141 places, avec un service d'urgences et une maternité (842 accouchements en 2012). Depuis février 2018, cet établissement porte le nom de Simone Veil, qui en avait conseillé la construction quarante ans auparavant.
Toutefois, l'offre libérale de pharmaciens, infirmiers et médecins est inférieure à la moyenne régionale.

### Enseignement
Vitré dispose d'un nombre important d'établissements de formation et accueille plus de 2 500 élèves en provenance de tout le Pays de Vitré. Le panel va de la maternelle aux études supérieures :
| Établissements | Publics | Privés |
| -------------- | --- | --- |
| Maternelles    | - Jean Guéhenno (180*) - La Hodeyère (124) - Le Château (78) - Pierre Lemaître (116)                                                                            | - Jean XXIII (155*) Ouverture d'une classe bilingue (français/breton/anglais) à la rentrée 2007, en lien avec l'association Dihun - Notre-Dame (58) - Sainte-Bernadette (105) - Sainte-Thérèse (145) |
| Primaires      | - Jean Guéhenno (180*) - La Hodeyère (214) - Le Château (132) - Pierre Lemaître (174)                                                                           | - Jean XXIII (155*) Ouverture d'une classe bilingue (français/breton/anglais) à la rentrée 2007, en lien avec l'association Dihun - Sainte-Marie (300) - Jeanne d'Arc (203)                          |
| Collèges       | - Collège Gérard de Nerval ( 742) - Collège Les Rochers Sévigné (340)                                                                                           | - Collège Jeanne d'Arc (364) - Collège Sainte-Marie (889) |
| Lycées         | - Lycée Bertrand d'Argentré : Général, technologique et professionnel (1423) - Lycée La Champagne : Professionnel (223)                                         | - Lycée Jeanne d'Arc : Général, technologique et professionnel (543) - L'Institut Privé Secondaire et Supérieur Agricole (dit IPSSA) : Général, professionnel, agricole (410)                        |
| Formations     | La ville compte 181 étudiants inscrits dans plusieurs filières BTS (2005-2006) (Assistant de direction, Communication des entreprises, électronique, commerce). | Il existe aussi de nombreux centres de formation privés spécialisés dans des domaines allant du bâtiment à l'informatique (IPSSA, GRETA, etc.)                                                       |

(*) Effectif regroupant école maternelle et élémentaire.

### Grèves et manifestations

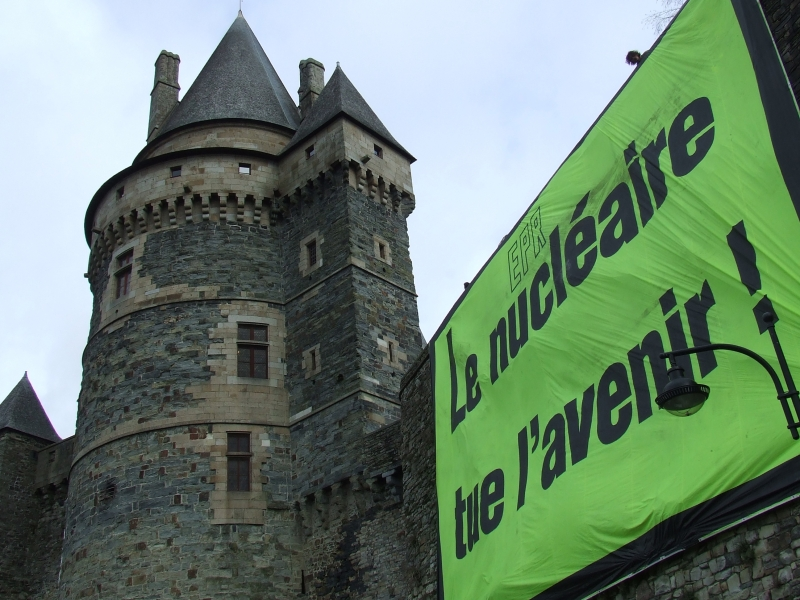
Déploiement d'une banderole anti-nucléaire sur le château.

Les principaux mouvements de contestations sociales à Vitré concernaient :
- des mouvements nationaux : comme les crises agricoles (dégradations de centre commerciaux en juillet 2015)[186], la grève pour les retraites[187], le mouvement des gilets jaunes[188], ou la marche des libertés organisée aussi à Vitré le 27 novembre 2020[189]
- des grèves dans des entreprises locales : comme la grève de la Société vitréenne d'abattage (SVA) en février 2013[190], ou à BCM Cosmétiques en mai 2011[191], pour des revendications salariales
- des revendications pour la préservation de l'environnement: contre la ligne à Très haute tension (THT) Normandie-Maine en novembre 2007[192] ou contre le vote (en mai 2008) du député-maire Pierre Méhaignerie favorable aux OGM[193]. À noter aussi le déploiement de la banderole le nucléaire tue l'avenir sur les remparts de Vitré pendant l'hiver 2007[194].

### Théâtres, cinéma, salles de spectacle et de concert

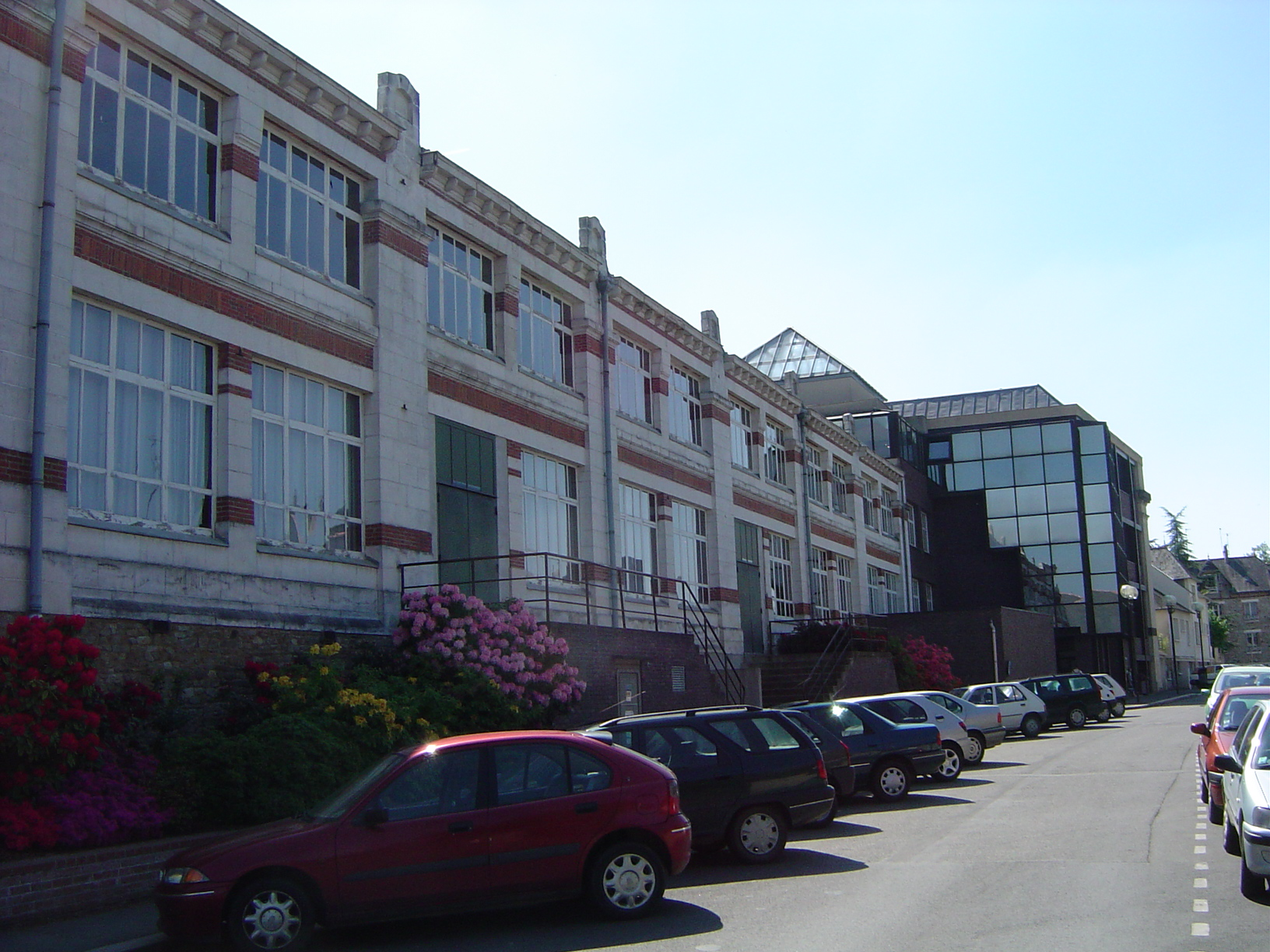
Le centre culturel Jacques Duhamel.

Vitré possède plusieurs salles de spectacles et de concert :
- Le centre culturel « Jacques Duhamel » regroupe un théâtre, des salles de spectacles et de concerts, et des salles aménagées pour les congrès en collaboration avec celui de Fougères. Il accueille le Conservatoire municipal de musique qui est un lieu d'apprentissage de musique et qui fait de d'initiation musicale dans les écoles[195].
- Un cinéma associatif l'« Aurore » est constitué de 324 places. Un agrandissement avec 2 salles supplémentaires dont une « Art et Essais » a été réalisé entre 2007 et 2008.
- Un parc des expositions regroupe divers salons, concerts et manifestations tout au cours de l'année.

### Musées et lieux de culture
Les musées principaux de la ville ont enregistré 47 374 entrées en 2008 :
- Le musée du Château de Vitré est constitué d'une visite extérieure et d'un musée intérieur de tableaux, tapisseries, sculptures et un muséum d'histoire naturelle). En 2008, 30 425 entrées ont été enregistrées.
- Le Musée Saint-Nicolas est situé à 500 m du château et présente une collection d'orfèvrerie religieuse de la fin du XIXe siècle et début XXe siècle (Unique en France et de référence nationale). Le Musée Saint-Nicolas n'est autre que la chapelle dépendante et contiguë du couvent des Augustines construit au XVIIe siècle. Un très beau cloitre de cette époque est à voir (3 642 entrées).
- Le Musée des Rochers-Sévigné, situé à 7 km de Vitré vers Argentré-du-Plessis, est une résidence bretonne de la Marquise de Sévigné où elle écrivit de nombreuses lettres à sa fille (10 222 entrées). Il possède un jardin à la française.
- l'artothèque (unique dans le département) permet d'accéder à près de 1000 œuvres d'art en les louant[197].
- La médiathèque « Mme de Sévigné » propose des expositions et est un centre de ressources importantes.
- Enfin, le Centre français du patrimoine culturel immatériel (CFPCI), antenne de la Maison des Cultures du Monde, est un centre d'expositions, de documentation et de conférences, installé dans l'ancien Prieuré des Bénédictins[198].

### Médias

#### Presse
La presse de l'agglomération de Vitré est constituée par deux journaux : le quotidien Ouest-France Édition de Vitré et l'hebdomadaire Le Journal de Vitré - Entre Seiche et Vilaine tiré à 7 700 exemplaires en 2005.
Plusieurs magazines d'informations locales sont édités sur la commune. Le Vitré Journal, un trimestriel municipal, est tiré à 10 000 exemplaires et le Vitré Communauté, un magazine de l'agglomération, est tiré à 3 000 exemplaires.

#### Télévision
Sur les ondes télévisuelles, une édition télévisée locale de France 3 existe avec France 3 Haute-Bretagne, diffusée chaque soir et reprise ensuite sur France 3 Bretagne.
En novembre 2009, le reportage « Les Junkies du Bocage » de l'émission Zone Interdite sur M6 s'est penché sur la consommation de drogue à Vitré et Fougères ainsi que dans les zones rurales de l'arrondissement.

#### Films tournés à Vitré
- 1961 : Le Miracle des loups d'André Hunebelle[203]
- 1962 : Les Filles de La Rochelle de Bernard Deflandre[réf. souhaitée]
- 1979 : Madame de Sévigné : Idylle familiale avec Bussy-Rabutin[réf. souhaitée]
- 2000 : Meilleur Espoir féminin de Gérard Jugnot (film, 2000) avec Bérénice Béjo. Plusieurs scènes de films ont été tournées dans le centre médiéval[204].
- 2002 : Le Champ Dolent, le roman de la Terre d'Hervé Baslé (série TV) avec Jean Yanne et Yolande Moreau[205].
- 2009 : Le Bel Âge de Laurent Perreau[206]
- 2014 : Sire Gauvain et le Chevalier vert[207]
- 2015 : Warren Barguil, en route vers les sommets[208]
- 2016 : Le survivant matricule 157279 de Nicolas Ribowski[209]
- 2016 : Saigneurs, documentaire de Raphaël Girardot et Vincent Gaullier tourné en 2015 aux abattoirs SVA de Vitré[210]
- 2017 : Des plans sur la comète (initialement nommé Les Philosophes) de Guilhem Amesland tourné intégralement à Vitré entre janvier et février 2016[211].
- 2023 : Déter de Nicolas Capus (série TV) avec Bastien Savarino[212].

##### Clip
- Clip du groupe suédois Fake pour le tube Another Brick en 1985[213].Le tournage a eu lieu sur les quais de la gare, dans d'anciennes locomotives et sur la voie ferrée. Les figurants sont des lycéens du lycée Bertrand d'Argentré tout proche.

#### Radio locale
Enfin la commune est couverte par les chaînes de radios nationales ainsi que des radios locales. La radio Zénith FM (91.9 FM) relayait l'actualité locale de 1990 jusqu'à sa disparition en 2017.

### Breton et gallo
Sur le plan linguistique, la langue traditionnelle est le gallo. La toponymie de la région de Vitré ainsi que les nombreux villages et hameaux, témoignent de l'influence romane et notamment angevine. Les communes ayant un suffixe en -é (du gaulois -āko, devenu -acum à l'époque romaine), ainsi que les villages aux suffixes -ais, -rie ou encore -ière, le prouvent également.
À la rentrée 2016, 84 élèves étaient scolarisés dans la filière bilingue catholique en breton (soit 3,9% des enfants de la commune inscrits dans le primaire).

### Plusieurs labels obtenus

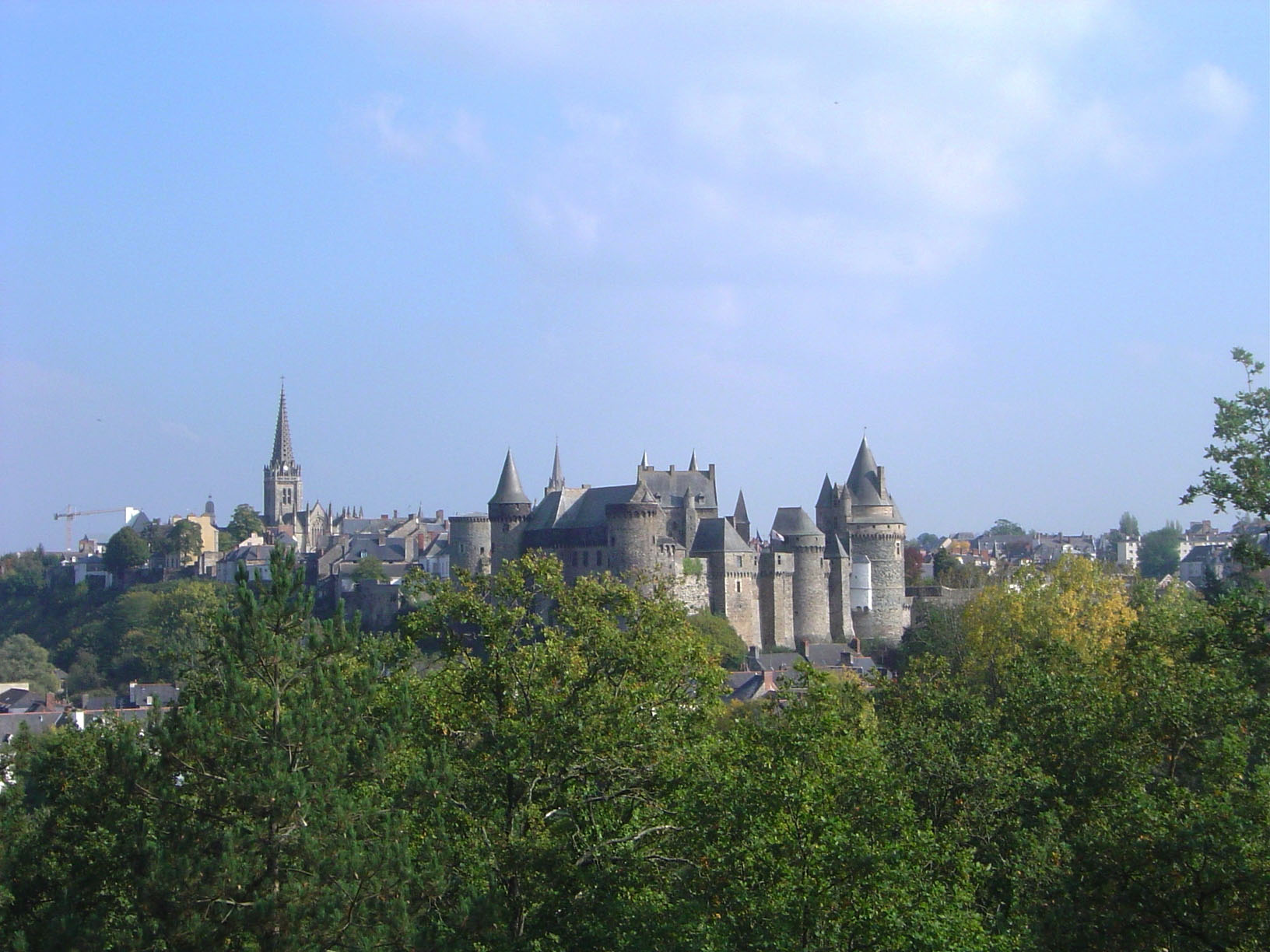
Le centre historique.

- Vitré est membre des villes et pays d'art et d'histoire depuis 1999
- Classée « Plus beaux détours de France »
- Ville lumière, lauréate 2000 du concours national pour la qualité des éclairages nocturnes du centre-ville pour une mise en valeur du patrimoine historique
- Lauréate en 2004 du concours LUR (Ligue urbaine et rurale) pour la qualité des entrées de ville (ZA de la Baratière)
- Marianne d'Or 1987, 2001 et 2011 pour la mobilisation et les actions menées en faveur de l'emploi
- Prisme d'Or 2001 pour la qualité de la réhabilitation de l'ancienne tannerie (rue Pasteur)
- « Avec le paysage pour héritage » Vitré a été récompensée par le Sénat en 2003 pour la qualité de l'aménagement de la traversée urbaine (de la place du Général de Gaulle à la place Saint-Yves)[217].
- En 2012, la qualité de la restauration de la tour de la Bridole a été récompensée par « Les Rubans du Patrimoine »[218].

### Expérimentations locales
Vitré a également été une ville-test pour :
- Les cartes Vitale qui ont été distribuées dès 1994 à Vitré car l'usine Oberthur Technologies qui fabrique ces cartes y est implantée[219].
- Vitré fait partie des 10 villes de France sélectionnées pour le programme E.P.O.D.E.[220] qui permet de lutter contre l'obésité des enfants.

## Économie
La ville de Vitré a profité très tôt de sa position enviable, à proximité de la 2 x 2 voies et autrefois, sur la route principale allant de Paris à la Bretagne. Les petites entreprises familiales se sont agrandies et emploient aujourd'hui parfois un nombre important de salariés dans de grandes zones industrielles. Le secteur tertiaire emploie, quant à lui, 5 890 personnes soit 52,1 % répartis surtout entre le commerce et les services aux entreprises.

### Emploi
Vitré est une ville qui concentre plus de 12 000 emplois soit le tiers du Pays de Vitré. Le taux de chômage est très faible comparé à la moyenne française (5,1 % au 1er trimestre 2012). Elle possède une pépinière d'entreprises de la chambre de commerce et d'industrie de Rennes.

### Industries
La ville et son pays se sont spécialisés dans l'industrie, dont notamment l'industrie agro-alimentaire. Ainsi, la Société vitréenne d'abattage (SVA – Viande Jean Rozé) est devenue la deuxième industrie du département avec près de 1 500 salariés, juste derrière PSA Peugeot Citroën. D'autres industries vitréennes sont connues comme la maroquinerie Texier et les chaussures Noël dont la filiale Argueyrolles fabrique depuis 2009 les bottes réglementaires de l'armée française.
L'industrie employait 4 643 salariés en 1999, ce qui représentait 41,1 % de la population active.

### Agriculture
L'agriculture est une activité peu présente sur la commune, avec seulement 1,3 % des actifs, dans un bassin toutefois très agricole.

### Tourisme
Le tourisme est un secteur d'activité peu développé hormis les musées et quelques magasins de souvenirs.

### Entreprises
Vitré a vu se développer de grandes entreprises, avec parfois de nombreux salariés, avec par exemple :
- SVA (Société vitréenne d'abattage Jean Rozé, une filiale du groupe Les Mousquetaires, un établissement d'abattage de bovins)[223] et abattoir de Vitré, agroalimentaire, 1 000 à 1 999 salariés ;

- Allflex, identification pour animaux d'élevage, 189 salariés ;
- Webhelp, centre d'appel, 200 salariés ;
- Les Délices du Valplessis ( aussi une filiale du groupe Les Mousquetaires), crèmes glacées, 150 à 230 salariés ;
- Entreprise Texier, maroquinerie, 300 salariés ;
- Société Laitière de Vitré, laiterie, 440 salariés ;
- Oberthur Card Systems, cartes à puce, 270 salariés ;
- BCM Cosmétique, produits cosmétiques, 400 salariés.

En 2002, Mitsubishi a licencié 541 personnes, puis l'entreprise a quitté le Pays de Vitré. Cependant, une bonne partie des anciens salariés ont retrouvé un emploi dans la région. En 2008, la concurrence de la Chine a fragilisé l'économie locale avec des licenciements dans les usines textiles comme Coudémaille (textiles pour enfants) et Sofail (vêtements pour adultes). Puis, la crise financière de 2008 a touché l'économie locale. Les nombreuses agences d'intérim ont vu leurs demandes baisser. Les entreprises sous-traitantes de PSA, comme Cooper Standard Automotive France, ont dû licencier 116 personnes, d'abord par chômage technique puis en les licenciant. D'autres entreprises textiles ou de chaussures comme Noël ont licencié également. Par ailleurs, l'entreprise Webhelp (centre d'appel) a été créée près de l'échangeur du Piquet à Étrelles, ce qui vise à diminuer le chômage des femmes et étoffer les offres d'emplois dans le secteur tertiaire. Vitré est la première région mondiale productrice de puces électroniques.

## Patrimoine et culture locale

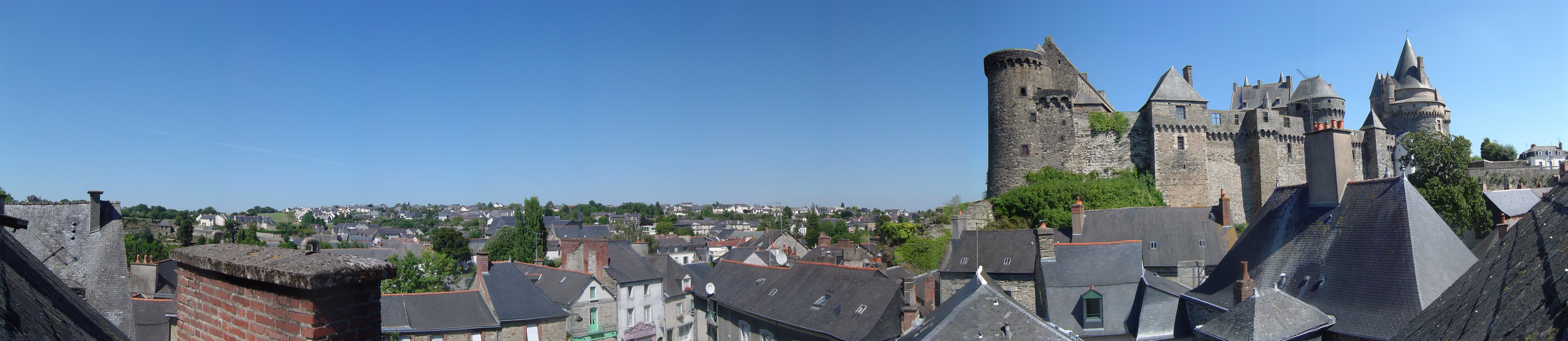
Une vue sur les quartiers nord de Vitré. À droite, le château de Vitré surplombant les faubourgs du haut de son éperon rocheux.

Le patrimoine de la ville est d'une très grande richesse. C'est une des villes de Bretagne qui a le mieux conservé son aspect d'autrefois avec ses maisons à porche ou à pans de bois (3e ville de Bretagne après Rennes et Vannes), ses remparts, son patrimoine religieux, ses vieilles rues, etc. Vitré est un parfait exemple d'une ville d'il y a 500 ans.
Vitré compte 72 monuments historiques et 99 bâtiments inventoriés.

### Châteaux guerriers ou d'agrément

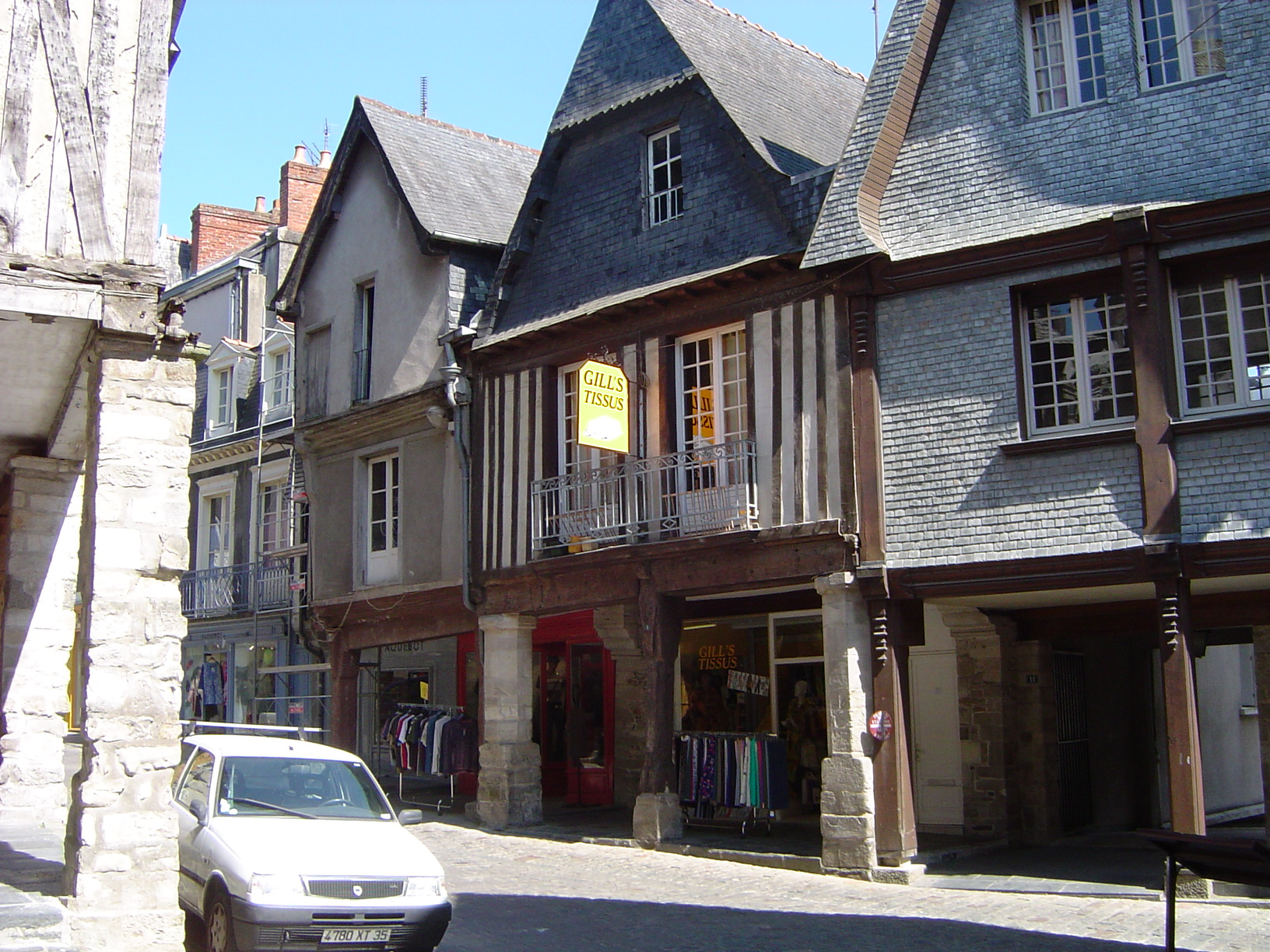
Rue de la Poterie avec ses maisons à porches.

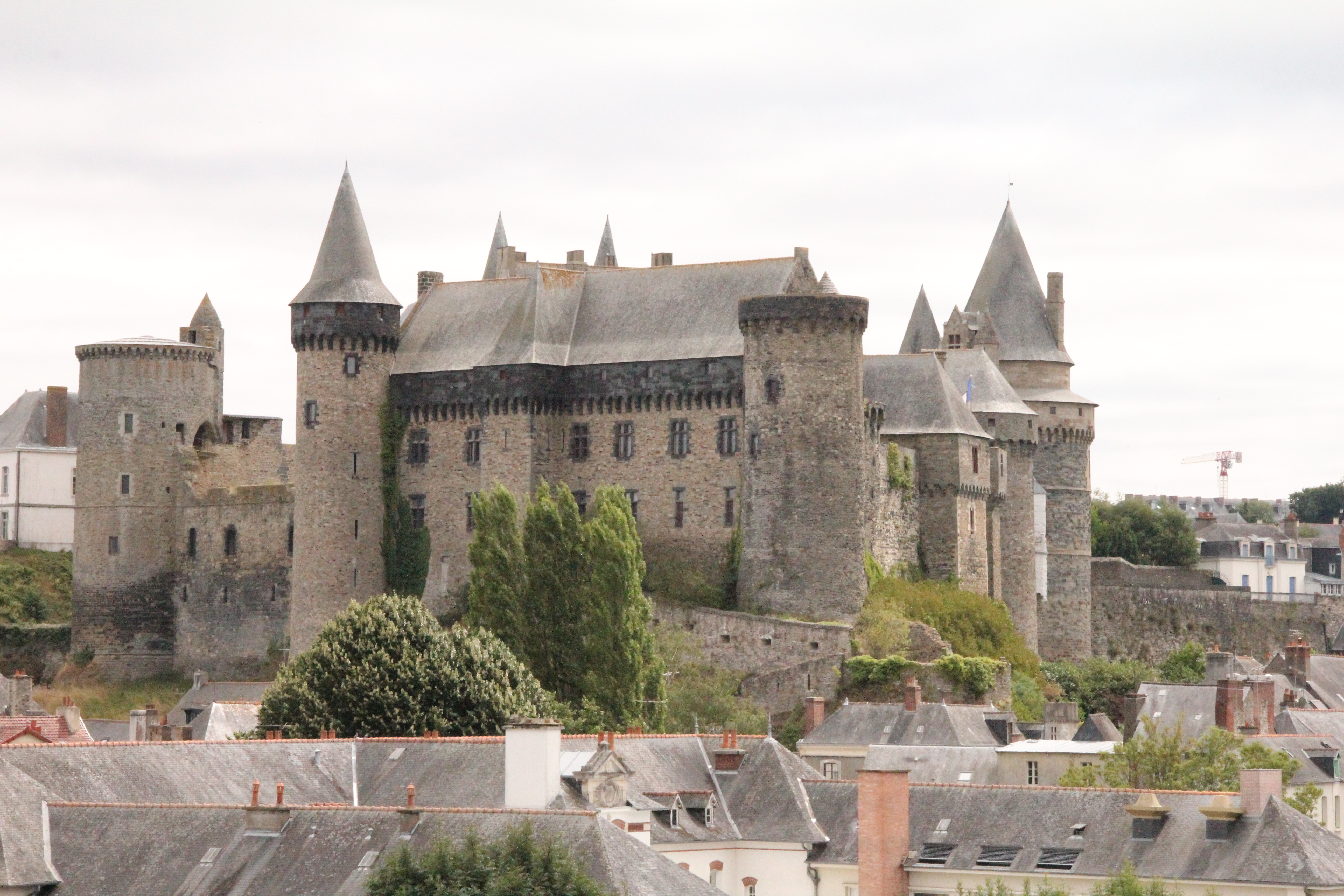

#### Château de Vitré
Le premier château en pierre a été construit par le baron Robert Ier de Vitré à la fin du XIe siècle. La ville l'a acheté en 1820 à la famille de La Trémoille.
Le site défensif choisi, un promontoire rocheux, domine la vallée de la Vilaine. Cet édifice, dont il subsiste encore un porche de style roman, succède à un château en bois bâti sur une motte féodale vers l'an 1000. Le baron André III, pendant la première moitié du XIIIe siècle, le rebâtit et lui donne sa forme actuelle, triangulaire, qui suit le sommet de l'éperon rocheux, entouré de fossés secs. La place actuelle était l'avant-cour ou basse-cour du château : là se trouvaient la collégiale Sainte-Madeleine, les écuries et les communs.
L'entrée est défendue par un pont-levis et un puissant châtelet flanqué de deux grosses tours à mâchicoulis. À l'angle sud se dresse le donjon ou tour Saint-Laurent, à l'angle nord-est la tour de la Madeleine, à l'angle nord-ouest la tour de Montafilant. Ces divers ouvrages sont reliés par une enceinte que renforcent d'autres tours.

#### Les remparts et les tours d'angles

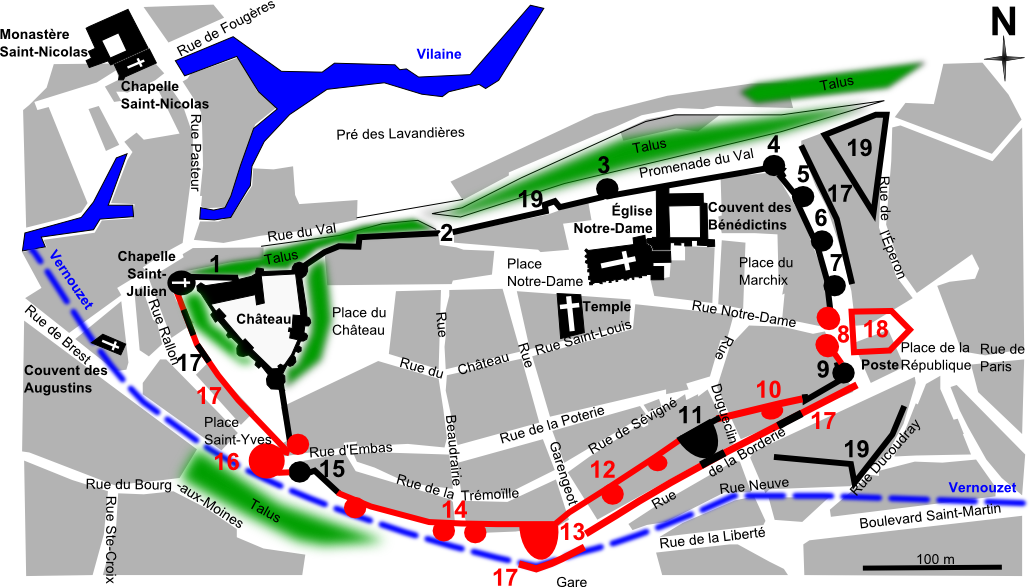
Plan des remparts de Vitré.

Une seule enceinte de remparts a été construite au XIIIe siècle. Il ne subsiste aujourd'hui que les remparts nord et est (la tour Rompue) ainsi que la muraille sud entre la tour des Claviers et la tour de la Bridole. Le reste des remparts sud ont été détruits lors du percement de voies dans le centre historique et lors de l'arrivée de la gare au milieu du XIXe siècle. Enfin, une partie de la porte d'Embas est encore debout. Cet ensemble de remparts est parmi les plus anciens et les mieux conservés de Bretagne.

#### Château des Rochers-Sévigné
Le château des Rochers-Sévigné, ancienne résidence bretonne de Madame de Sévigné, est un manoir gothique du XVe siècle situé à 7 km de Vitré vers Argentré-du-Plessis.

#### Château-Marie
Le château Marie est un édifice du XVIIe siècle, où séjourna également l'épistolière. Il possède un plafond à poutres apparentes peintes. Le Stade et le Jardin du Parc faisait partie de la propriété de la Princesse de Tarente, veuve d'Henri-Charles de la Trémoille, baron de Vitré et amie de Madame de Sévigné.

#### Hôtels particuliers
Vitré abrite également un riche patrimoine d'hôtels particuliers, principalement construits entre le XVe siècle et le XIXe siècle. On note ainsi le manoir de la Meriais, l'hôtel du Bât, l'hôtel Ringues de la Troussanais, l'hôtel de la Botte Dorée et l'hôtel de Sévigné.

### Les vieilles rues
Les rues de la Baudrairie, Poterie, d'Embas, etc. et les places du Marchix, Gare, Château, Notre-Dame montrent une architecture médiévale et haussmannienne.
Sur les 53 maisons à porches que compte la Bretagne, la rue Poterie en compte 9 et a la plus importante concentration de maisons à porche de la région. D'ailleurs, cette rue s'appelait autrefois « la Rue des Grands Porches ».

### Patrimoine religieux

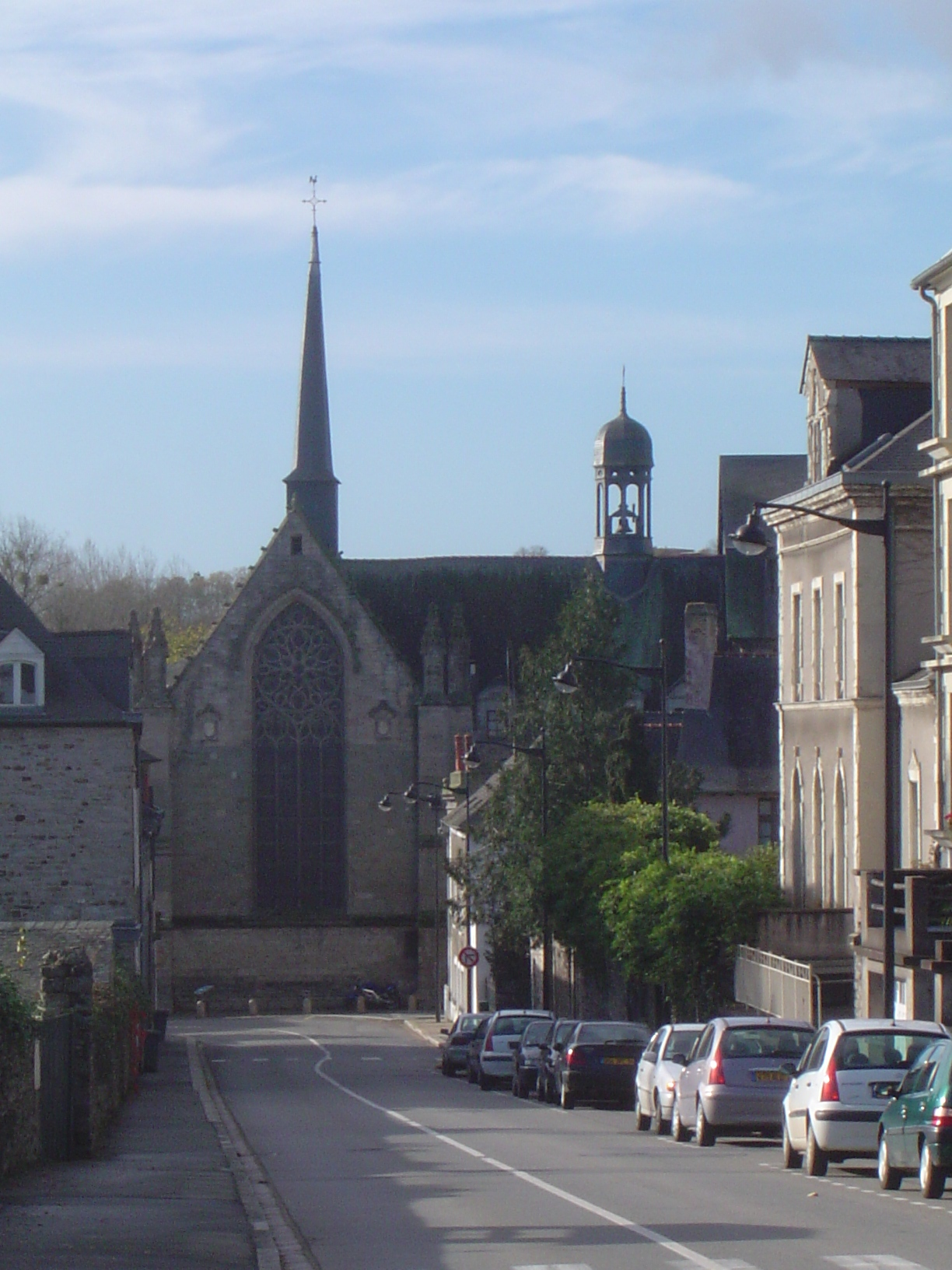
La chapelle Saint-Nicolas.
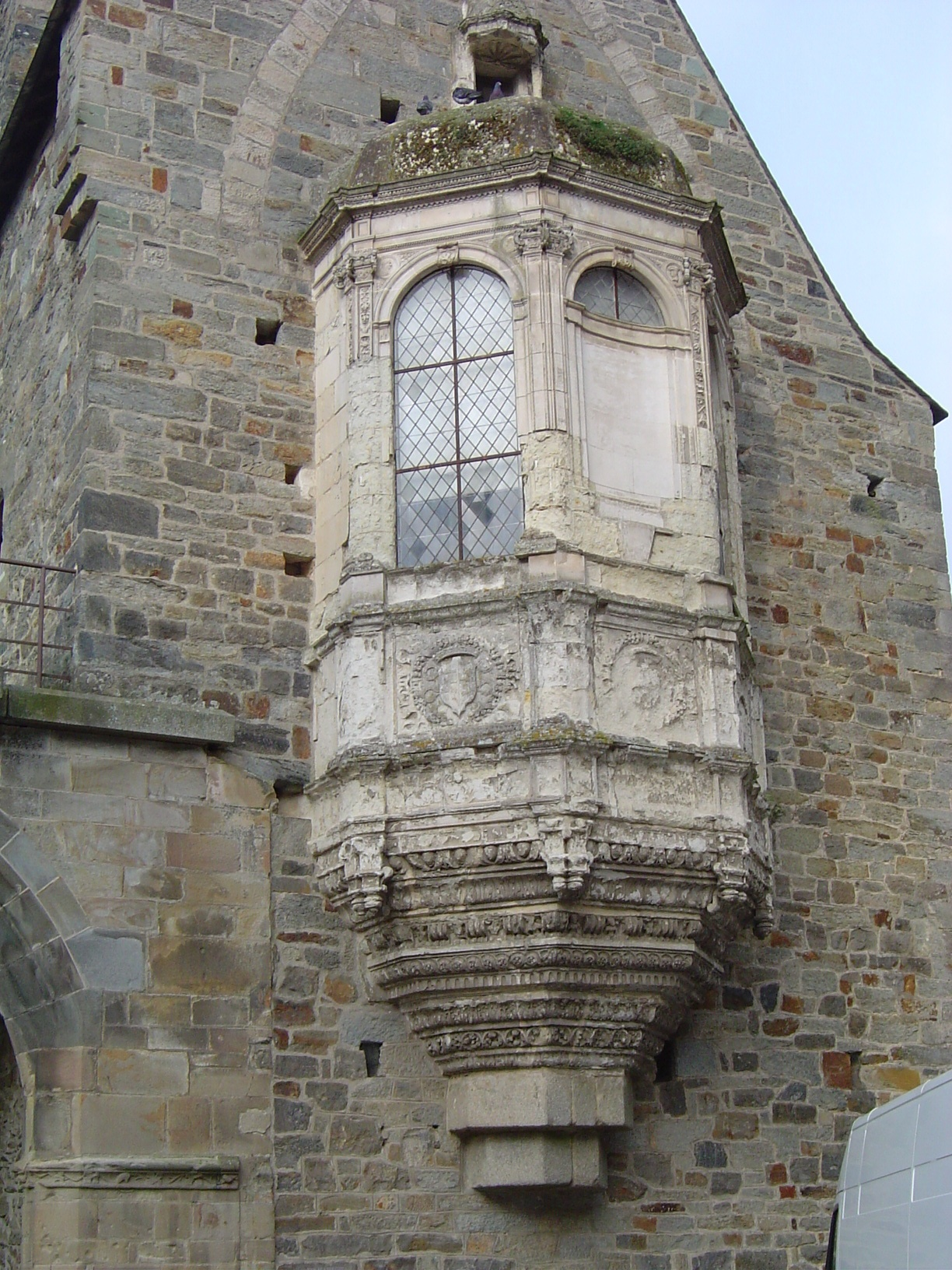
Absidiole Renaissance italienne dans le château de Vitré.
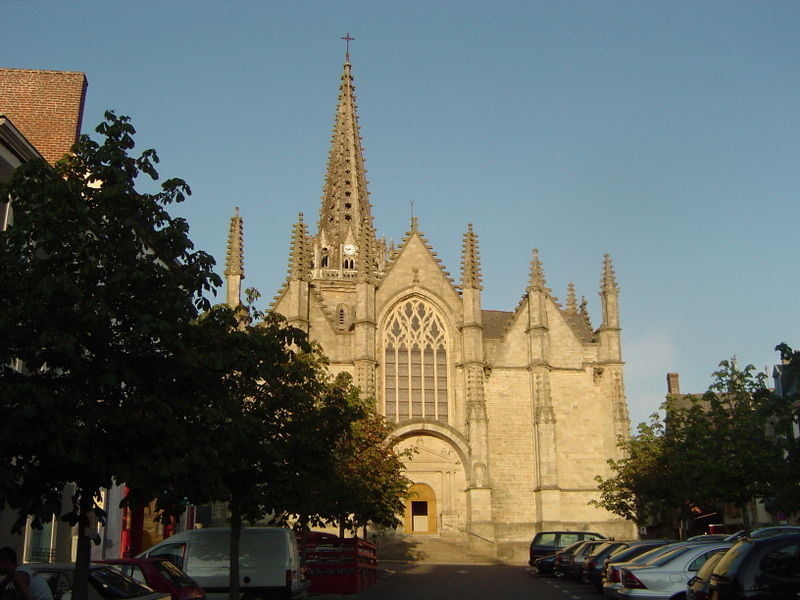
L'église Notre-Dame.
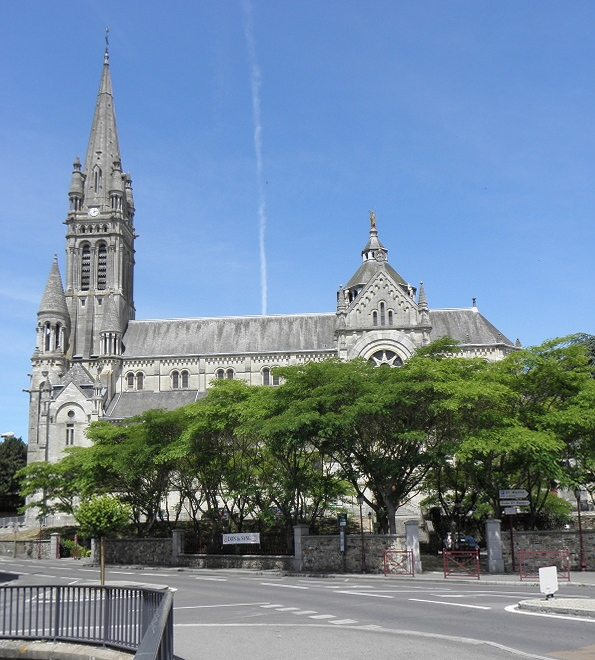
L'église Saint-Martin.
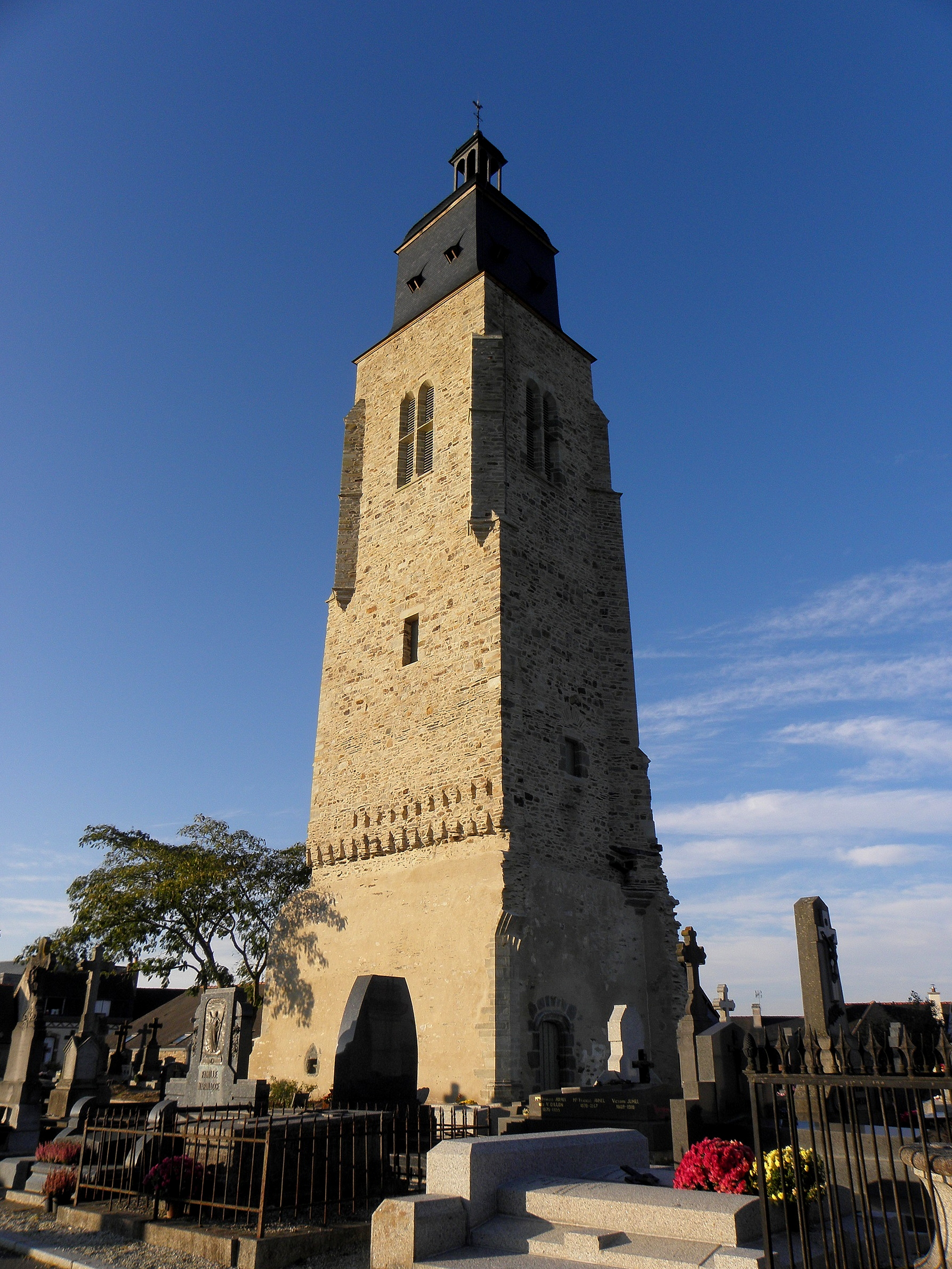
La tour du Vieux Saint-Martin.

- La chapelle Saint-Nicolas, à 500 m du château était la chapelle des hôpitaux Saint-Nicolas et Saint-Yves établis dans les faubourgs depuis le Moyen Âge.
- Le monastère Saint-Nicolas qui, bien qu'accolé à la chapelle, lui est bien postérieur. Construit à partir de 1657, il représente l'une des dernières traces architecturales des hôpitaux et de l'hôtel-Dieu de Vitré, l'un des plus anciens édifices du genre en France.
- L'église Notre-Dame a été fondée au XIe siècle par Robert Ier, véritable fondateur de Vitré. Au XIIe siècle, elle fut confiée à l'abbaye Saint-Melaine de Rennes et devient alors une église paroissiale. L'église Notre-Dame fait l'objet d'un classement au titre des monuments historiques depuis 1840.
- La tour de l'ancienne église Saint-Martin : l'église du XVe siècle a été détruite en 1897. Il subsiste une tour-clocher qui était considérée comme une des plus hautes de la province. La tour a été restaurée en 2013. Au pied de cette tour, le cimetière dit du « Vieux Saint-Martin » conserve en son sein des tombes artistiquement décorées. De par l'espace exigu, le cimetière « Saint-Gilles » a été créé sur la route de Bourgneuf-la-Forêt.
- L'église Saint-Martin : église néo-romane, bénite en 1885, œuvre de l'architecte Mellet.
- L'église Sainte-Croix : l'église Sainte-Croix est construite en 1672 à flanc de coteau. Elle a été modifiée en 1827.
- Le temple protestant : cet ancien temple a accueilli les États de Bretagne au XVIIe siècle. Aujourd'hui, il s'agit d'un lieu d'exposition nommé « La Salle du Temple ».
- Le prieuré des Bénédictins ou prieuré Notre-Dame : ce bâtiment jouxte l'église du même nom. Le prieuré a accueilli la sous-préfecture jusqu'en 1926. Le tribunal d'instance occupait l'aile ouest jusqu'en 2010. L'aile nord accueille depuis 2004 une antenne de la Maison des Cultures du Monde, devenue en 2011 le Centre français du patrimoine culturel immatériel.
- Le couvent des Augustins est construit en 1620 dont subsistent deux fenêtres gothiques, une cloison et des poutres peintes. Il se situe au carrefour direction Fougères/Rennes.
- La chapelle des Trois-Maries : elle est située en haut de la rue du Rachapt[233]. Le nom provient du culte des Trois Marie développé en Bretagne au Moyen Âge par Pierre de Nantes, qui fut évêque de Rennes, et issu de croyances tirées de la Légende dorée[234].
- Autres édifices : la ville recèle également un grand nombre de chapelles, oratoires, calvaires présents dans l'agglomération et en périphérie.

### Autres monuments notables

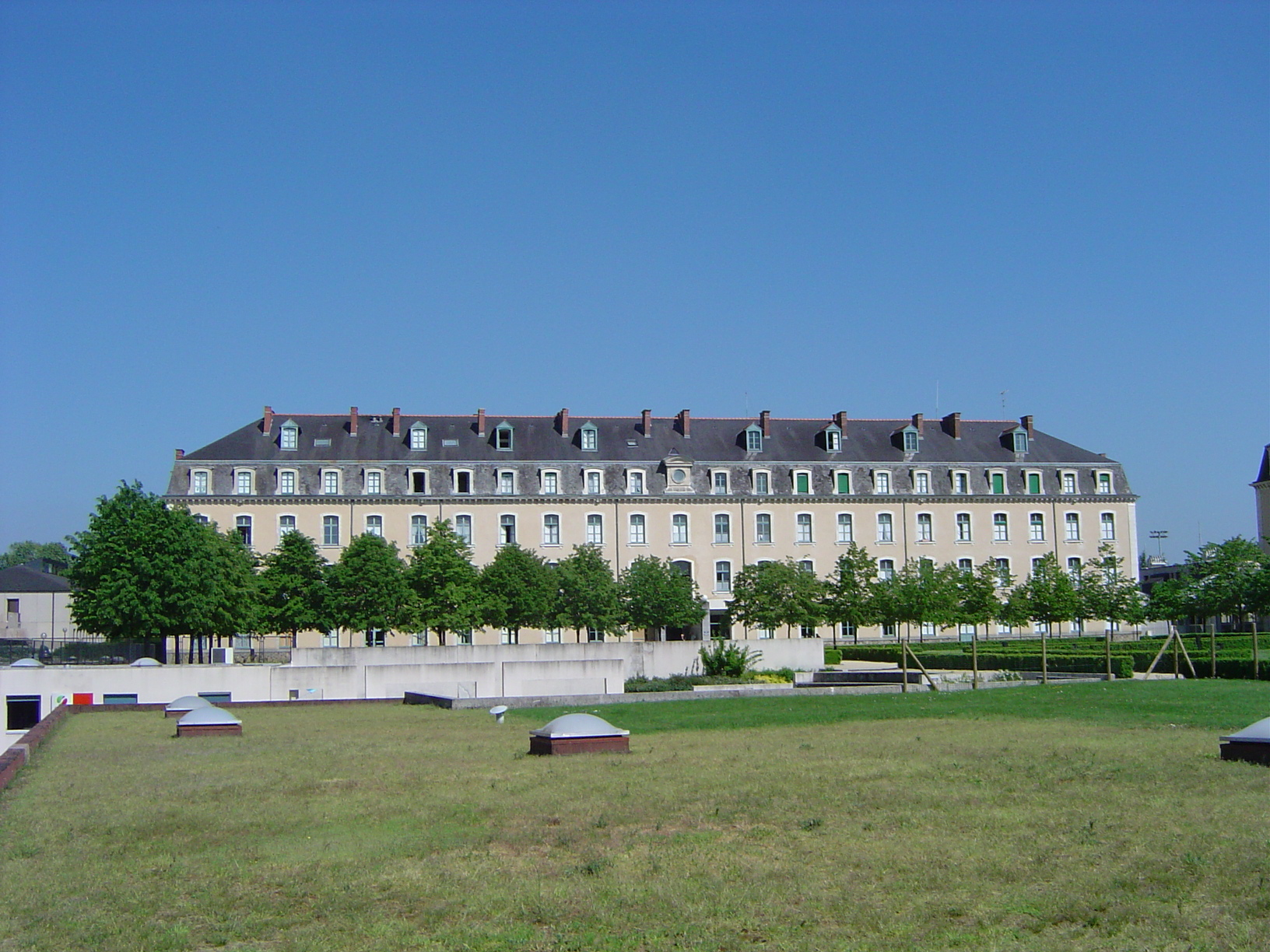
Aile est de l'ancienne caserne du d'infanterie.

- Gare de Vitré : les travaux de construction de la gare de Vitré commencent en 1855 et s'achèvent en 1857. Victor Lenoir est l'architecte de la gare de Vitré mais aussi de celle de l'ancienne gare Montparnasse à Paris. L'installation de la gare à proximité immédiate du centre historique a eu pour conséquence la destruction des remparts sud et une haussmannisation des quartiers intra-muros par l'ouverture de boulevards orientés nord / sud (rue Garengeot, rue Bertrand-d'Argentré, rue Duguesclin). Un faubourg médiéval datant du Moyen Âge a disparu. Il occupait l'actuel parking nord de la gare et allait jusqu'à l'église Sainte-Croix ; la rue de la Fontaine desservait ce quartier ainsi qu'une salle de jeu de paume.
- L'ancienne caserne du 70e régiment d'infanterie : l'ancienne caserne du 70e régiment d'infanterie est construite en 1874. Les militaires quittent la ville durant l'Entre-deux-guerres. Dans les années 1980, la ville décida d'en faire des appartements en grande partie pour les personnes âgées. En 1987, la municipalité a fait raser l'aile nord pour construire un centre commercial, malgré la lutte d'associations protectrices du patrimoine[235].
- Le Jardin du parc : un pluviomètre de style orientaliste est construit en 1885 sur une petite île. Un kiosque est construit en 1897 et est souvent utilisé par les militaires. La statue de Mme de Sévigné est située près du plan d'eau. Ce jardin à l'anglaise comprend des essences botaniques variées et rares[236] (principalement une collection de conifères : thuyas (dont un sujet de 22 m de haut et une couverture au sol de 1 800 m2), cyprès chauves, séquoias, cyprès, pins, tsugas, araucarias…).
- Le musée Saint-Nicolas : cette chapelle du XVe siècle conserve des peintures murales des XVe et XVIe siècles et abrite un musée d'art sacré (habits sacerdotaux, ornements liturgiques, orfèvrerie religieuse du XIXe et début du XXe siècle). Le maître-autel en bois doré est du XVIIIe siècle.

### Vitré dans la littérature et la peinture

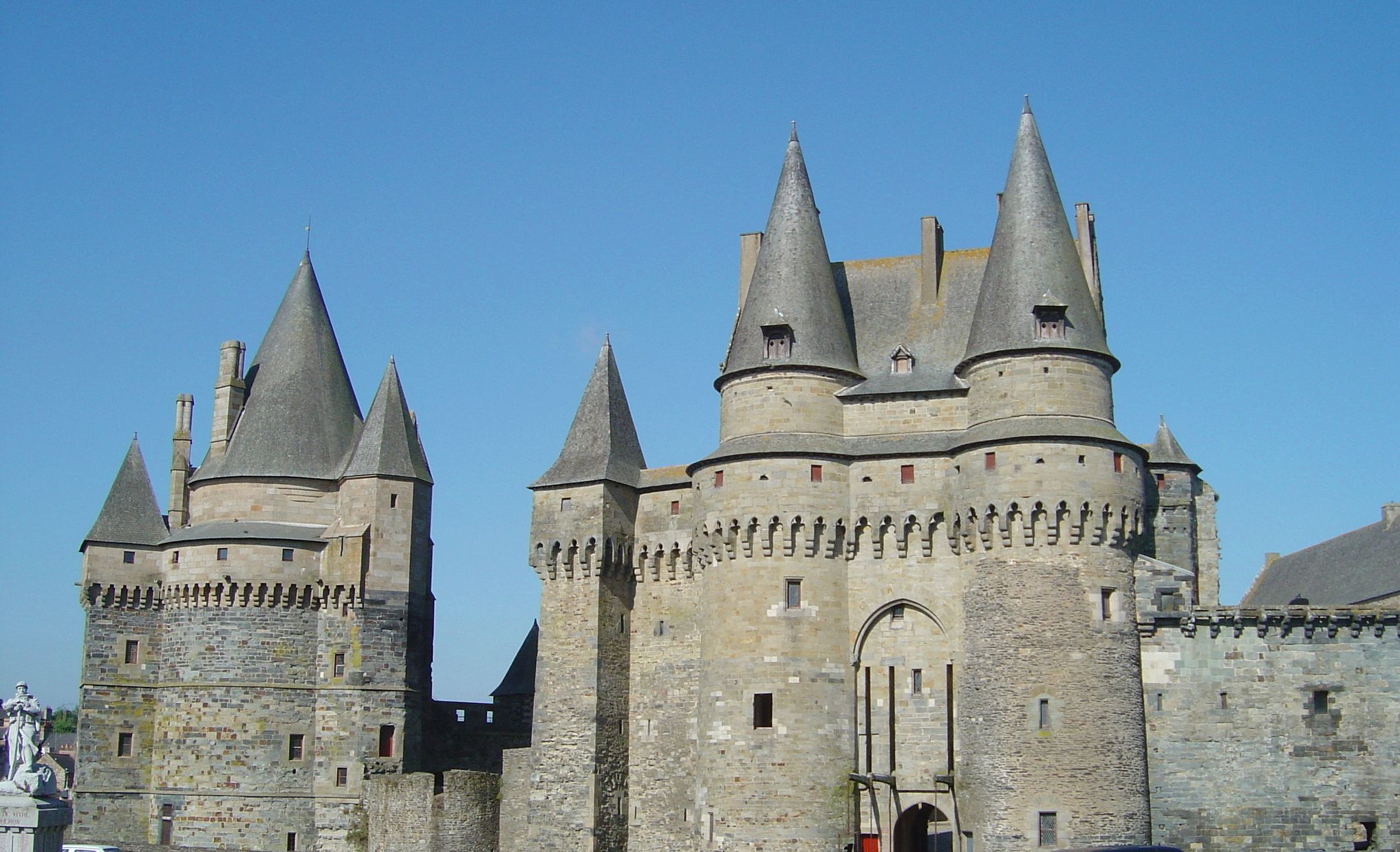
Château de Vitré vu de la place du Château.

Les références à Vitré sont nombreuses dans la littérature. En voici quelques exemples avec parfois de grands auteurs :
- Madame de Sévigné, célèbre épistolière, a précisément décrit dans ces fameuses lettres, la vie urbaine de Vitré au XVIIe siècle.
- Honoré de Balzac, Les Chouans, Chapitre premier—L'embuscade, (Le livre de Poche, pages 40–41).
- Victor Hugo : «  Nous venons d'essayer de réparer pour le lecteur cette admirable église de Notre-Dame de Paris. Nous avons indiqué sommairement la plupart des beautés qu'elle avait au quinzième siècle, et qui lui manquent aujourd'hui ; mais nous avons omis la principale, c'est la vue du Paris qu'on découvrait alors du haut de ses tours. C'était en effet, quand, après avoir tâtonné longtemps dans la ténébreuse spirale qui perce perpendiculairement l'épaisse muraille des clochers, on débouchait enfin brusquement sur l'une des deux hautes plates-formes, inondées de jour et d'air, c'était un beau tableau que celui qui se déroulait à la fois de toutes parts sous vos yeux ; un spectacle sui generis, dont peuvent aisément se faire une idée ceux de nos lecteurs qui ont eu le bonheur de voir une ville gothique entière, complète, homogène, comme il en reste encore quelques-unes, Nuremberg en Bavière, Vittoria en Espagne ; ou même de plus petits échantillons, pourvu qu'ils soient bien conservés, Vitré en Bretagne, Nordhausen en Prusse.  » Notre-Dame de Paris, livre troisième, chapitre II—Paris à vol d'oiseau.
- Gérard de Nerval, est venu à Vitré probablement en 1833. L'action de son roman Le Marquis de Fayolle se déroule d'ailleurs à Champeaux, Rennes et Vitré : «  Vitré est sans doute la ville de France qui a le mieux conservé sa physionomie du Moyen Âge. Elle a toujours ses vieux porches en bois à colonnes, à peine dégrossies enjolivées de sculptures ébauchés, ses maisons d'ardoises avec pignon sur rue, ses fenêtres étroites et bizarrement percées, suivant les caprices ou les besoins des nouveaux propriétaires...  » mais aussi dans L'auberge de Vitré, Pléiade, tome 1, pages 572-578 — nouvelle peut-être attribuable à Gautier ?
- Marcel Proust, Du côté de chez Swann, Flammarion, 1987, p. 526 et 529
- Pierre-Jakez Hélias, écrivain et poète, il a vécu à Vitré en 1945-1946
- Julien Gracq, a séjourné à Vitré et en parle dans l'un de ses livres.
- Louis Du Bois, historien et homme politique, a rédigé deux ouvrages sur la ville.
- Nicolae Grigorescu, peintre roumain du XIXe siècle, a fait de nombreux tableaux sur Vitré et la Bretagne dont « Intérieur à Vitré » et « Carrefour à Vitré »[237].
- Dans la première moitié du XXe siècle le peintre Geoffroy Dauvergne (1922-1977) a également fait de nombreuses peintures de la ville[238].

Œuvres de Nicolae Grigorescu peintes à Vitré
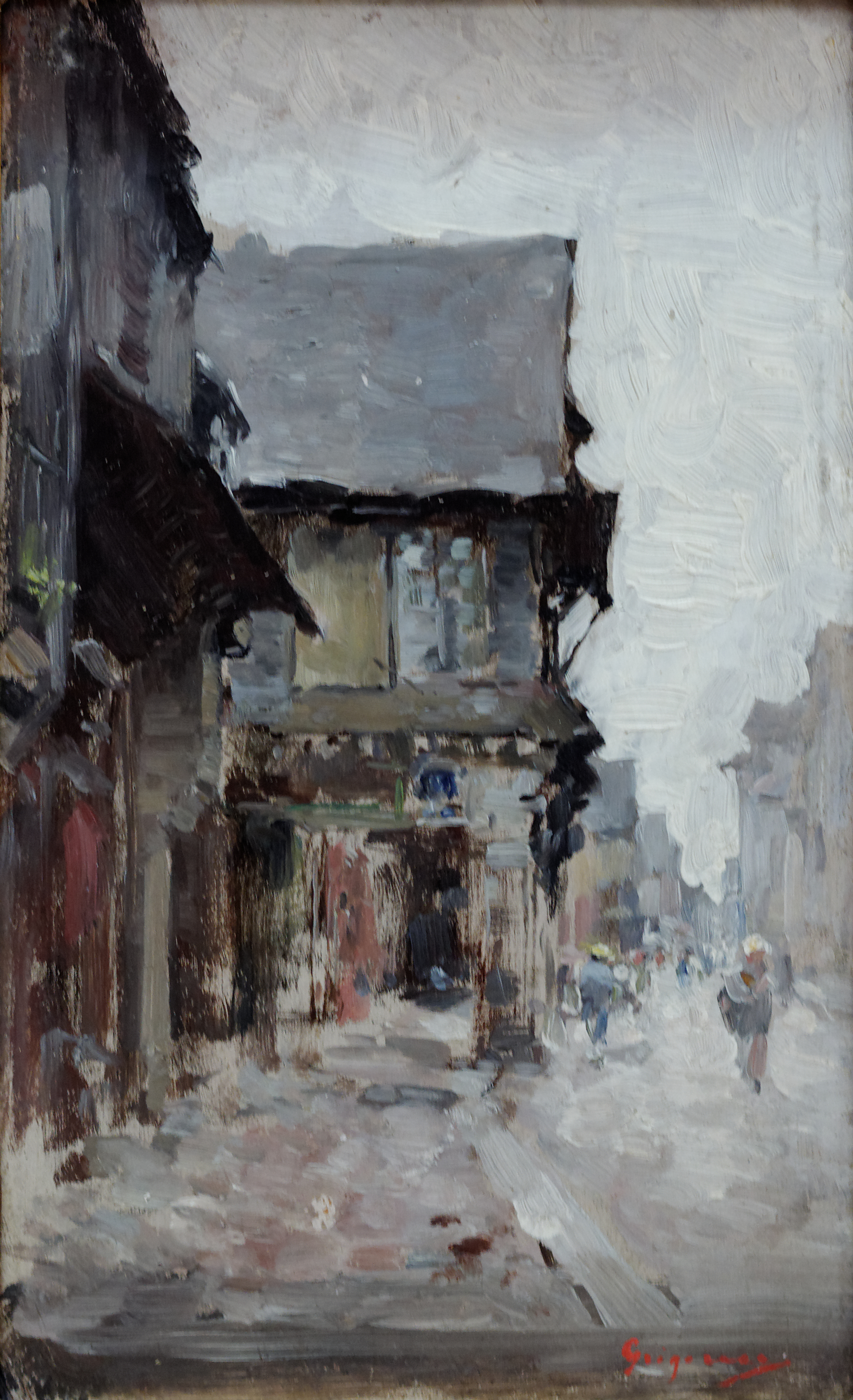
Maisons à Vitré, 1878-1887
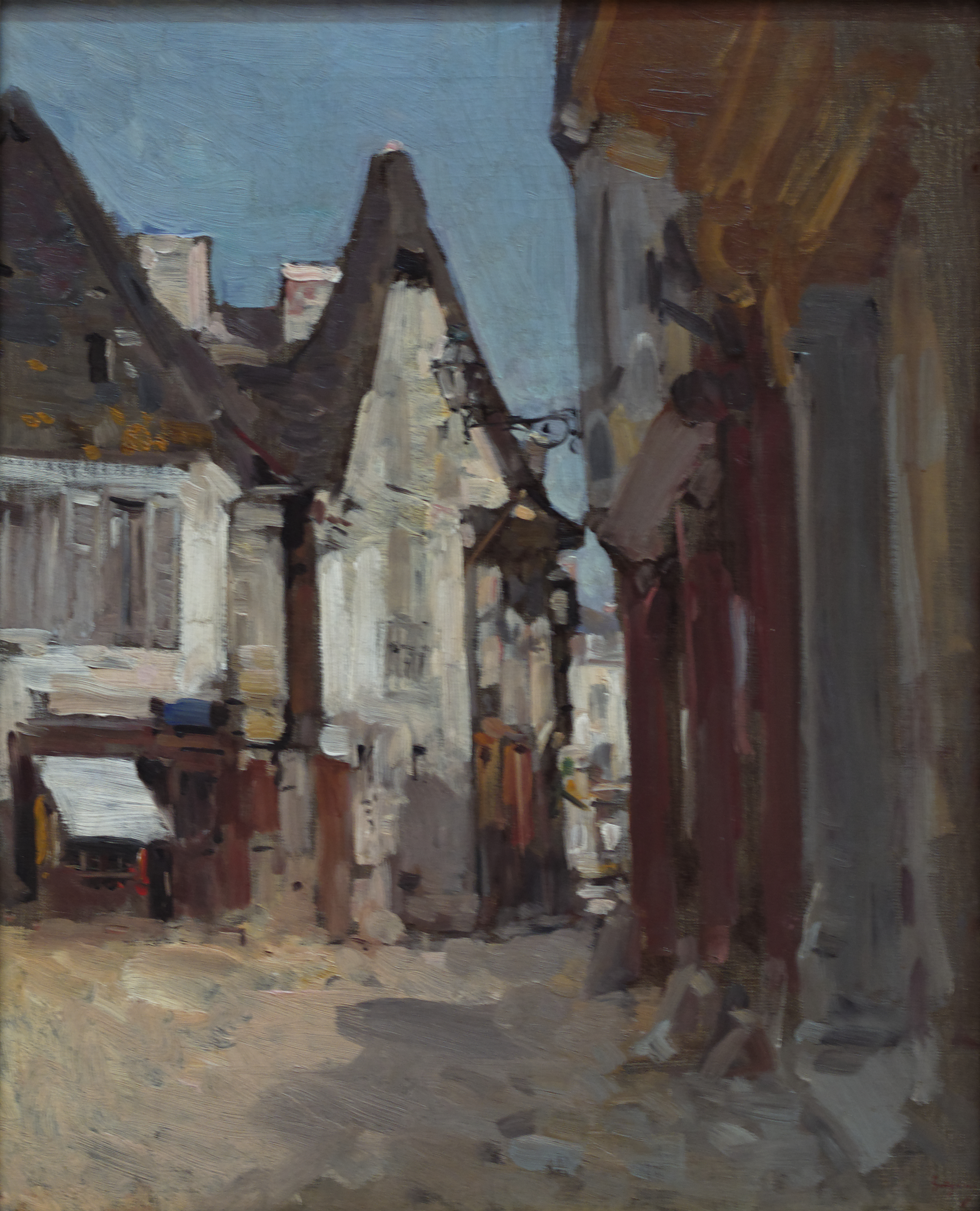
Carrefour à Vitré, 1876-1886
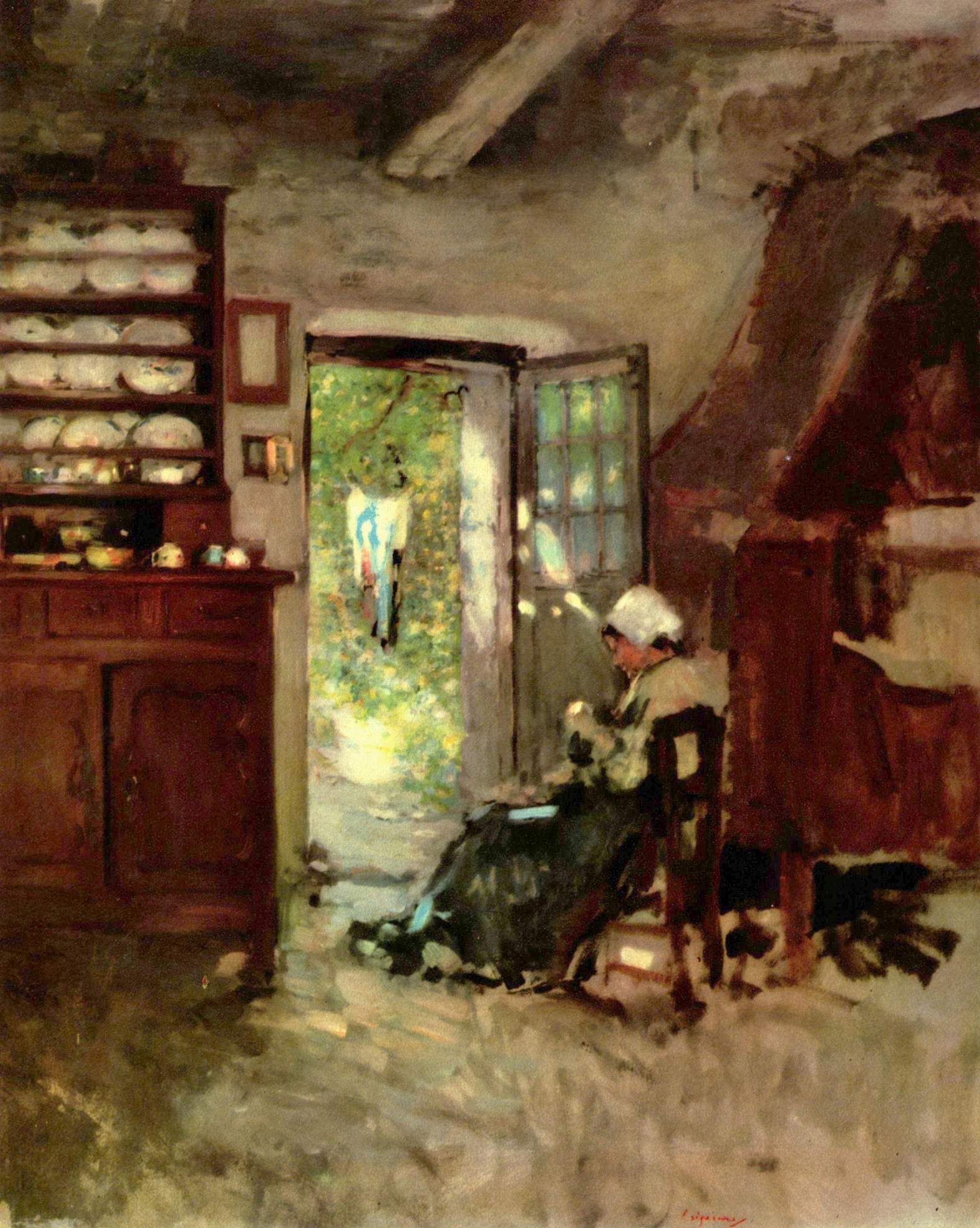
Intérieur à Vitré

### Vitré et la musique

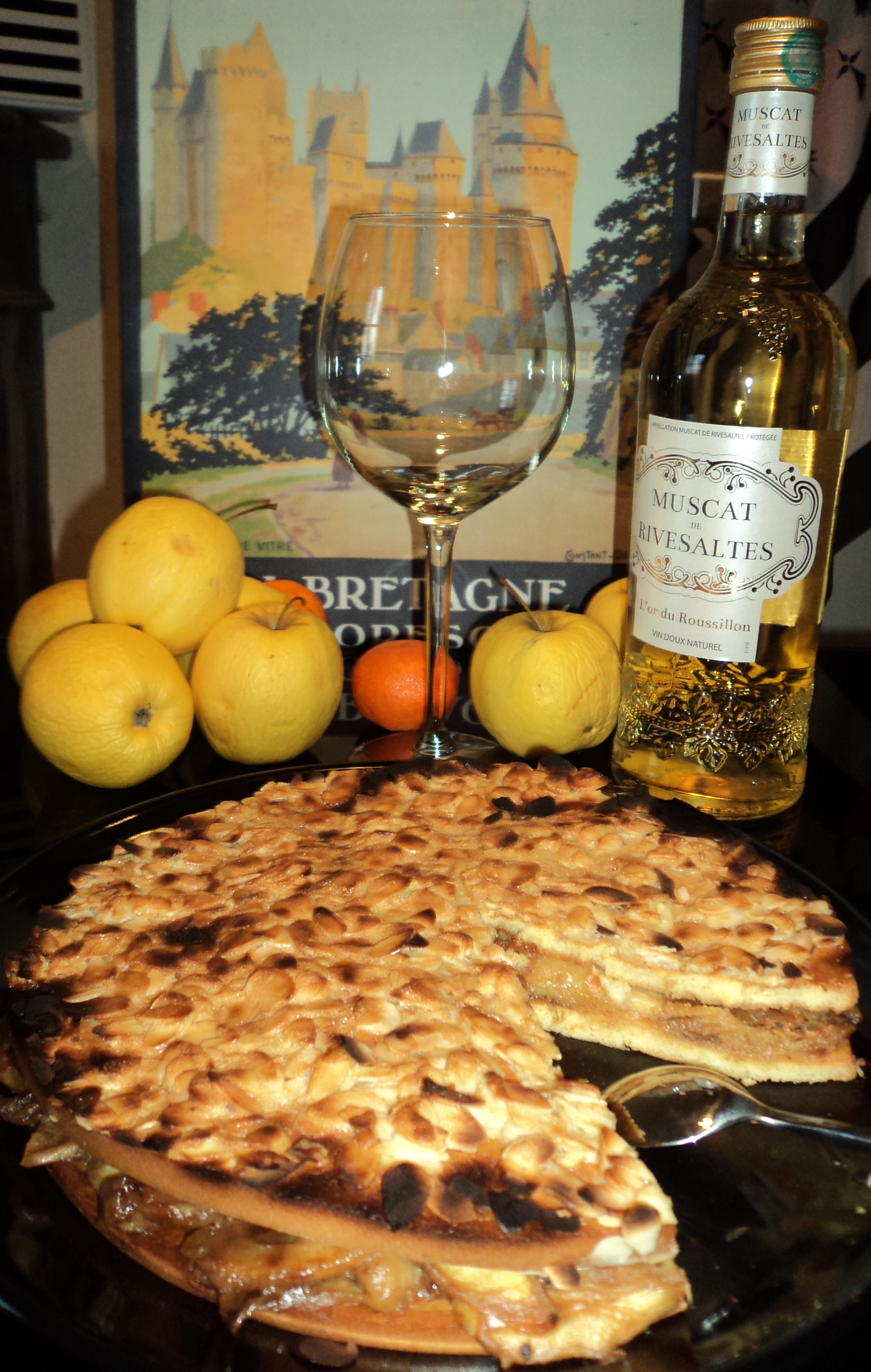
Le Vitréais.

La ville de Vitré organise tous les deux ans une soirée de concerts ouverte aux talents musicaux de Vitré et son pays dans le but de les faire connaître. Cette manifestation permet de valoriser la pratique musicale à Vitré et encourager la pluralité des musiques comme le rock, le métal, les reprises ou la variété française ou étrangère. Ensuite, un jury élit le groupe lauréat. Ce prix lui permet de gagner un stage pratique pour travailler ses morceaux, ses techniques de scène et de sortir un CD. « Tremplin musical : objectif scène » :
- Première édition, en 2001 : Kiemsa (rock-ska), parrainé par Ouarzazate System
- Deuxième édition, en 2004 : Les Vieilles Pies
- Troisième édition, en 2006 : La Girouette (chanson française)

Le clip du groupe Fake Another Brick, tube de 1985, a été tourné à la gare de Vitré.
Le 28 septembre 1991, une soirée concerts « Monsters of Death » consacrée à la musique hard-rock a eu lieu au Parc des Expositions, avec comme tête d'affiche, le célèbre groupe Motörhead, Massacre, Kreator, Udo, Rage, Loudblast, Entombed, Morgoth, Immolation, Squealer, Cycle Sluts From Hell, Fools, etc.

### Folklore
Au dix-neuvième siècle, les femmes portaient la coiffe Polka commune à la région de Rennes et de Fougères. Il s'agissait d'une coiffe plate nouée à l'avant et à l'arrière. La Polka se porte avec une coiffure particulière qui consiste à enfermer les cheveux dans une résille et d'y ajouter un ruban de velours. Une fois les femmes coiffées grâce au velours, elles pouvaient poser la coiffe. Un bagad féminin a existé à Vitré dans les années 1960. Le bagad du Pays de Vitré est basé à Argentré-du-Plessis, il se nomme « Bagad Dor Vras » et signifie « La Grande Porte » en breton. Il comporte 60 sonneurs en 2017.

### Gastronomie
Outre la fameuse galette-saucisse de Haute-Bretagne et les crêpes bretonnes, la ville de Vitré a deux spécialités. Il y a la Roulade Sévigné qui est une pintade farcie et le Vitréais qui est un biscuit aux amandes. On trouve également la baguette « Sévigné », baguette de pain aux graines de sésame.

### Festivals et évènements
- Carnaval des Gais Lurons : le plus grand carnaval de Bretagne.

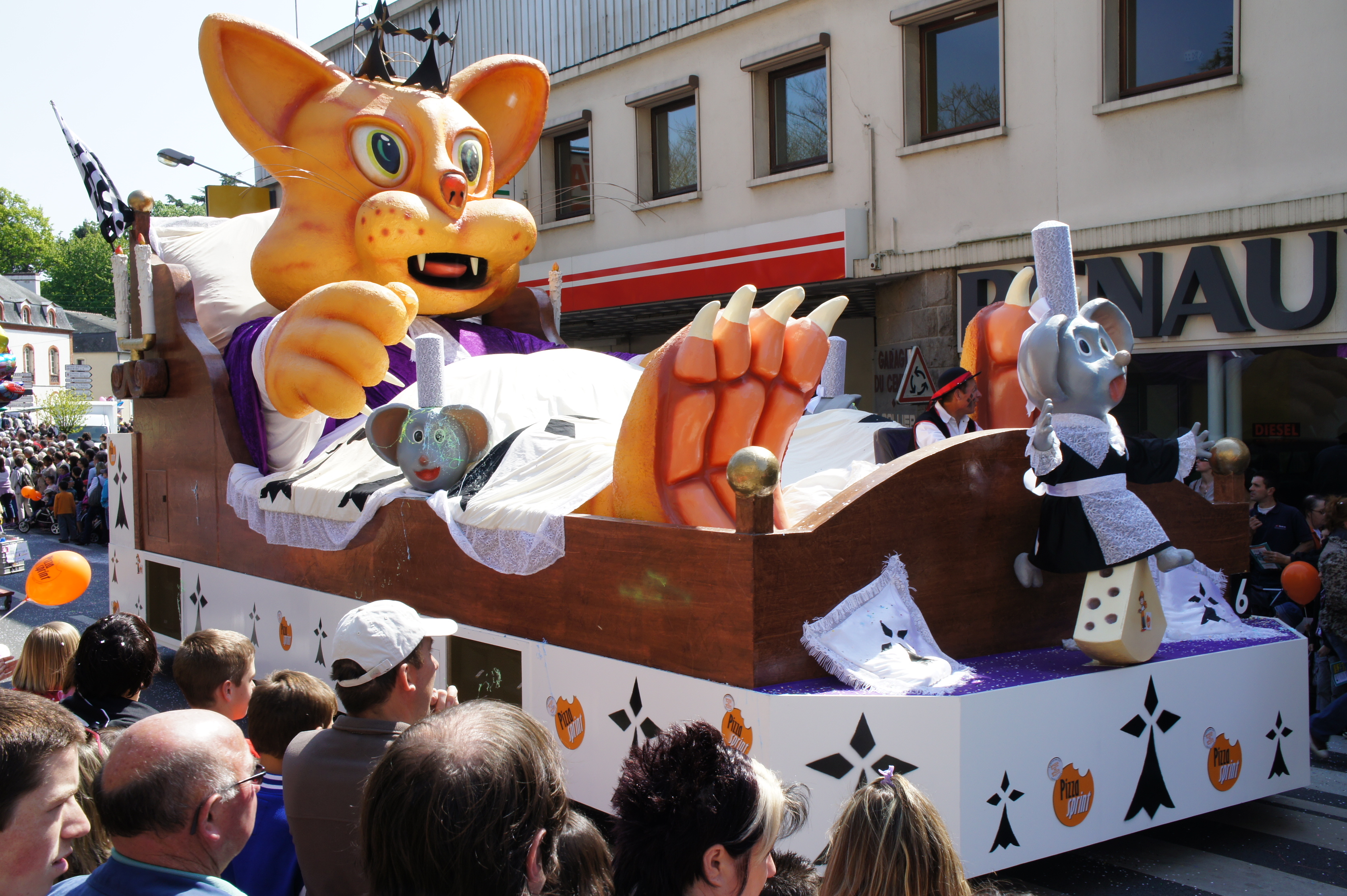
Défilé des chars en 2011.
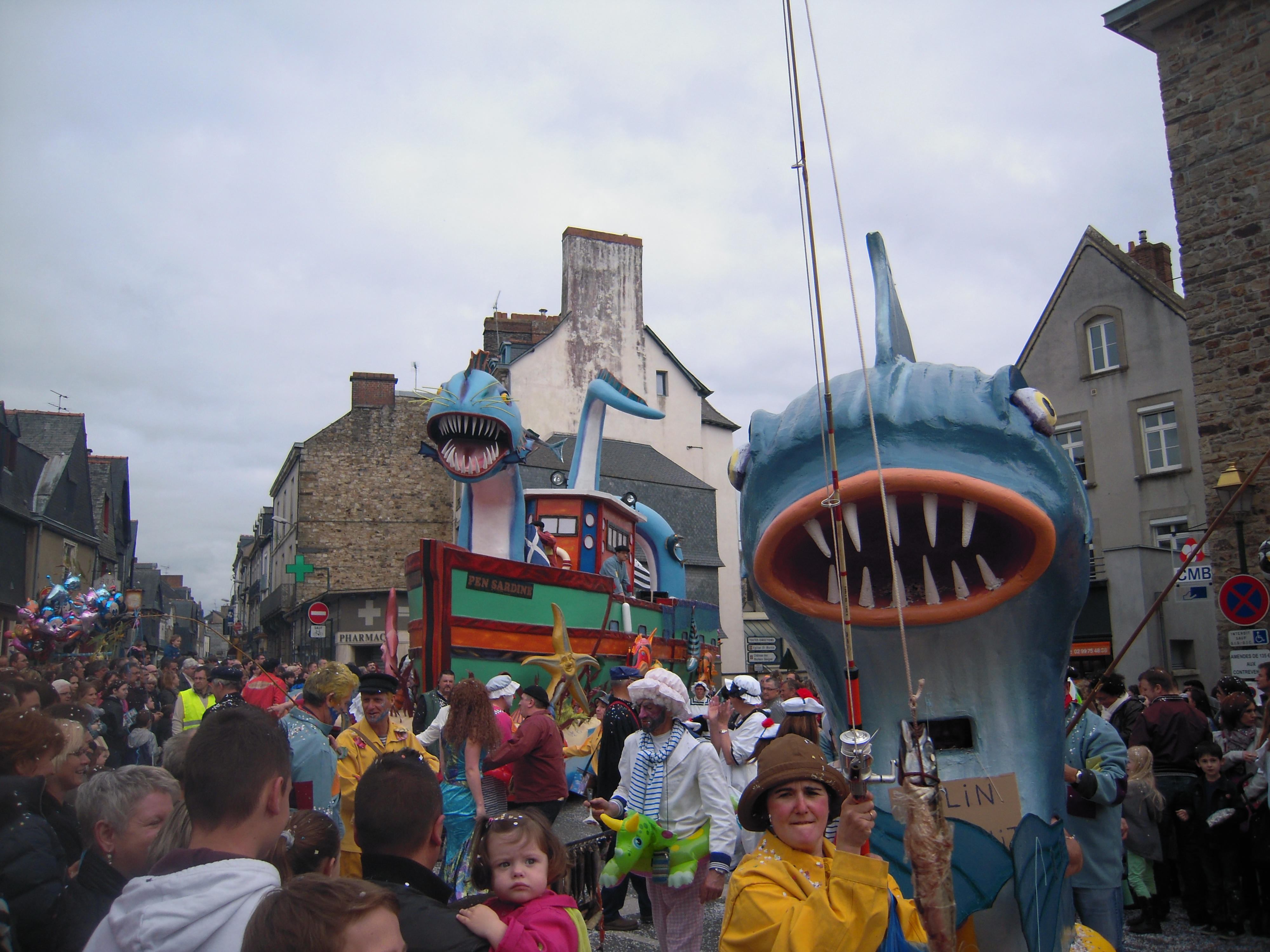
Défilé des chars en 2014.
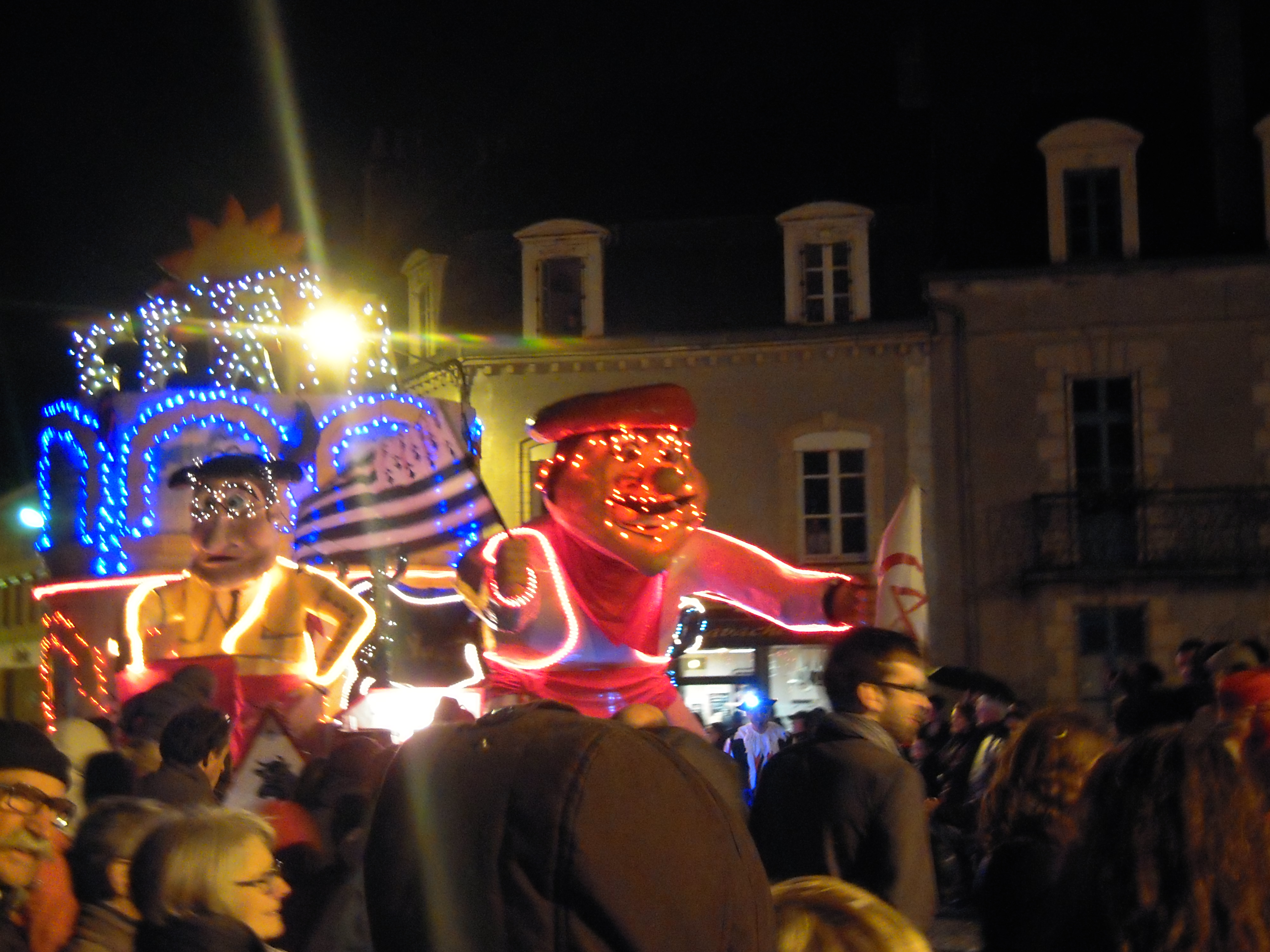
Défilé nocturne.

- Festivals
  - Festival « Jazz à Vitré » : concerts de jazz dans les bars, dans la rue, dans des salles de concerts.
  - Festival de l'imaginaire : organisé par les Maisons des cultures du Monde, offre des spectacles inédits en France. Ce festival est une scène ouverte aux peuples et à leurs formes d'expression les moins connues ou les plus rares.
  - Festival « Les Sportiviales » : culturel et sportif organisé par l'association La Vitréenne et soutenu par la Ville de Vitré. Des tournois, des démonstrations sportives, des conférences, des animations en ville.
  - Festival « Don Jigi Fest » : musiques électroniques, reggae et rap, organisé par l'association Crions de Couleurs depuis 2010[247],[248].
  - Festival « Tour de Jeux » : festival de jeux de société organisé par l'association les Score-Pions, qui se tient le premier week-end de juillet sur la place du château de Vitré.
- Cyclisme
  - Course cycliste « Route Adélie » : cette course qui a lieu dans tout le Pays de Vitré compte pour la Coupe de France. Elle est organisée par le Comité d'animation cycliste du pays de Vitré et sponsorisée par la Ville de Vitré et l'entreprise de crèmes glacées « Les Délices du Valplessis ». Une centaine de coureurs, dont certains de haut niveau participent, à cette épreuve.
  - Vitré a été ville étape du Tour de France en 1985, 1995, 2000 et en 2006.
- Patrimoine
  - Printemps des Musées
  - Journées du Patrimoine
- Autres évènements

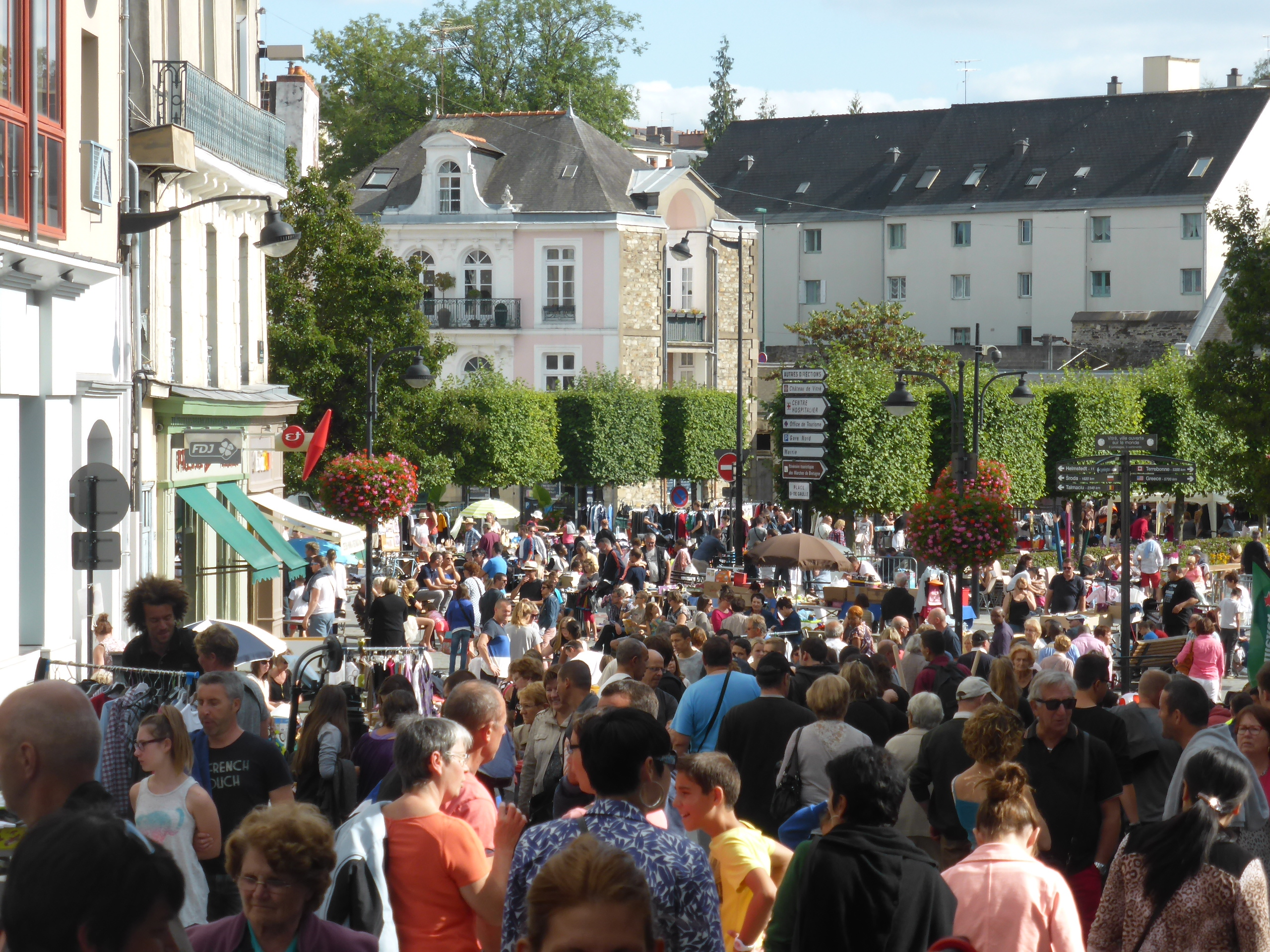
Grande braderie de Vitré en 2015.

- - Spectacle sons et lumières au Château de Vitré (juillet) :
    - « Bretagne en Marche… » (2001-2003)
    - « L'extraordinaire voyage d'un Vitréen autour du Monde » - Pierre-Olivier Malherbe (2005-2007)
    - Spectacle d'animations en sons et lumières (été 2011)

  - Vide-grenier (1er dimanche de septembre), attire des dizaines de milliers de personnes chaque année
  - Marché de Noël
  - Marché du lundi
  - Marché des produits frais le samedi.

### Héraldique
| Blason | Vitré - De gueules au lion d'argent, couronné d'or et armé de sable - Armes enregistrées par d'Hozier, garde de l'Armorial Général, en exécution de l'Édit de 1696, voir le blason sur l'Armorial Général de France:. |
| Logo   | Ancien logo de Vitré - « Vitré » est écrit en caractère gothique, ce qui rappelle le patrimoine historique et médiéval particulièrement riche de la ville. - La couleur verte de la police fait référence à une ville proche de la nature et située dans une région bocagère. - « Vitré » est souligné par un trait de couleur rouge, symbolisant le dynamisme économique et démographique.                                                 |
|        | Logo actuel de Vitré - « Vitré » est écrit en caractère typographique qui s'inspire de l'art nouveau du XIXe siècle, ce qui rappelle l'empreinte que cette époque a laissée sur la ville. - La couronne dorée du lion prend la place de l'accent du E. - Le blason de la ville se retrouve en demi-forme dans le R. - La couleur noire rappelle discrètement la Bretagne. - On y retrouve également les déclinaisons en gallo et en breton. |

## Sports
Vitré est reconnu comme une ville sportive avec 38 associations sportives, 4 900 licenciés dont 2 800 inscrits en compétition et environ 1 500 scolaires.
La ville propose de nombreuses activités comme le bowling, le laser game (Laser Adventure), ainsi que des clubs de sports.

### Les équipements sportifs
Les équipements sportifs sont nombreux et permettent de pratiquer plus de quarante activités différentes. La ville de Vitré possède :
- quatre complexes sportifs (avec terrains de football, tennis, basket, gymnases, etc.),
- deux terrains de rugby,
- une piscine intercommunale disposant de deux bassins sportifs dont l'un avec plongeoir normé de 1 mètre (tremplin Maxiflex-B), un bassin ludique, aquaboggans, jeux d'eau, sauna). Dès 2006, l'établissement comptabilisait 150 000 entrées public, 60 000 entrées scolaires et 20 000 participations aux activités,
- une piste de skateboard, de cross,
- un hippodrome,
- un terrain pour le tir à l'arc,
- un centre départemental de gymnastique,
- un dojo pour le judo,
- un stade municipal de 3 500 places,
- un CRAPA (circuit rustique d'activités physiques) au Bois des Rochers près du château des Rochers-Sévigné,
- un parcours de golf de 18 trous.

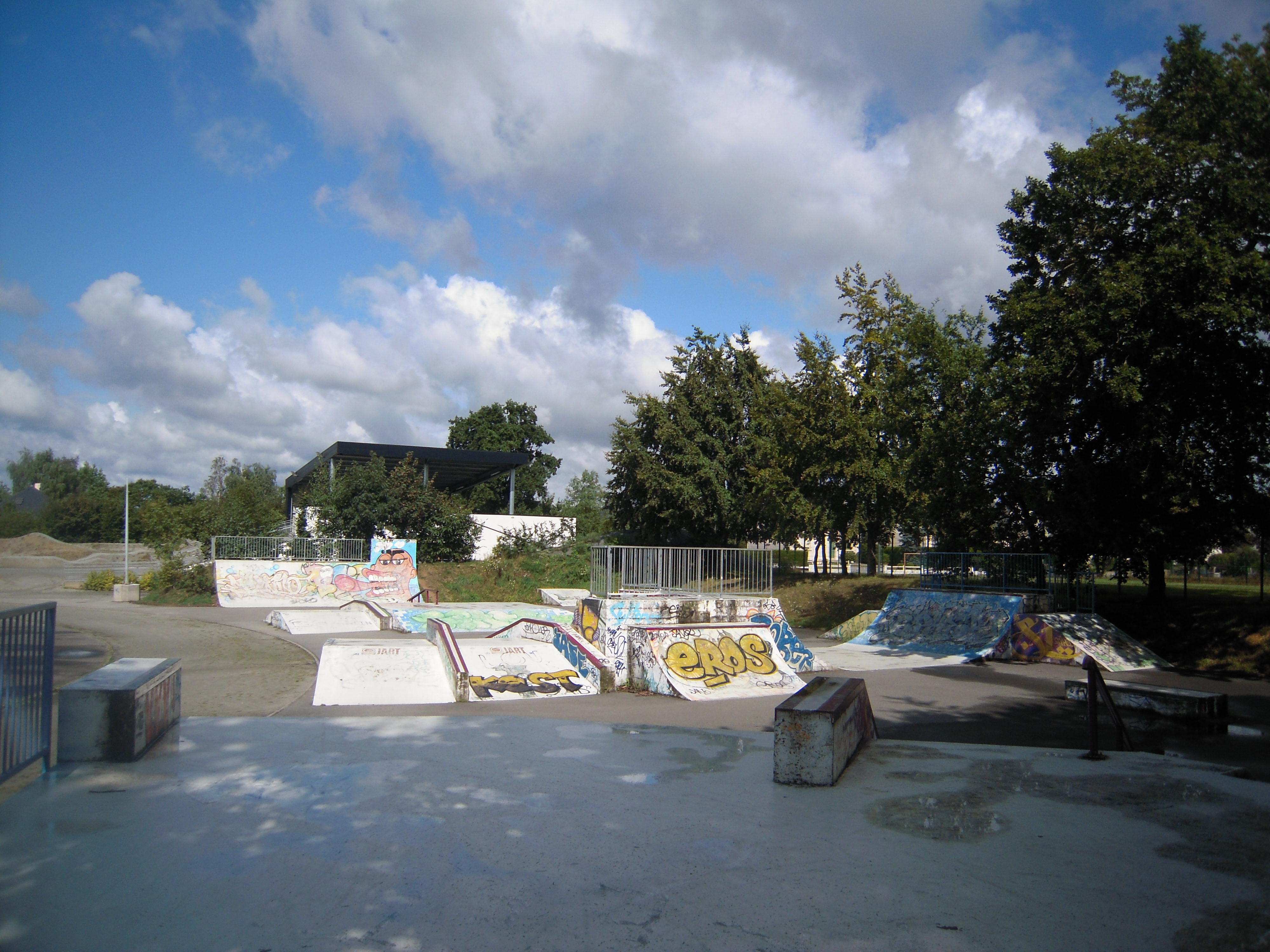
Skateparc de Vitré.
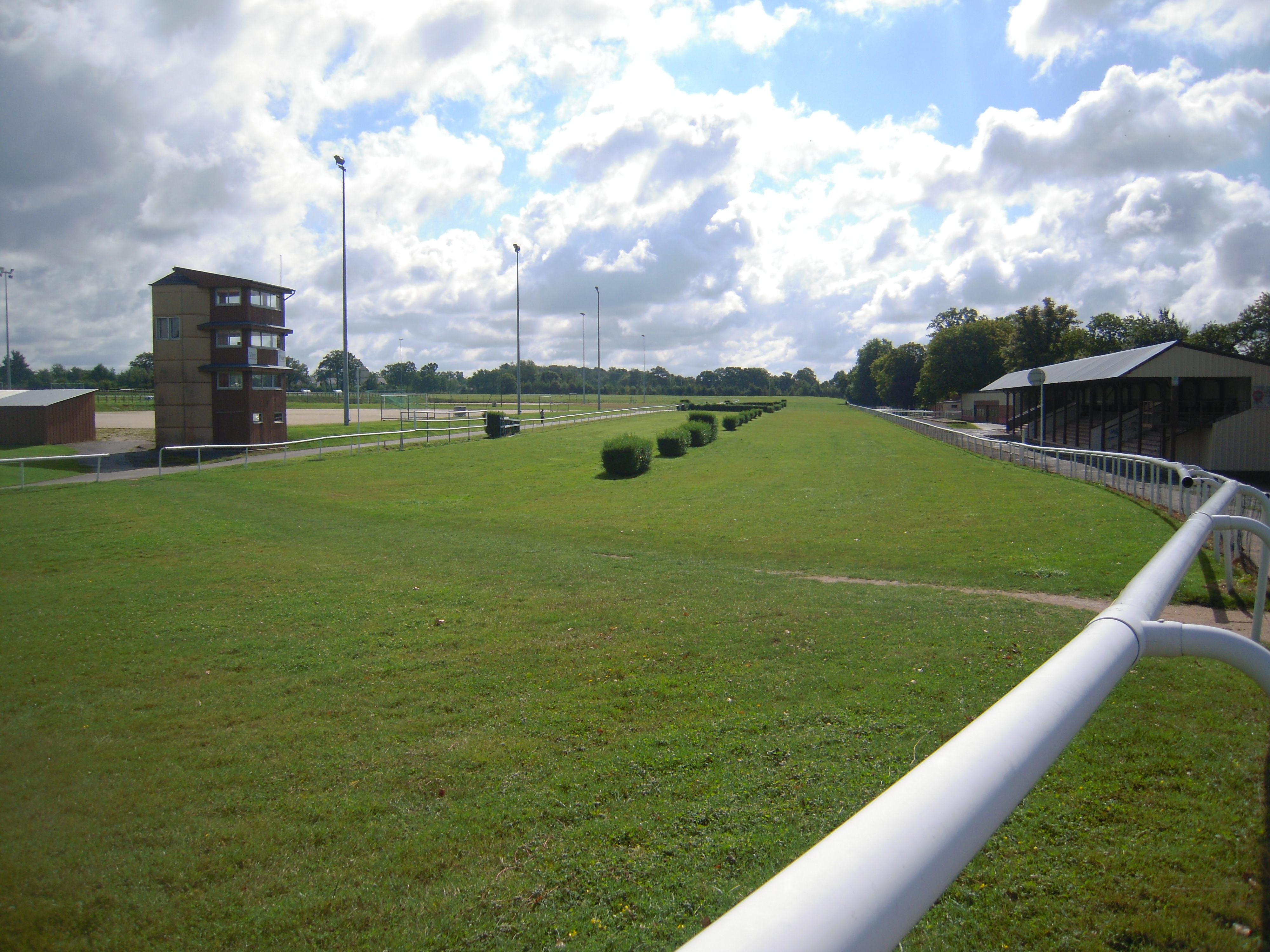
Hippodrome St-Étienne.

### Les clubs
L'activité sportive de Vitré est rythmée principalement par 3 clubs même si presque tous les autres sports y sont représentés :

#### L'Aurore Basket de Vitré
L'Aurore de Vitré, créée en 1908, compte environ 1 200 licenciés. En 1986, le club arrive au niveau de l'« Excellence Région » et a progressivement atteint la Nationale 1 en 2001. Désormais, l'Aurore Basket est 1re dans la hiérarchie sportive bretonne. À noter que l'Aurore de Vitré est le premier club de l'Ouest en nombre de licenciés. Le club dénombre 442 joueurs pour 41 équipes dont 5 équipes qui évoluent sous les maillots de l'Union de Basket du Pays de Vitré. Cette structure rassemblant 11 clubs locaux permet d'éviter l'évasion des meilleurs éléments tout en contribuant à leur émulation. Une initiative inédite en France à sa mise en place, en 1995. La dynamique de l'équipe de Nationale 1 gagne non seulement l'ensemble du club, les entraîneurs bénévoles mais aussi tous les passionnés et supporters. Les matches de l'Aurore-basket sont suivis chaque weekend par 700 à 800 spectateurs en moyenne.

#### AS Vitré
L'Amicale sportive de Vitré est un club de football amateur fondé en 1907. Le club évolue depuis 2022 en National 3, en 5e division. Les joueurs, surnommés les Sang-et-Or, ont connu une certaine médiatisation nationale en raison d'épopées en Coupe de France, dont un quart de finale perdu face au FC Nantes en 2019. Par ailleurs, même si la rivalité est aujourd'hui apaisée en raison des nombreux échelons qui séparent les deux équipes, le football vitréen a profondément été marqué par un derby de l'AS Vitré et de La Vitréenne FC, autre club de la ville, entre 1999 et 2013 notamment.
| Compétitions nationales | Compétitions régionales |
| --- | --- |
| - Championnat de France D5 (CFA 2, National 3) (1) - Champion en 2005 - Vainqueur de groupe en 2013 - Coupe de France - Meilleure performance : Quart de finale en 2019 - Autres résultats : Huitième de finale en 2006 et 2009 | - Coupe de Bretagne (3) - Vainqueur en 1988, 2013 et 2016 (réservistes). - Finaliste en 1989. - Division d'Honnneur Bretagne (1) - Champion en 1991. |

#### La Vitréenne FC
La Vitréenne Football Club a été fondé en 1973 par quinze licenciés. Avec six montées successives, La Vitréenne FC évolue dès 1979 en promotion d'honneur. Au cours des années suivantes, le club voit la naissance d'équipes de jeunes et d'une équipe de football. En 2009, La Vitréenne compte plus de 400 licenciés. Le club est dirigé par un bureau élu de 25 personnes, dont est issu un comité directeur de 8 membres qui a le pouvoir décisionnaire. L'accession en CFA 2 a obligé le club à se doter d'une structure comptable. Le club évolue actuellement en Division Supérieure Régionale (D8).
Palmarès
- 1993 : accession DRH
- 1994 : accession DSR
- 1998 : accession DH
- 1999 : accession CFA2
- 2001 : accession CFA
- 2014 : rétrogradation DSR

Faits marquants
- 1997 : vainqueur de la Coupe de Bretagne
- 1995 : 32e de finale de Coupe de France face à Monaco (15 000 spectateurs)
- 1998 : 32e de finale de Coupe de France face à Lorient (3 500 spectateurs)
- 2003 : 32e de finale de Coupe de France face à Dijon (3 500 spectateurs) - Vainqueur au tour précédent d'Angers, alors leader de National et aujourd'hui en Ligue 1.

## Personnalités liées à la ville
- René-Jacques Croissant de Garengeot, chirurgien, né à Vitré en 1688, inventeur de la clef de Garengeot permettant l'extraction des molaires.
- Bertrand du Guesclin y épousa probablement en 1363 Tifenn Raguenel, fille de Robin III Raguenel, seigneur de Châtel-Oger, héros du combat des Trente, et de Jeanne de Dinan, vicomtesse de La Bellière.
- Marie de Rais (vers 1433 ou 1434–1457), fille de Gilles de Rais, épouse (1451) d'André de Lohéac (compagnon de Jeanne d'Arc). Sa tombe se trouve à Notre-Dame de Vitré, à gauche du Maître-autel.
- Les barons de Vitré qui régnèrent sur leur baronnie de 1008 à 1792, dont les seigneurs de Laval (à partir de 1254) dont les plus célèbres sont certainement : François de Laval-Montfort, dit Guy XIV de Laval, et Nicolas de Montmorency-Laval, dit Guy XVI de Laval.
- Jacques Colebault, dit Jachet de Mantoue, né en 1483 à Vitré, compositeur de musique de la Renaissance italienne.
- Jean du Mats de Montmartin.
- François Dollier de Casson appartenant à une famille noble de Vitré. Il est considéré comme le second fondateur de Montréal et a écrit la première histoire de la ville.
- François Lefort, marchand et navigateur français du XVIe siècle né à Vitré.
- Pierre Landais, véritable homme d'État et champion de l'indépendance bretonne au XVe siècle.
- Louis Du Bois, historien et homme politique français. Sous-préfet de Vitré en 1833, il y écrivit notamment un essai sur la ville et un ouvrage sur la correspondance vitréenne de Madame de Sévigné.
- Jean Leca (militaire), militaire et résistant français ayant obtenu la dignité de Grand officier de la Légion d'Honneur, y est né en 1925.
- Tancrède Abraham, artiste peintre et illustrateur, petit-fils du précédent.
- Raoul David, (1873–1950) artiste peintre, auteur notamment de nombreux portraits de personnalités vitréennes
- Madame de Sévigné, illustre femme de lettres française, possédait le château des Rochers-Sévigné dans la campagne vitréenne. Dans ses lettres, elle décrivait la vie et la mondanité de la cité ainsi que des Bretons en général, souvent avec ironie. Elle était présente lors des États de Bretagne qui eurent lieu à Vitré au cours du XVIIe.
- Joseph Billon (1664–1721), conseiller-maître à la Chambre des comptes de Bretagne. Sa pierre tombale est en partie visible dans la chapelle saint François de N.D. de Vitré.
- René Jean Sébastien Breteau de la Gueretterie, dit "Monsieur de la Gueretterie", né le 12 janvier 1761 à Vitré, fut prêtre réfractaire avant de devenir en 1803, après le Concordat, curé de Saint-Martin de Vitré et vicaire général, menant une vie exemplaire consacrée aux pauvres. Lors de ses obsèques le 30 octobre 1840, des milliers de personnes défilèrent devant le corps. Sa tombe devint tout de suite l'objet d'une dévotion populaire et, encore de nos jours, on vient prier sur sa tombe pour guérir une fièvre ou un mal de tête. Il favorise aussi, croit-on, la marche des enfants[257].
- Honoré de Balzac situe dans cette ville la naissance de son personnage Zéphirin Marcas, héros de Z. Marcas, en 1803, et une partie du roman Les Chouans.
- Christian Frain de la Gaulayrie, (1916, St Pol de Léon – 1989, Vitré), peintre d'inspiration impressionniste, petit-fils d'Édouard Frain de la Gaulayrie.
- Édouard Frain de la Gaulayrie, historien vitréen, né à Rennes en 1840, conservateur-adjoint de la ville de Vitré, a publié de nombreux ouvrages sur les familles vitréennes et le commerce international.

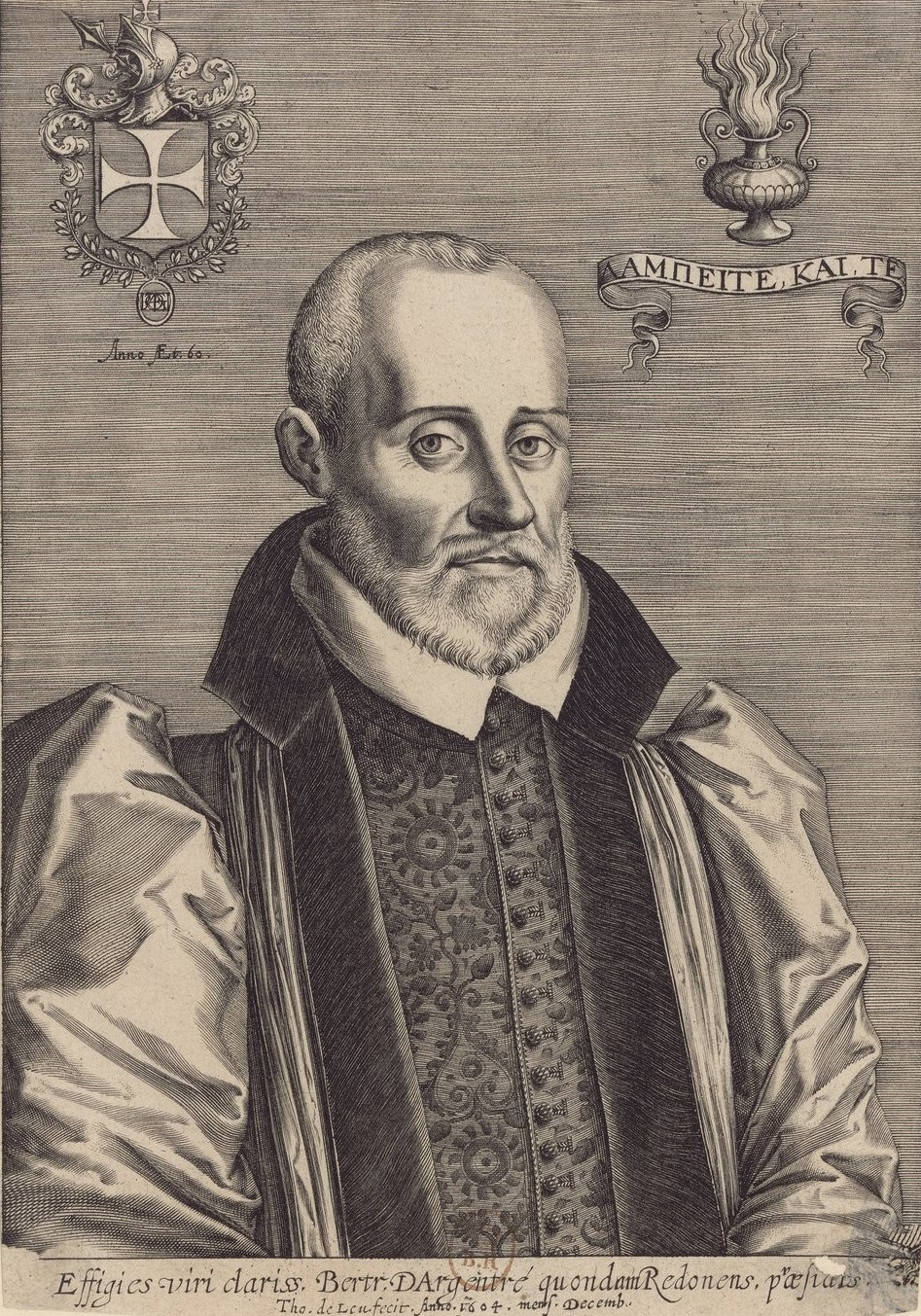
Bertrand d'Argentré.

- Bertrand d'Argentré, historien de la Bretagne.
- Jacques Colebault, dit Jachet de Mantoue, un des compositeurs majeurs de la Renaissance, fameux maître de la musique polyphonique après Josquin des Prés et avant Palestrina.
- Natural Snow Buildings, groupe de musique expérimentale originaire de Paris mais basé à Vitré.
- Pierre-Olivier Malherbe, premier Européen à avoir fait le tour du monde en passant par les continents.
- Jean-François Geffrard de la Motte de Sanois, né en 1723, passa son enfance à Vitré.
- Claude-Étienne Savary, orientaliste, pionnier de l'égyptologie et traducteur du Coran.
- Arthur Le Moyne de La Borderie, historien de la Bretagne.
- Auguste Pavie et Charles Rabot, fameux explorateurs, l'un du Laos et du Cambodge, l'autre de la péninsule de Kola et du Spitzberg.
- Édouard Hamon (1841–1904), jésuite, professeur et écrivain canadien, né à Vitré.

- René Alexandre, acteur français.

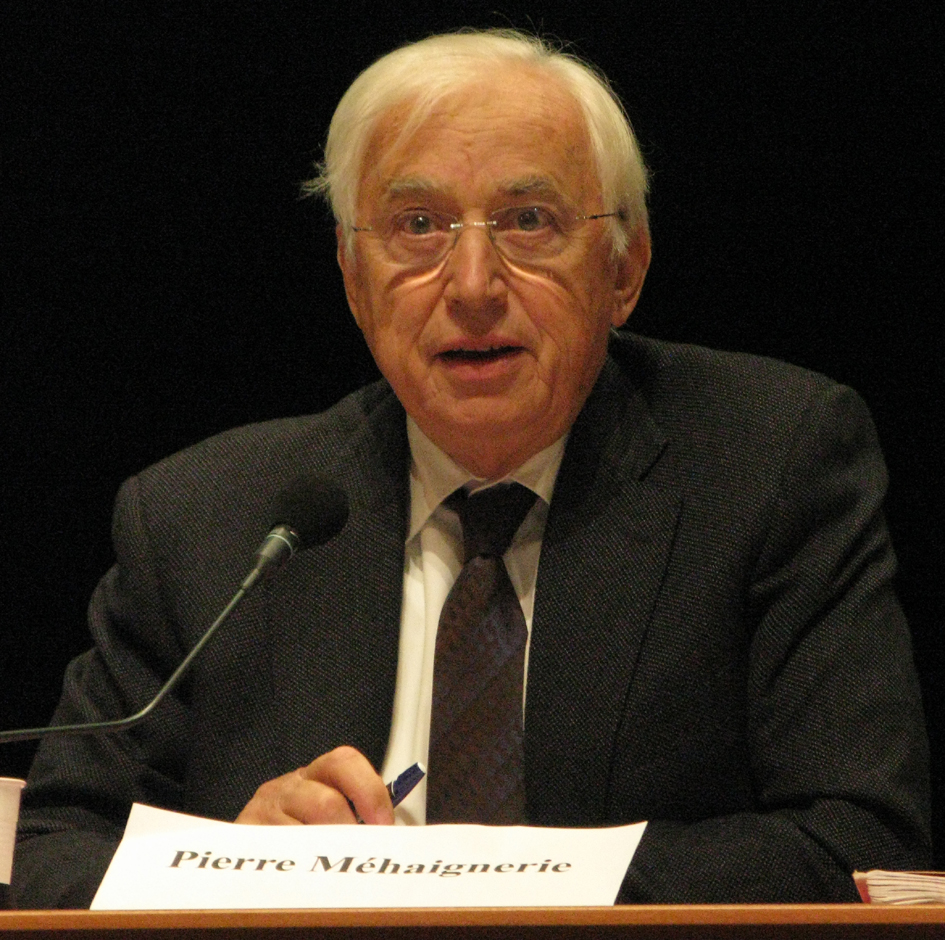
Pierre Méhaignerie

- Jean Choleau (1879–1965), auteur de nombreux ouvrages sur Vitré et l'Ille-et-Vilaine dont Au bon cœur de Madame de Sévigné, Les bretons devant l'impôt, Les Bretons et l'aventure dont certains seraient consultables à la médiathèque de Vitré.
- Paul Paris-Jallobert, historien qui publie le Journal historique de Vitré en 1880.
- Morvan Marchal, nationaliste breton qui dessina le drapeau moderne de la Bretagne, le Gwenn-ha-Du.
- Pierre Méhaignerie, député-maire de Vitré depuis 1977, trois fois ministre : Agriculture (1977 à 1981), Équipement, Logement et Aménagement du Territoire (1986 à 1988) et Justice (1993 à 1995). De 1982 à 2001, il a été président du conseil général d'Ille-et-Vilaine. Entre 1995 et 1997, il a été président de la commission des Finances de l'Assemblée nationale. Ancien secrétaire général de l'UMP, il est aussi président de la communauté d'agglomération de Vitré Communauté.
- Auguste Michel Nobillet, (1850-1914), peintre paysagiste, né à Vitré .
- Joël-Guy Batteux, maire de Saint-Nazaire de 1983 à 2008, né à Vitré en 1943.
- Guy Sabatier, maire de Laon et député de l'Aisne, né à Vitré en 1917.
- Jérôme Lebouc, footballeur évoluant à Marmande. Il est né à Vitré où il a passé toute sa jeunesse et a joué à l'AS Vitré.
- Pascal Robert, ancien défenseur et entraîneur du stade brestois.
- Olivier Le Gonidec de Traissan (1839–1912), homme politique.
- Nicolas Lebel, créateur du fusil Lebel utilisé par l'armée française pendant la première moitié du XXe siècle, meurt à Vitré en 1891.
- René Ravenel, protestant vitréen et un des premiers émigrés américains.
- Charlotte d'Aragon-Naples, princesse de Tarente, héritière de Naples et fille de Frédéric Ier.
- Maur Cocheril, moine et historien, né à Vitré en 1914.
- Jean de Montigny, évêque de Saint-Pol mort à Vitré en 1671.
- Robert Guibé, cardinal né à Vitré vers 1460.
- Guillaume Brillet, évêque de Rennes puis de Saint-Brieuc.
- François Baron-Renouard, peintre français né à Vitré en 1918.
- Joseph Thomas de la Plesse, député-maire de Vitré du XIXe siècle.
- François Guérault, député.
- Joseph Augustin Postel, député.
- Victor Caillel du Tertre, député.
- Pierre Jean-Baptiste Beaugeard, député.
- Jean Morvan (pseudonyme de Jean Tixier) (1872-1955), général et historien napoléonien est inhumé au cimetière St Martin.
- Jean-Julien Savary, y est né le 18 novembre 1753 et y a sa rue, historien.
- Jean-Claude Bouttier, champion d'Europe de boxe poids moyens EBU (1971 et 1974) et chroniqueur sur la chaîne de télévision Canal +[258].
- Rouge Gorge, alias l'auteur compositeur interprète Robin Poliginé fut élève au lycée Bertrand d'Argentré de Vitré, ville dont il est originaire[259].
- Julien-René-Benjamin de Gennes, théologien, né à Vitré du XVIIIe siècle
- Amaury de Farcy de Saint-Laurent, membre de la famille de Farcy, né en 1652 à Vitré, mort le 5 mai 1729 à Ebstorf), électeur de Brunswick-Lunebourg et commandant de la forteresse de Kalkberg et de la ville de Lunebourg.